# Pertuis (Vaucluse)
Ne doit pas être confondu avec Peyruis ou Le Perthus.
Pour les articles homonymes, voir Pertuis.
Pertuis, également appelée localement Pertuis en Luberon, est une commune française située dans le département du Vaucluse, en région Provence-Alpes-Côte d'Azur. Elle est longée au sud par la Durance, qui après avoir servi de limite entre le comté de Provence et le comté de Forcalquier, sert aujourd'hui de limite entre les départements du Vaucluse et des Bouches-du-Rhône.
Pertuis est la ville principale du pays d'Aigues.
Elle fait partie de la métropole d'Aix-Marseille-Provence., intercommunalité dont 90 des 92 communes sont présentes dans les Bouches-du-Rhône.
Ses habitants sont appelés les Pertuisiens.

## Géographie

### Localisation

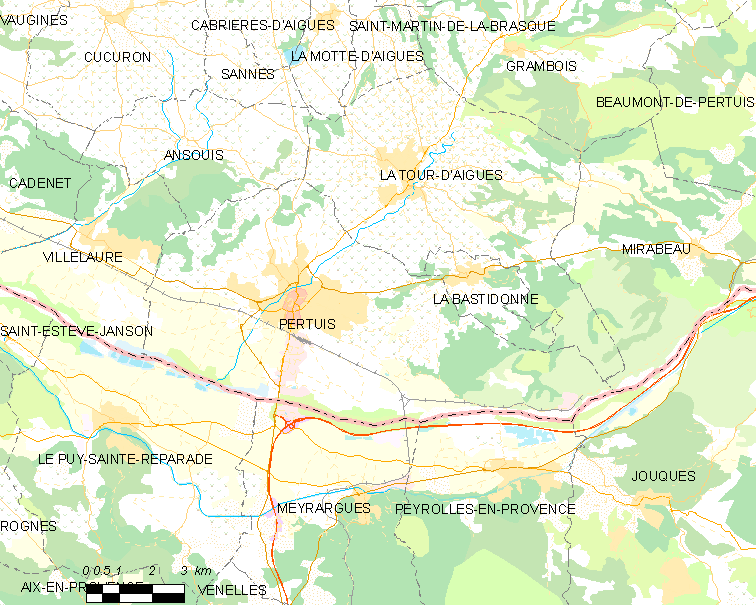
Situation de Pertuis.

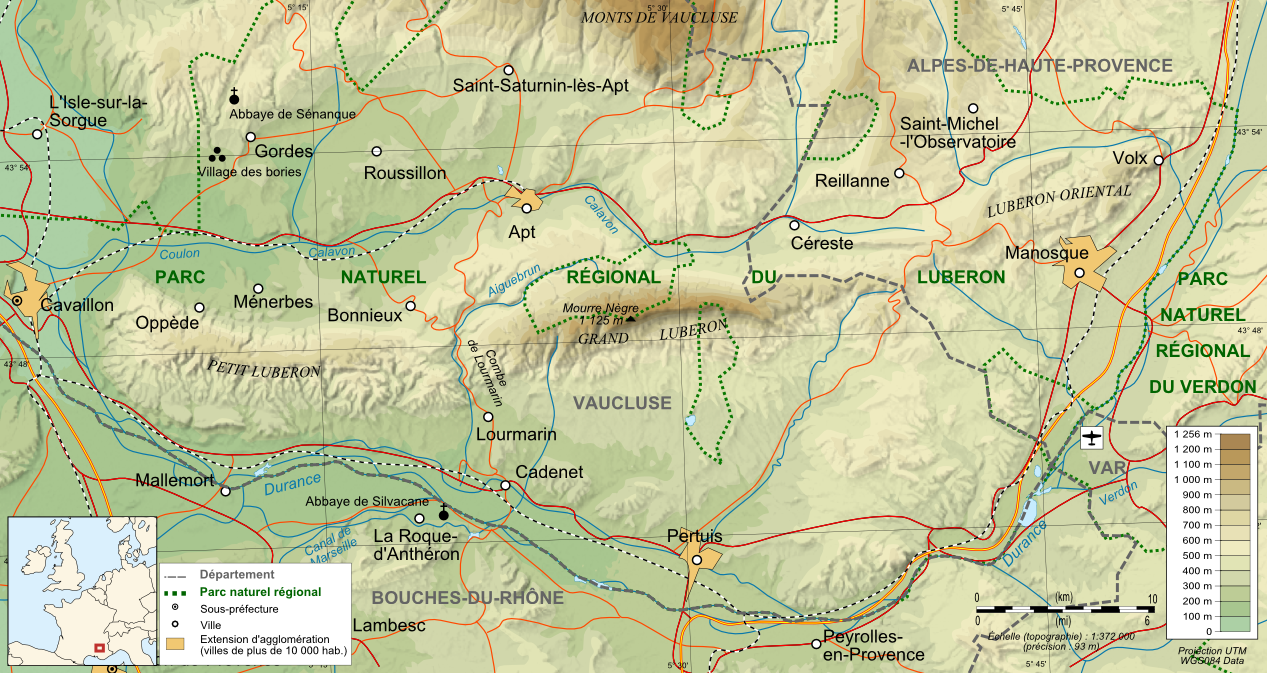
Le territoire du parc naturel régional du Luberon.

Au cœur de la Provence, en bordure de la vallée de la Durance et aux portes du Luberon, Pertuis est située en pays d'Aigues, dont elle est la capitale. Elle se situe à une vingtaine de kilomètres au nord d'Aix-en-Provence, est entrée depuis le 1er janvier 2001 dans la Communauté du pays d’Aix et fait aujourd'hui partie de la métropole d'Aix-Marseille-Provence. Du fait de sa position géographique, Pertuis ou « pertus » en latin qui veut dire « trouée » au sens de « passage », a toujours été un carrefour de communication entre la mer et la montagne. La commune est un des soixante-dix-sept membres du parc naturel régional du Luberon.

### Communes limitrophes

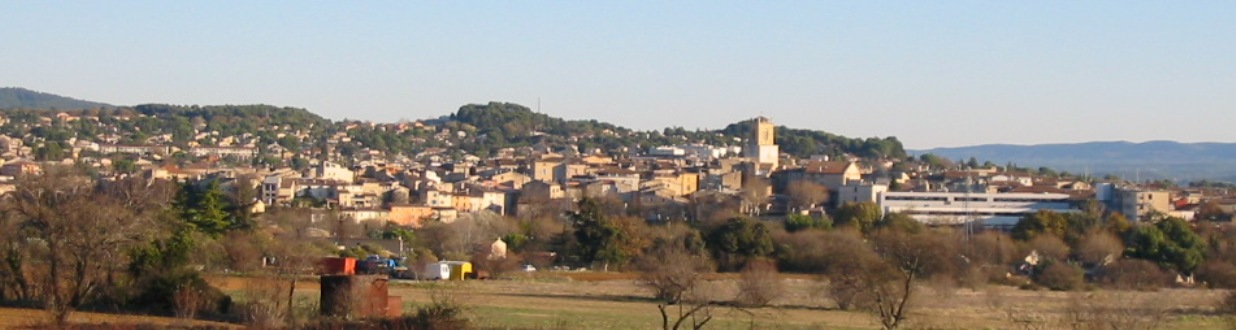
Vue sur la ville de Pertuis, son donjon et son hôpital.

Les communes limitrophes sont Jouques, Meyrargues, Peyrolles-en-Provence, Le Puy-Sainte-Réparade, La Bastidonne, Ansouis, Mirabeau, La Tour-d'Aigues et Villelaure.
| Ansouis                                   | La Tour-d'Aigues                                    | La Tour-d'Aigues Mirabeau  |
| Villelaure                                | Pertuis                                             | La Bastidonne              |
| Le Puy-Sainte-Réparade (Bouches-du-Rhône) | Meyrargues Peyrolles-en-Provence (Bouches-du-Rhône) | Jouques (Bouches-du-Rhône) |

### Géologie et relief
À l'extrémité sud-sud-est, sur les bords de la Durance, le sol est formé de calcaire urgonien et de marnes néocomiennes. À côté, entre la route de Pertuis et de Mirabeau et la Durance, se trouve une couche de marne argileuse rouge alternant avec la poudingue. À l'ouest, le terrain recouvre la mollasse marine sur laquelle la ville est construite. Entre la route départementale 973, l'Èze et Pertuis, le sol est formé de mollasse marine très propice à la culture, avec des argiles sableux sur le relief (Éocène - Oligocène) à l'est du bourg. Au-delà de l'Èze, sur une largeur de 3 km, le sol est formé de diluvions des terrasses. Enfin au nord, on rencontre la mollasse d'eau douce, sables et marnes du Miocène avec, au nord-ouest, un autre relief composé des conglomérats du Pliocène et du Miocène. La plaine est donc un don de la Durance formée exclusivement d'alluvions.
Le territoire de la commune a une superficie de 6 623 ha, dont 1 150 sont arrosables. Il se compose d'une plaine d'environ 2 000 ha très fertile, bordée par la Durance sur une longueur de 11 km et protégée des inondations par neuf grandes digues. Sa largeur maximale est de 3 km.
Le reste du territoire comprend d'ouest en est la colline de Chanaud (333 m d'altitude), puis l'étroite vallée de l'Èze jusqu'à Viade, entre les collines de Saint-Joseph et Saint-Jean sur la rive droite et Saint-Roch, Saint-Sépulcre et Pivoulier en rive gauche. Ensuite, on trouve la vallée moins fertile des vallats de l'Ébrette et de Galance. Enfin se trouvent les collines de la Loubière et de la Défension.
Aux allures d'un plateau aux abords de la Durance, la pente se fait plus marquée à la lisière de la ville. Pertuis est située sur les contreforts du massif du Luberon, comme en témoignent les collines au nord-ouest et celles venant mourir sur le village depuis la Bastidonne à l'est. Lorsqu'on arrive du sud par Aix-en-Provence, peu après Venelles, on aperçoit Pertuis en contrebas, blottie au cœur de la vallée d'Aygues, et juste derrière, en fond de décor, les pentes abruptes et toujours lumineuses (versant sud) du massif du Luberon, dominées par le Mourre Nègre qui culmine à 1 125 m.

### Sismicité
Les cantons de Bonnieux, Apt, Cadenet, Cavaillon, et Pertuis sont classés en zone Ib (risque faible). Les autres cantons du département de Vaucluse sont classés en zone Ia (risque très faible). Ce zonage correspond à une sismicité ne se traduisant qu'exceptionnellement par la destruction de bâtiments.
| Année                     | Description des dégâts                                                        | Éventuelle évaluation de l'intensité | Épicentre                       |
| ------------------------- | ----------------------------------------------------------------------------- | ------------------------------------ | ------------------------------- |
| 13 décembre 1509          | Dégâts inconnus                                                               | 5,5 échelle de Richter               | inconnu                         |
| 24 avril 1535             | effondrement des voûtes de l'église plusieurs maisons effondrées ou lézardées | évaluation impossible                | inconnu                         |
| 24 avril 1708             | quelques dégâts                                                               | 5,5                                  | Manosque                        |
| 19 mars 1812              | quelques maisons écroulées.                                                   | 5                                    | Beaumont-de-Pertuis             |
| 24 février 1818 (10 h 10) | Pas de dégâts.                                                                | 2-3                                  | Aix-en-Provence                 |
| 11 juin 1909              | Dommages causés aux édifices publics et privés.                               | 6,2                                  | Lambesc                         |
| 1994                      | Les secousses sont ressenties par les habitants, fissures                     | faible                               | Beaumont-de-Pertuis et environs |

### Hydrographie
L'Èze traverse la commune dans le sens nord-est/sud-ouest pour ensuite confluer avec la Durance qui passe à la bordure sud de la commune, dans la commune Le Puy-Sainte-Réparade. Ce cours d'eau d'apparence plutôt modeste a fait l'objet de nombreuses polémiques au sein de la commune et a été l'un des enjeux électoraux entre les prétendants à la mairie. En effet, lors des périodes d'automne ou à la fonte des neiges, celui-ci se transformait en véritable torrent créant des inondations dévastatrices dans la ville. Depuis, le lit de la rivière a été « canalisé ».
Il existe de nombreux canaux d'irrigation.
La Durance borde la commune au sud et sert de limite naturelle entre le Vaucluse et les Bouches-du-Rhône. C'est une rivière dite « capricieuse » et autrefois redoutée pour ses crues (elle était appelée le 3e fléau de la Provence) aussi bien que pour ses étiages, la Durance est une rivière à la fois alpine et méditerranéenne à la morphologie bien particulière.
De 1986 à 2021, la commune a connu onze inondations et coulées de boue, ainsi qu'une grosse tempête qui ont été reconnues catastrophes naturelles avec publication d'un arrêté de « reconnaissance de catastrophe naturelle » publiés au Journal officiel.
| Type de catastrophe                                              | Début             | Fin               | Arrêté           | Parution au J.O. |
| ---------------------------------------------------------------- | ----------------- | ----------------- | ---------------- | ---------------- |
| Tempête                                                          | 6 novembre 1982   | 10 novembre 1982  | 30 novembre 1982 | 2 décembre 1982  |
| Inondations et coulées de boue                                   | 26 août 1986      | 26 août 1986      | 17 octobre 1986  | 26 novembre 1986 |
| Inondations et coulées de boue                                   | 16 juillet 1987   | 17 juillet 1987   | 15 octobre 1987  | 30 octobre 1987  |
| Inondations et coulées de boue                                   | 7 avril 1988      | 7 avril 1988      | 7 octobre 1988   | 23 octobre 1988  |
| Inondations et coulées de boue                                   | 21 septembre 1993 | 23 septembre 1993 | 19 mars 1993     | 28 mars 1993     |
| Inondations et coulées de boue Rupture de la digue du Père Grand | 6 janvier 1994    | 12 janvier 1994   | 26 janvier 1994  | 2 février 1994   |
| Inondations et coulées de boue                                   | 30 juillet 1994   | 31 juillet 1994   | 6 décembre 1994  | 17 décembre 1994 |
| Inondations et coulées de boue                                   | 4 novembre 1994   | 6 novembre 1994   | 21 novembre 1994 | 25 novembre 1994 |

### Climat
Pour des articles plus généraux, voir Climat de Provence-Alpes-Côte d'Azur et Climat de Vaucluse.
En 2010, le climat de la commune est de type climat méditerranéen franc, selon une étude du Centre national de la recherche scientifique s'appuyant sur une série de données couvrant la période 1971-2000. En 2020, Météo-France publie une typologie des climats de la France métropolitaine dans laquelle la commune est exposée à un climat méditerranéen et est dans la région climatique Provence, Languedoc-Roussillon, caractérisée par une pluviométrie faible en été, un très bon ensoleillement (2 600 h/an), un été chaud (21,5 °C), un air très sec en été, sec en toutes saisons, des vents forts (fréquence de 40 à 50 % de vents > 5 m/s) et peu de brouillards.
Pour la période 1971-2000, la température annuelle moyenne est de 13,6 °C, avec une amplitude thermique annuelle de 16,8 °C. Le cumul annuel moyen de précipitations est de 659 mm, avec 5,5 jours de précipitations en janvier et 2,5 jours en juillet. Pour la période 1991-2020, la température moyenne annuelle observée sur la station météorologique de Météo-France la plus proche, « Sannes », sur la commune de Sannes à 7 km à vol d'oiseau, est de 13,5 °C et le cumul annuel moyen de précipitations est de 692,8 mm. 
La température maximale relevée sur cette station est de 42,3 °C, atteinte le 28 juin 2019 ; la température minimale est de −14,5 °C, atteinte le 30 décembre 1996,,.
| Mois                                  | jan.           | fév.         | mars            | avril         | mai           | juin          | jui.          | août          | sep.          | oct.            | nov.            | déc.             | année      |
| ------------------------------------- | -------------- | ------------ | --------------- | ------------- | ------------- | ------------- | ------------- | ------------- | ------------- | --------------- | --------------- | ---------------- | ---------- |
| Température minimale moyenne (°C)     | 0,3            | 0,2          | 3               | 5,9           | 9,7           | 12,8          | 14,8          | 14,7          | 11,5          | 8,8             | 4,2             | 1,1              | 7,2        |
| Température moyenne (°C)              | 5,4            | 6            | 9,3             | 12,2          | 16,3          | 20,1          | 22,5          | 22,3          | 18,2          | 14,4            | 9,2             | 5,9              | 13,5       |
| Température maximale moyenne (°C)     | 10,5           | 11,8         | 15,6            | 18,5          | 22,9          | 27,3          | 30,2          | 29,9          | 25            | 20              | 14,2            | 10,7             | 19,7       |
| Record de froid (°C) date du record   | −10,8 30.01.05 | −14 11.02.12 | −11 02.03.05    | −5,8 08.04.21 | −0,5 07.05.19 | 2,3 03.06.06  | 5,7 17.07.00  | 5,2 31.08.10  | 0,9 18.09.01  | −4,6 30.10.1997 | −8,6 23.11.1998 | −14,5 30.12.1996 | −14,5 1996 |
| Record de chaleur (°C) date du record | 19,7 10.01.15  | 23 27.02.19  | 25,4 17.03.1997 | 28,9 29.04.05 | 33,1 24.05.09 | 42,3 28.06.19 | 37,1 31.07.17 | 38,8 04.08.17 | 34,6 04.09.16 | 30,2 02.10.1997 | 22,8 18.11.15   | 21,5 23.12.1991  | 42,3 2019  |
| Précipitations (mm)                   | 51,6           | 38,7         | 40,4            | 62,3          | 58,7          | 40,5          | 25,5          | 41,5          | 91,2          | 86,5            | 96,7            | 59,2             | 692,8      |

| Diagramme climatique                                  |             |           |             |             |              |              |              |            |           |             |             |
| J                                                     | F           | M         | A           | M           | J            | J            | A            | S          | O         | N           | D           |
| 10,50,351,6                                           | 11,80,238,7 | 15,6340,4 | 18,55,962,3 | 22,99,758,7 | 27,312,840,5 | 30,214,825,5 | 29,914,741,5 | 2511,591,2 | 208,886,5 | 14,24,296,7 | 10,71,159,2 |
| Moyennes : • Temp. maxi et mini °C • Précipitation mm |             |           |             |             |              |              |              |            |           |             |             |

Les paramètres climatiques de la commune ont été estimés pour le milieu du siècle (2041-2070) selon différents scénarios d'émission de gaz à effet de serre à partir des nouvelles projections climatiques de référence DRIAS-2020. Ils sont consultables sur un site dédié publié par Météo-France en novembre 2022.

### Faune et flore

#### Faune
Depuis la Durance, on aperçoit de hautes falaises qui constituent un milieu très hostile où seules les espèces les plus rustiques peuvent vivre :
Des insectes (sauterelle, mante religieuse, cigale), des arthropodes, comme le grand scolopendre et le grand scorpion jaune, tous deux très venimeux, des reptiles tels que la vipère aspic, venimeuse, mais qui fuit au moindre bruit, la couleuvre à échelons, la couleuvre de Montpellier, le seps, le lézard ocellé, le plus grand lézard d'Europe, pouvant atteindre 90 cm de long.

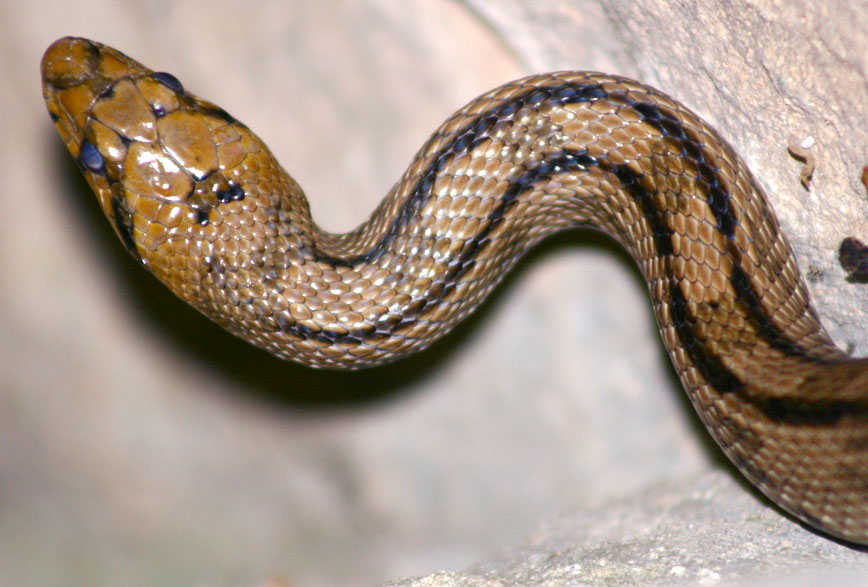
La couleuvre à échelons du Luberon.
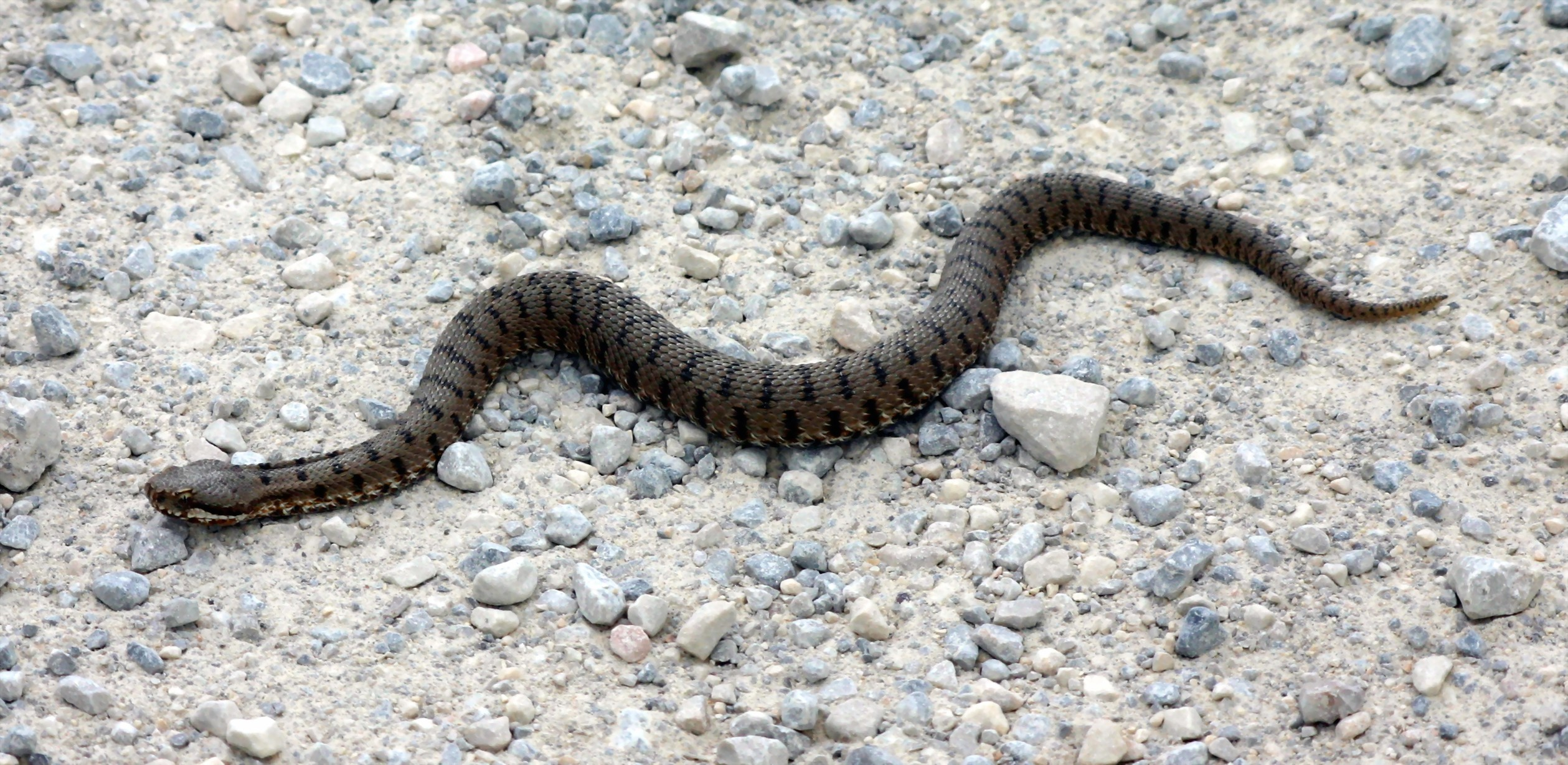
Vipère aspic.
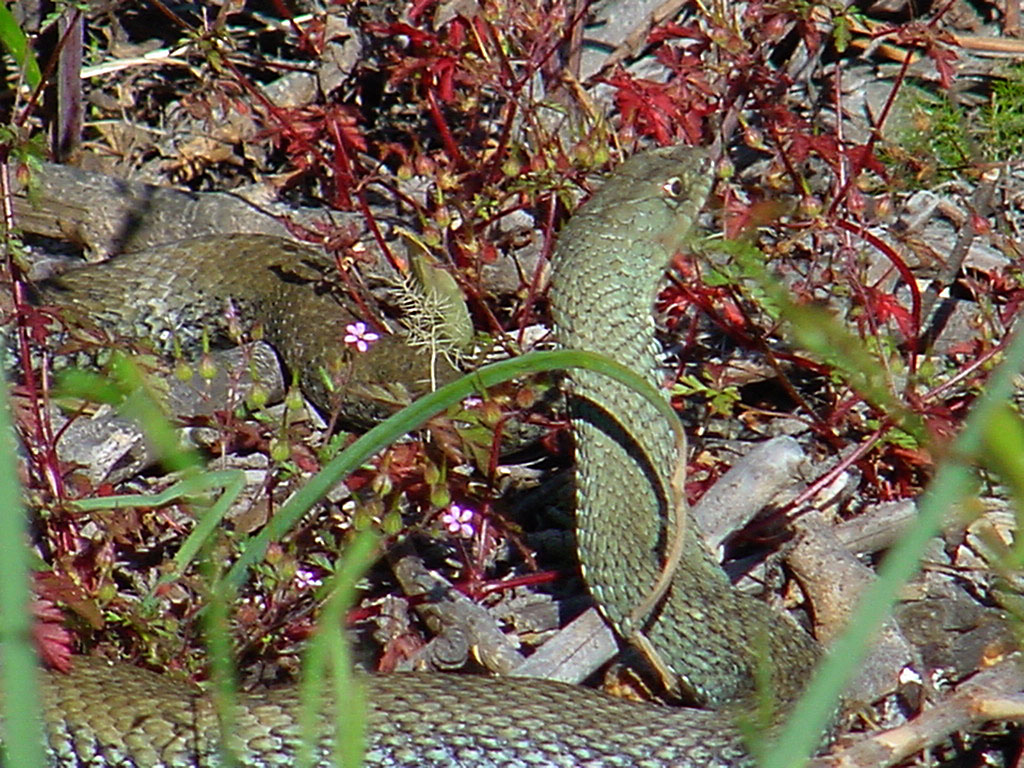
Couleuvre de Montpellier.
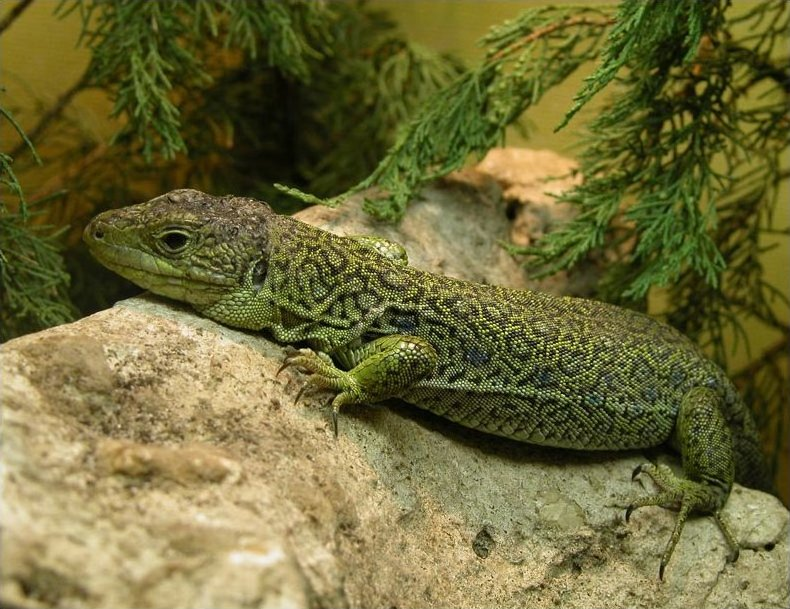
Lézard ocellé.

Des oiseaux, rapaces diurnes d'une part, comme le circaète Jean-le-Blanc, le plus grand des rapaces du Luberon, le vautour percnoptère, le faucon, la buse et l'aigle de Bonelli (toutes espèces menacées), ou nocturnes d'autre part, comme le grand-duc, le moyen-duc, le petit-duc, la hulotte.

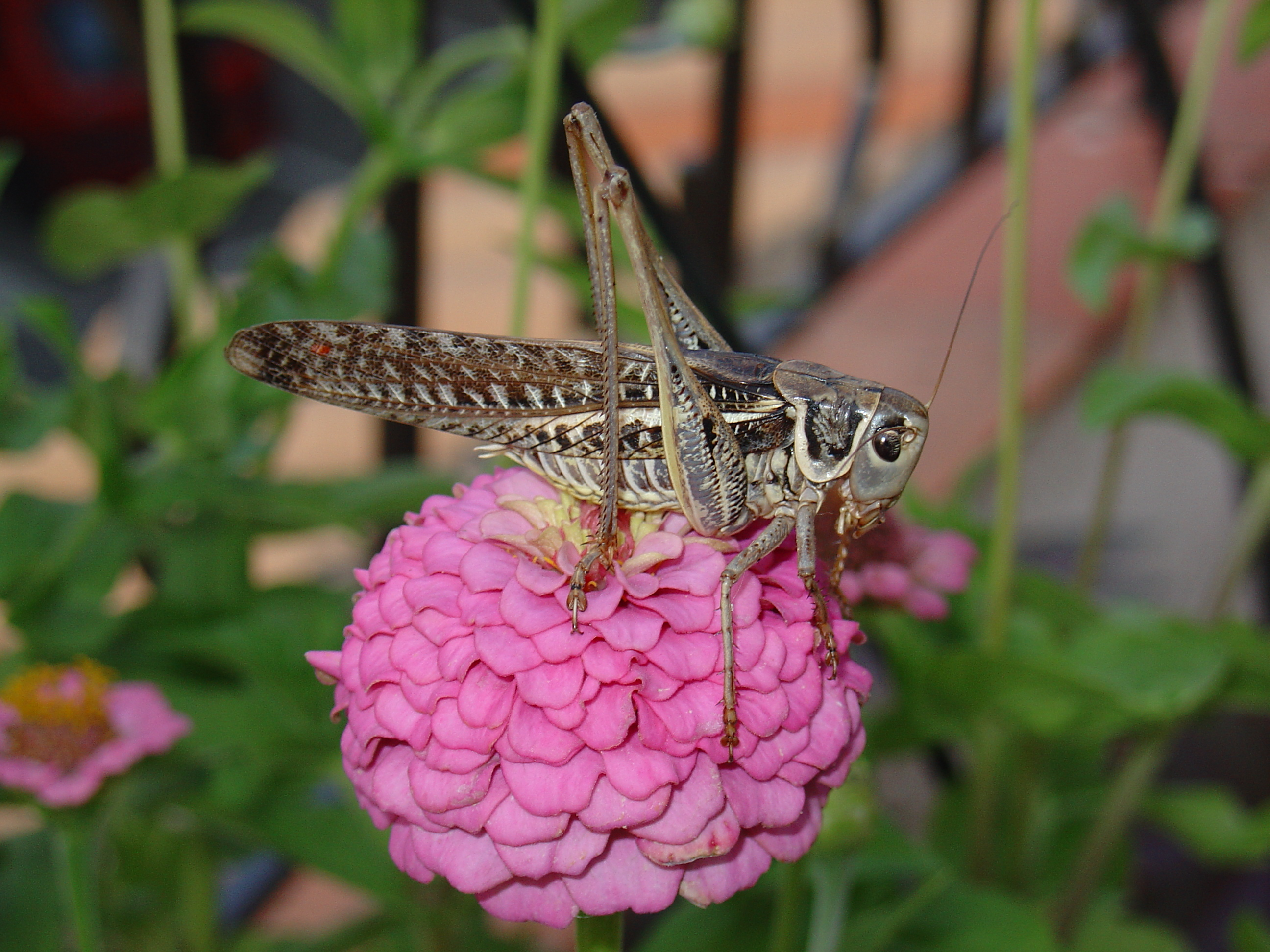
Dectique à front blanc (Decticus albifrons).
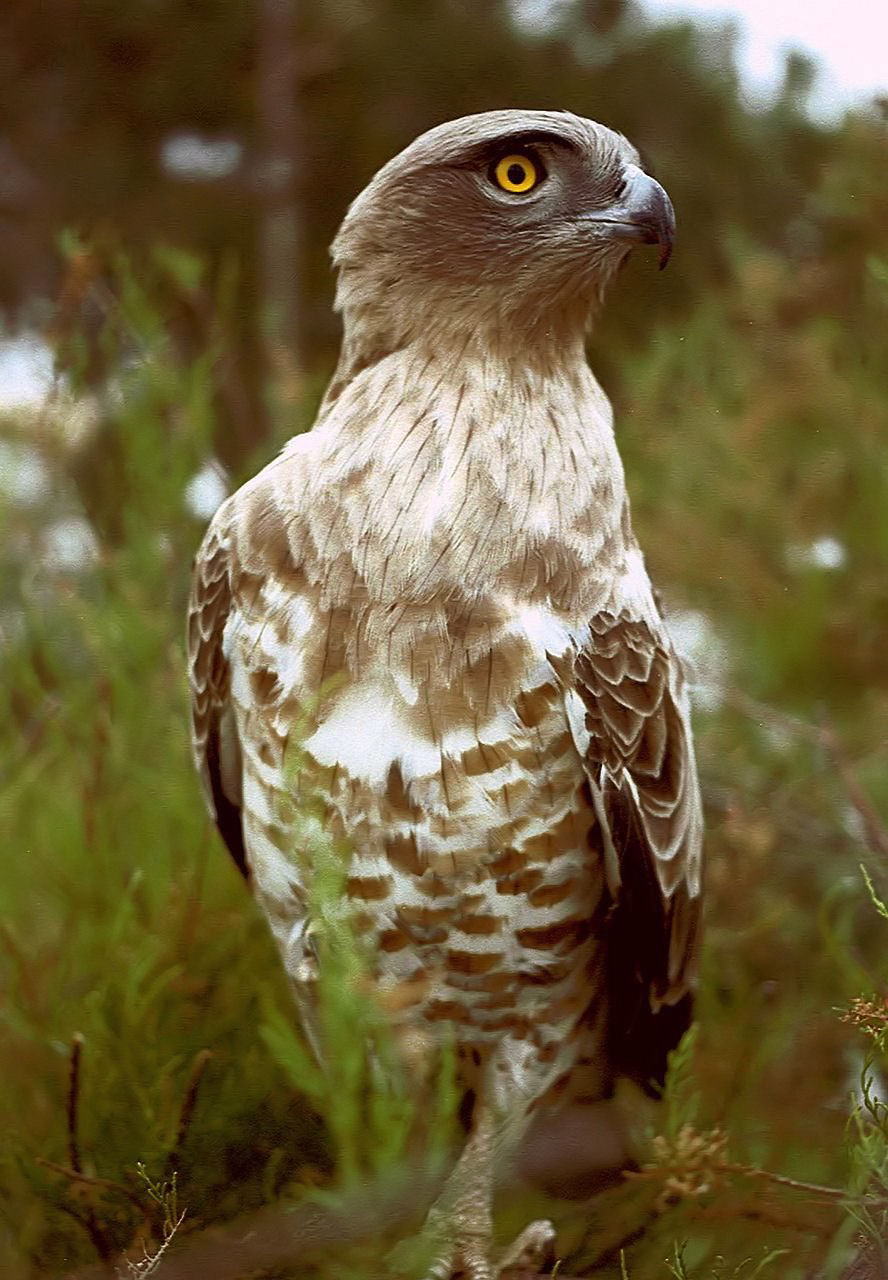
Le circaète Jean-le-Blanc est le plus grand des rapaces du Luberon.
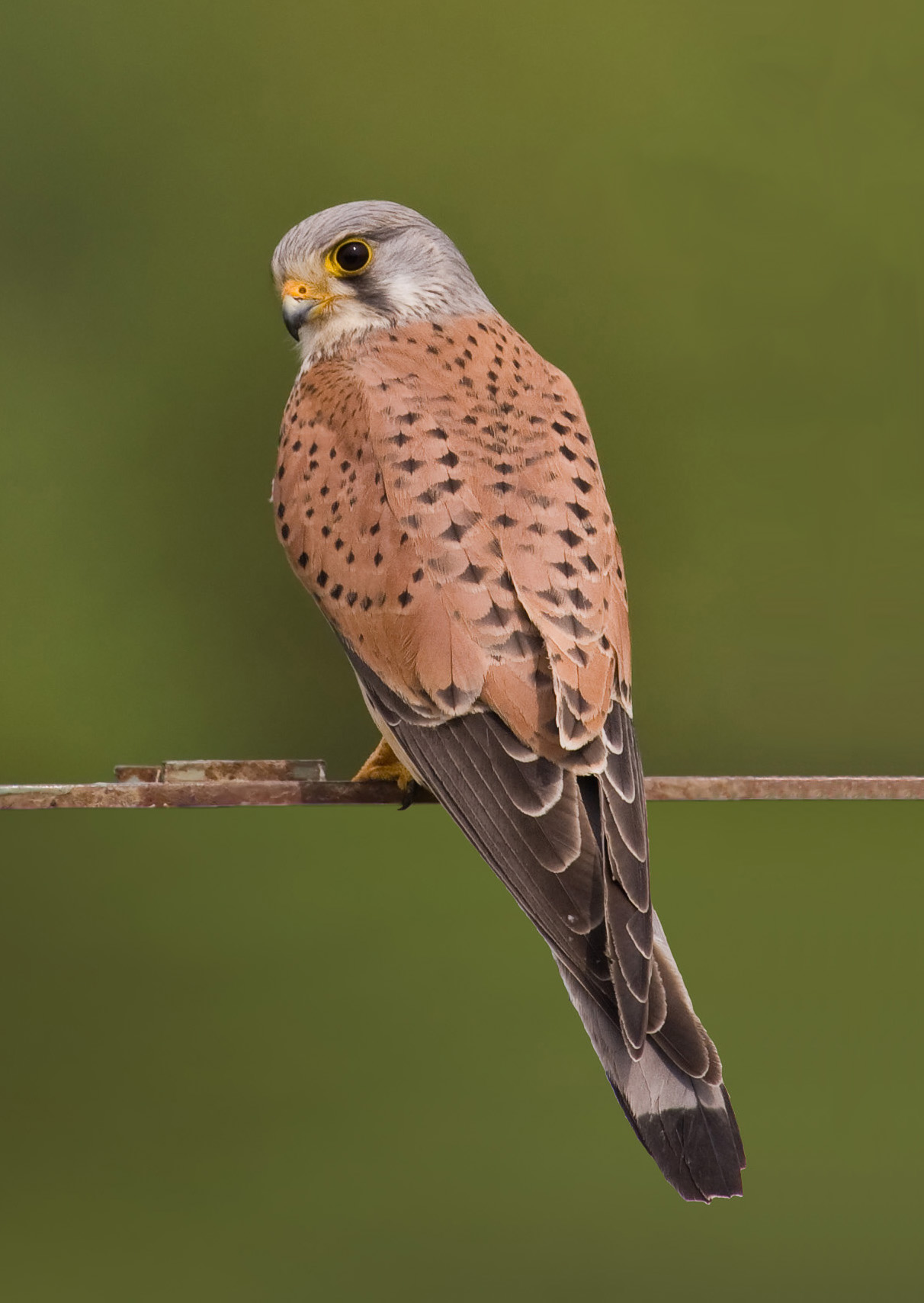
Faucon.
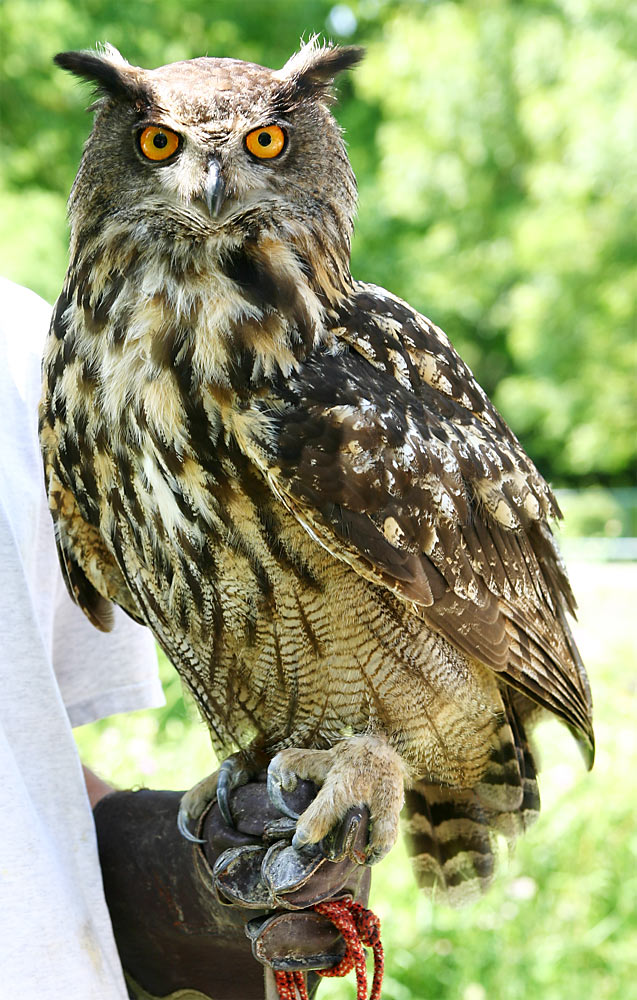
Grand duc.

Des mammifères comme le sanglier, le blaireau en voie d'extinction, ainsi que le renard roux, l'écureuil, des rongeurs dont le plus petit mammifère du monde, le pachyure étrusque.
Le castor a survécu dans la Durance. Toutes les colonies de castors existant en France sont issues de celles ayant survécu dans la région.

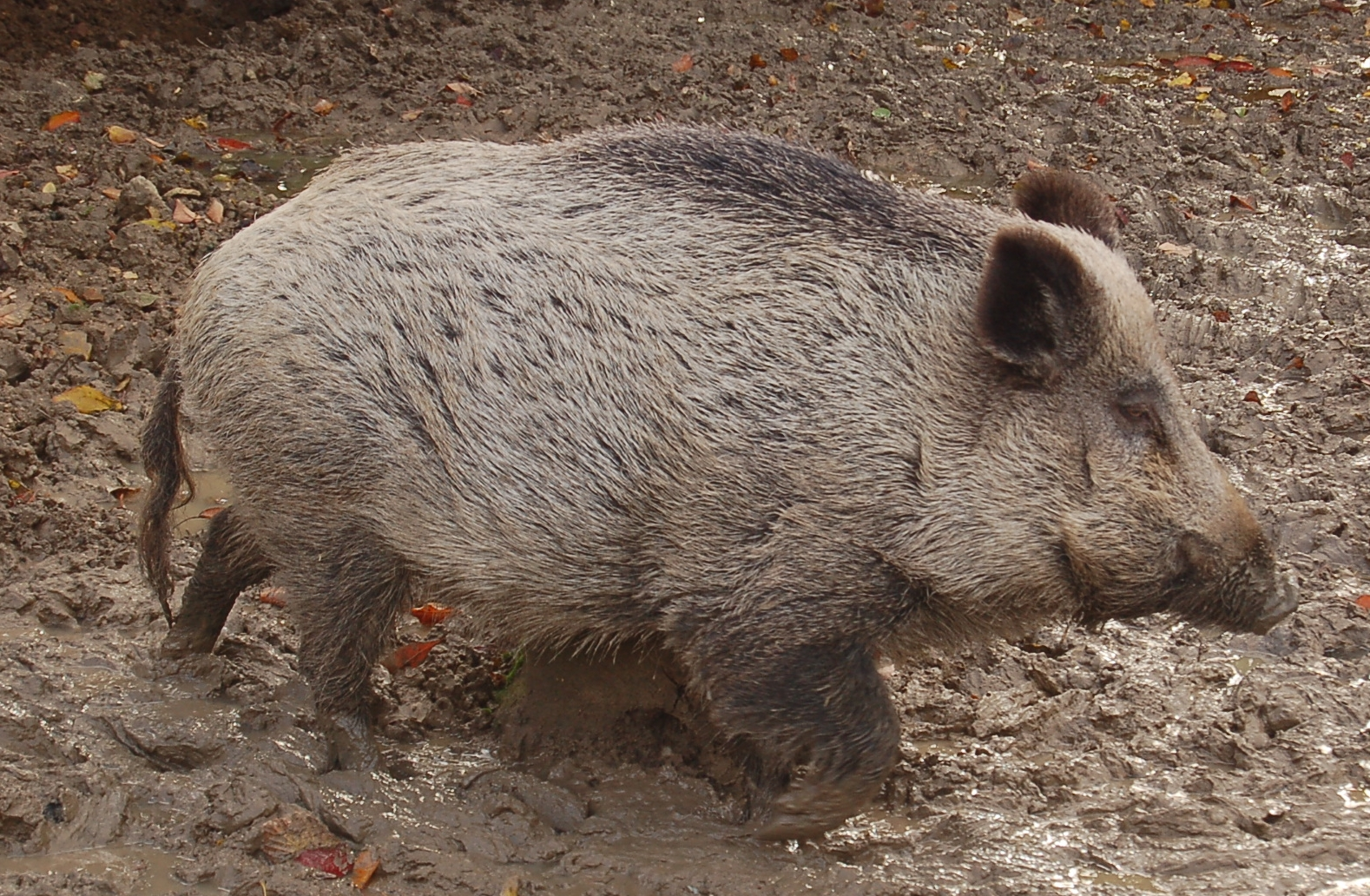
Sanglier.
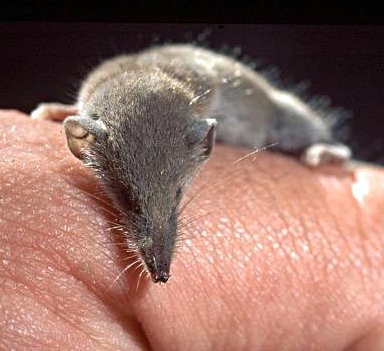
Pachyure étrusque.
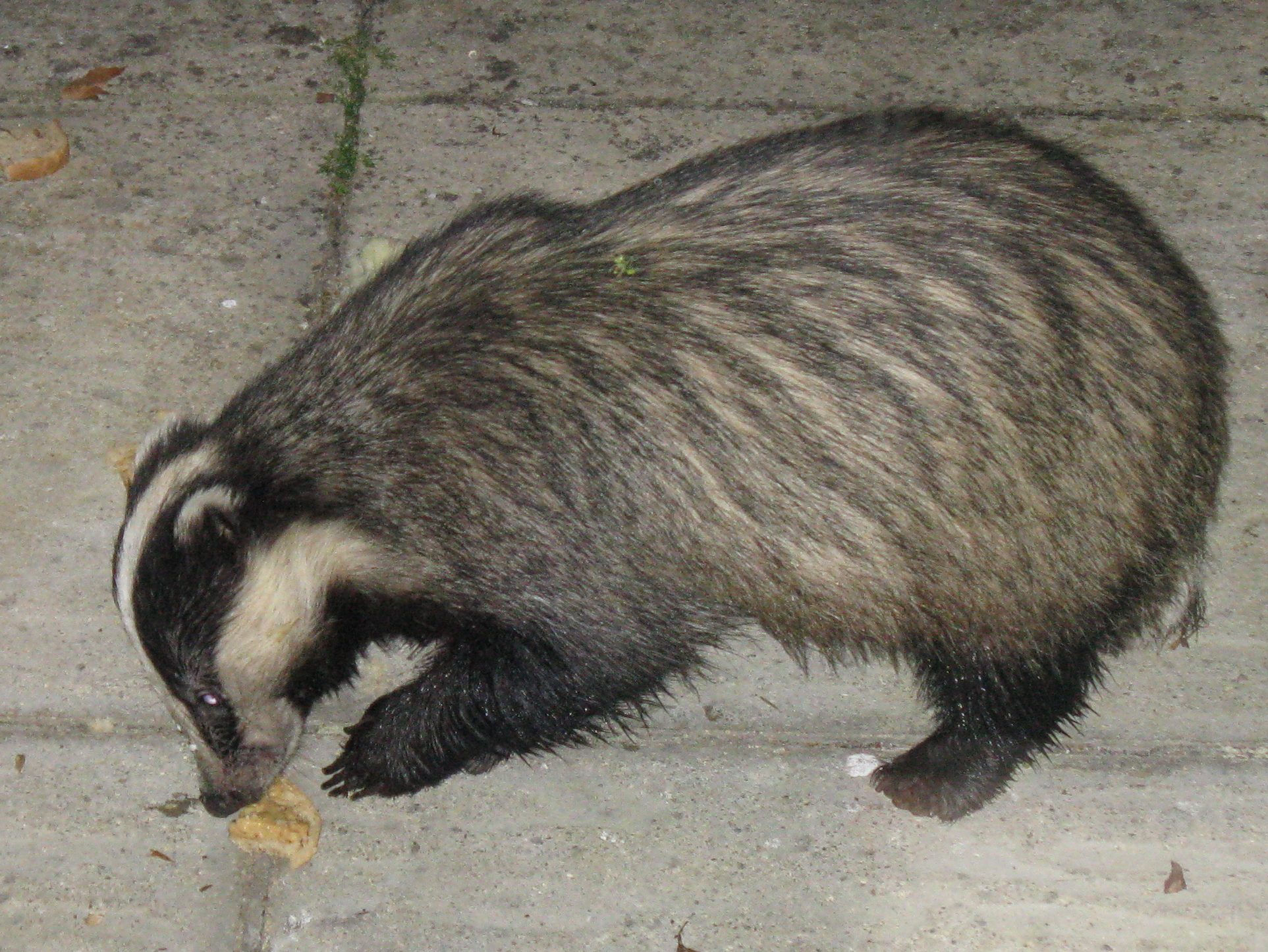
Blaireau.
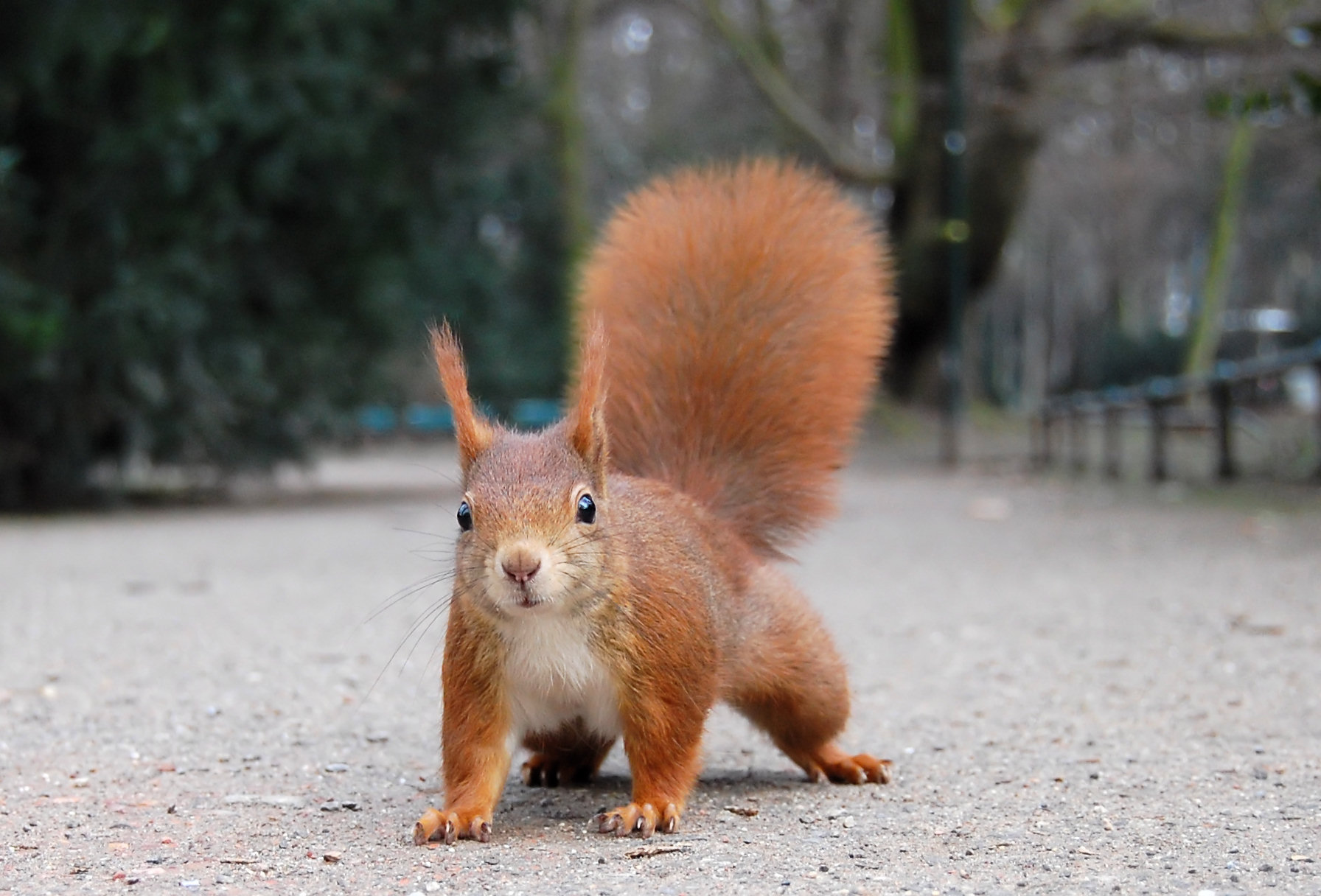
Écureuil.

#### Flore
La région se caractérise par une sécheresse estivale marquée, à laquelle flore et faune ont dû s'adapter. Il n'y a pratiquement pas de sources. L'élément végétal dominant est le chêne vert, qui atteignait autrefois jusqu'à quinze mètres de haut. Il n'en subsiste plus que des taillis de trois à quatre mètres. Les coupes excessives l'ont fait disparaître par endroits, soit au profit du pin d'Alep, soit pour être remplacé par une garrigue à plantes odorantes telles que le thym, le romarin, la germandrée et l'achillée millefeuille. On trouve aussi le genévrier cade en Provence, dont l'huile aux propriétés cicatrisantes et dermatologiques est utilisée en pharmacie ainsi que pour des savons (Cadum). Le buis, qui peut vivre plusieurs siècles, l'alaterne, la garance, le chêne kermès, le ciste cotonneux, l'aphyllanthe de Montpellier sont également typiques de la région.

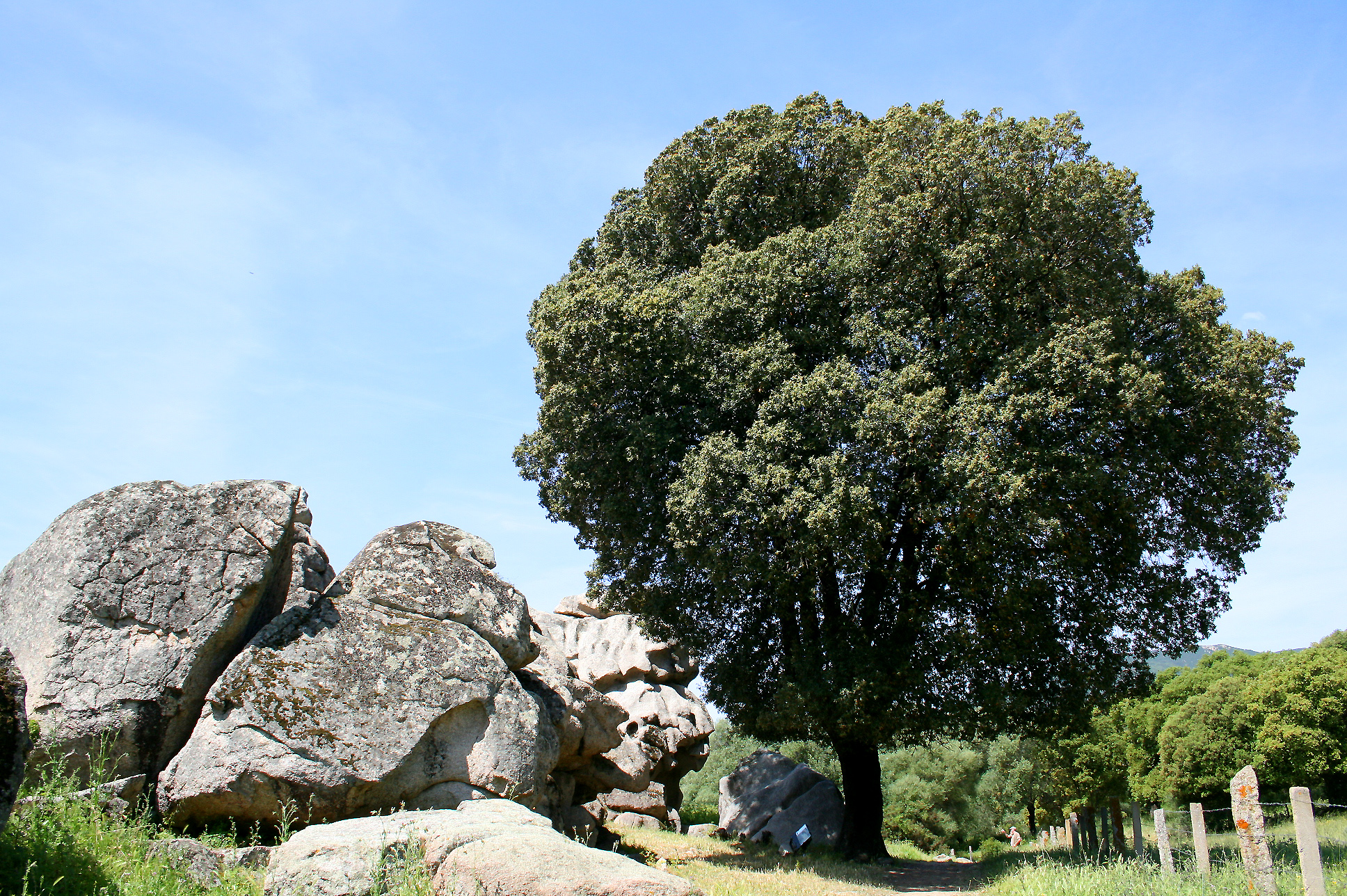
Chêne vert.
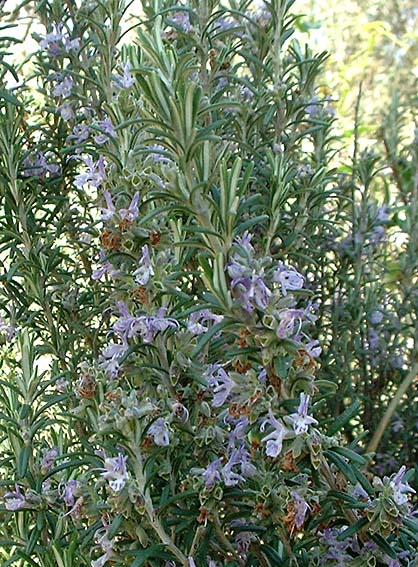
Romarin.
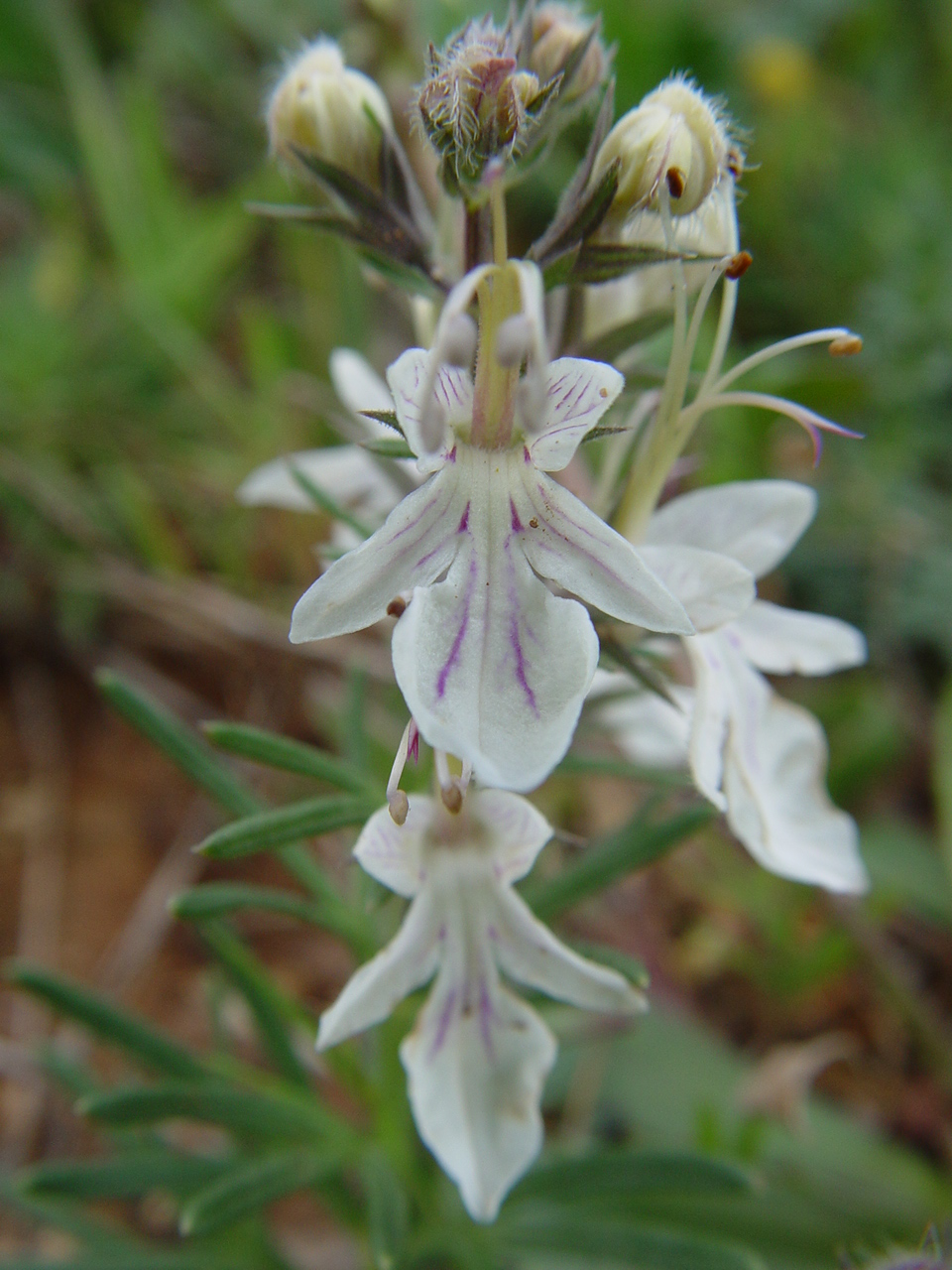
Germandrée.
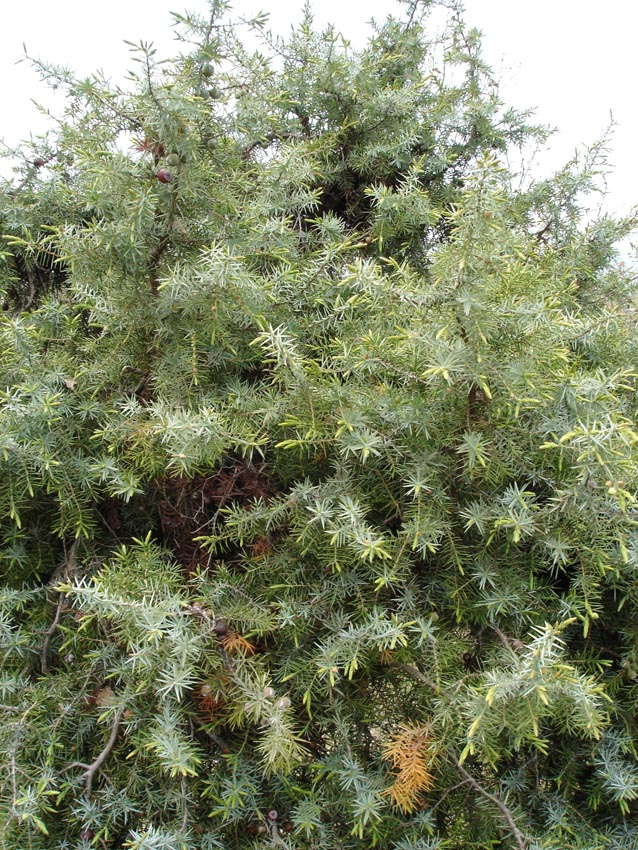
Genévrier cade.
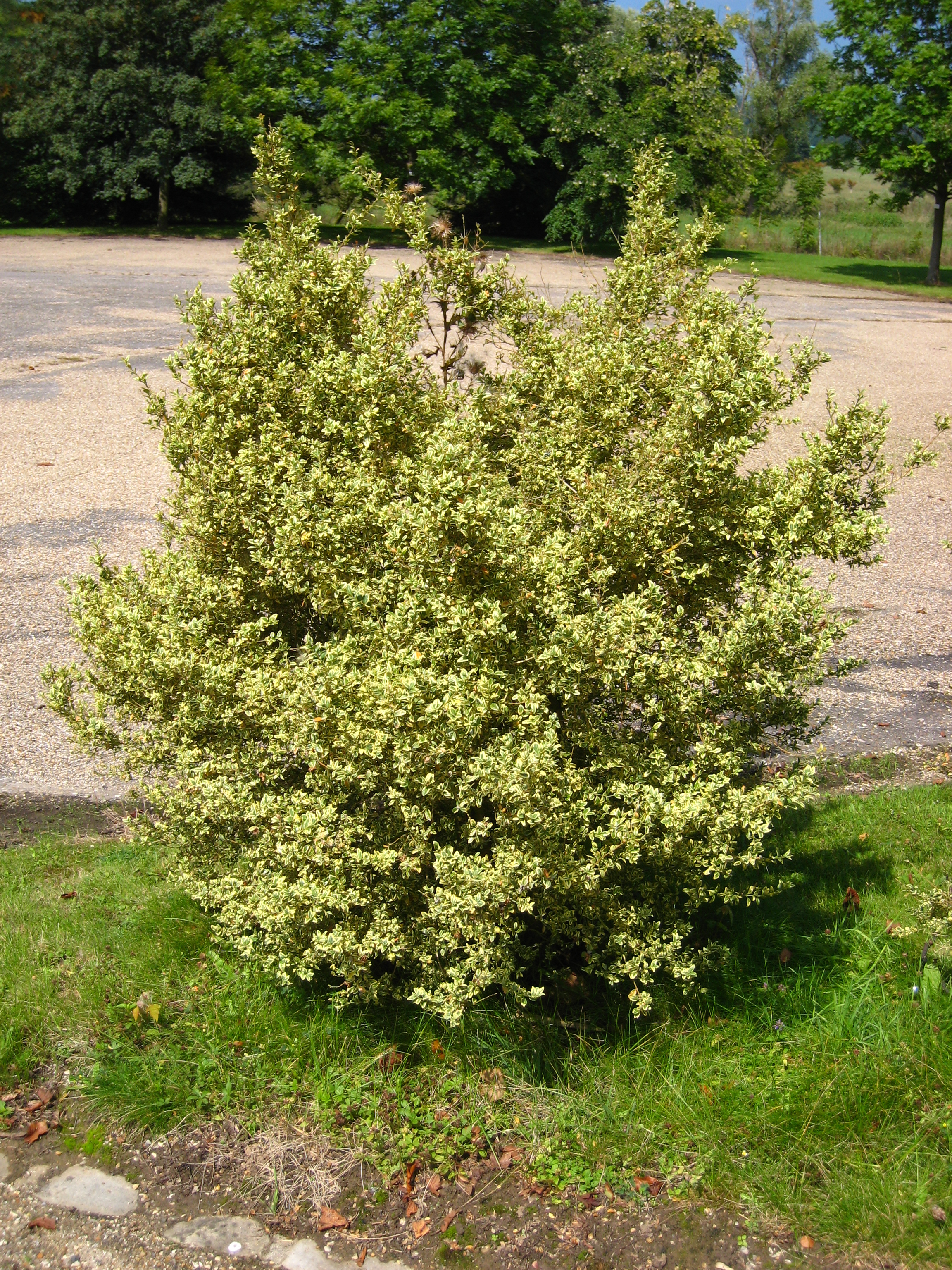
Buis.
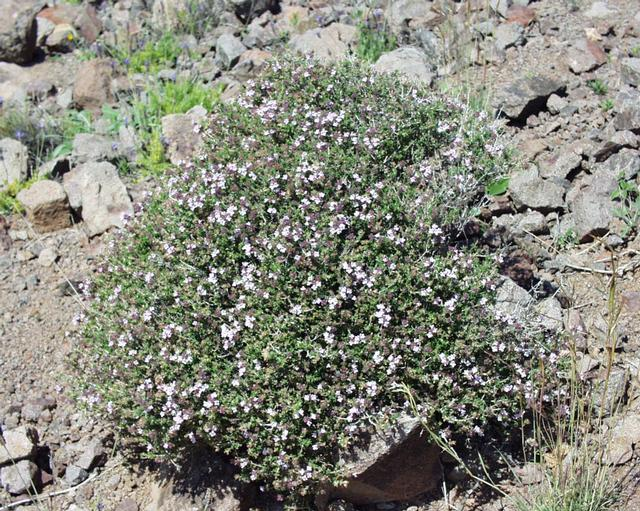
Thym.
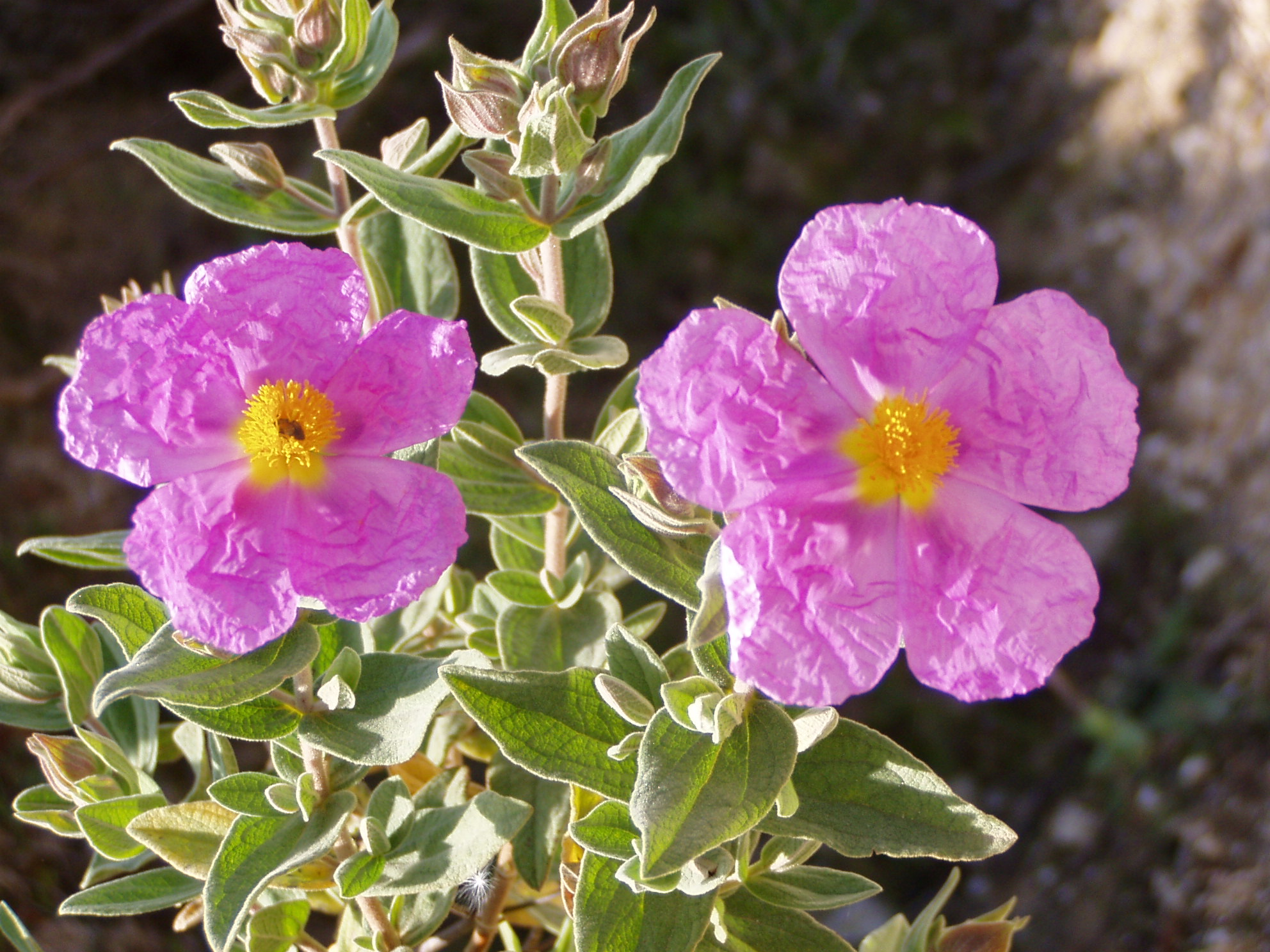
Ciste cotonneux.

## Urbanisme

### Typologie
Au 1er janvier 2024, Pertuis est catégorisée centre urbain intermédiaire, selon la nouvelle grille communale de densité à sept niveaux définie par l'Insee en 2022.
Elle appartient à l'unité urbaine de Pertuis, une unité urbaine monocommunale constituant une ville isolée,. Par ailleurs la commune fait partie de l'aire d'attraction de Marseille - Aix-en-Provence, dont elle est une commune de la couronne,. Cette aire, qui regroupe 115 communes, est catégorisée dans les aires de 700 000 habitants ou plus (hors Paris),.

### Occupation des sols
L'occupation des sols de la commune, telle qu'elle ressort de la base de données européenne d’occupation biophysique des sols Corine Land Cover (CLC), est marquée par l'importance des territoires agricoles (60,3 % en 2018), en diminution par rapport à 1990 (62,3 %). La répartition détaillée en 2018 est la suivante : 
zones agricoles hétérogènes (23,5 %), cultures permanentes (18,1 %), terres arables (17,5 %), forêts (11,9 %), zones urbanisées (10,7 %), espaces ouverts, sans ou avec peu de végétation (7,7 %), milieux à végétation arbustive et/ou herbacée (5,9 %), zones industrielles ou commerciales et réseaux de communication (2,9 %), prairies (1,1 %), eaux continentales (0,7 %).
La commune a été cartographiée au XVIIIe siècle via la campagne ayant produit la carte de Cassini, puis XIXe siècle lors de la campagne la carte d'état-major qui a eu lieu entre 1820 et 1866, puis par l'IGN pour la période actuelle (de 1950 à aujourd'hui). L'IGN avec l'aide de l'Europe, de la région et du département possède également des images satellites de la commune des années 1950, 2000, 2010 et 2021.

### Morphologie urbaine

#### Répartition des sols
La répartition des sols de la commune est la suivante (donnée pour un total de) :
| Type d'occupation | Pourcentage | Superficie (en hectares) |
| ----------------- | ----------- | ------------------------ |
| Zones urbaines    | 11,75 %     | 698,80                   |
| Zones agricoles   | 60,56 %     | 3 601,56                 |
| Zones naturelles  | 26,90 %     | 1 599,51                 |
| Total             | 100 %       | 5 946,89                 |

Les zones naturelles sont principalement formées par les forêts méditerranéennes couvrant le petit Luberon. Les zones agricoles sont formées de vergers de fruitiers (oliviers, amandiers, etc), des champs de lavandin et des vignes (AOC côtes-du-luberon).

#### Quartiers
Pour faciliter le recouvrement de la taille levée, le conseil de ville décide en 1362 de diviser la ville en quartiers :
Le quartier Saint-Nicolas délimité par la rue Grande et la rue Durance, s'étend autour de la place du Marché. Il doit son nom à l'église paroissiale qui se trouve en son centre.
Le quartier Vinory délimité par les rues Durance et Saint-Jacques et englobe l'ancien hôpital Saint-Jacques. L'origine de son nom est inconnue.
Le quartier Rougère s'appelait primitivement quartier du seigneur Boniface (premier estimateur en 1318) par contre personne ne connait monsieur Royère qui a laissé son nom au quartier. Le quartier regroupé autour de la place de l'Ange est délimité par les rues de l'Ange, Saint-Antoine et Saint-Jacques.
Le quartier Beaujeu doit son nom à Jacobus de Beljoco (Jacques de Beaujeu) estimateur en 1317, qualifié de primus internobilis. Il est délimité par les rues de l'Ange, Grande, Beaujeu et Vinory.
Le quartier Lambert ancien quartier Monet de Belioc, est délimité par les rues Notre-Dame, Vinory, Beaujeu et la place Mirabeau.
Le quartier Saint-Pierre, appelé à l'origine quartier du Four des Moines, doit son nom à la première église paroissiale, construite au XIe siècle par les moines de Montmajour.

### Logement
Pertuis comptait 8 393 logements en 2007 (7 374 en 1999). Les constructions anciennes, mais également neuves, sont bien plus présentes que la moyenne française : en 2007, 22,5 % des résidences principales dataient de 1990 et plus contre 16,5 % en France et 33,0 % furent construites entre 1975 et 1989.
Les résidences principales représentent 7 714 logements, soit 91,9 % du parc, réparties à 64,2 % en maisons individuelles (68,7 % en 1999) et à 33,6 % en appartements (respectivement 56,1 % et 42,4 % en France métropolitaine). Les propriétaires de leurs logements constituent 55,4 % des habitants, contre 41,7 % qui ne sont que locataires (respectivement 57,4 % et 39,8 % en France métropolitaine).
Un des quartiers les plus précaires est constitué de 400 maisons construites sans permis et situées en zone inondable et habité par des familles nomades sédentarisées.

### Type d'habitat

#### Maison en hauteur

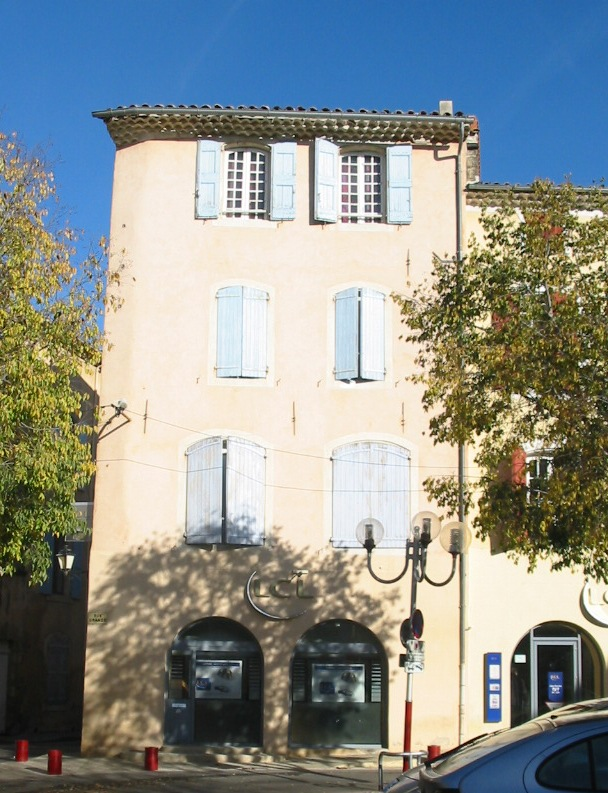
Maison haute place Mirabeau.

Ce type de maison est assez généralisé dans le centre-ville. Fernand Benoit explique que « son originalité consiste à placer les bêtes en bas, les hommes au-dessus », suivant une tradition méditerranéenne. La maison en hauteur se subdivise en une étable-remise au rez-de-chaussée, un logement sur un ou deux étages, un grenier dans les combles. Elle était le type de maison réservée aux paysans villageois qui n'avaient que peu de bétail à loger, étant impossible dans un local aussi exigu de faire tenir des chevaux et un attelage. L'édification de ces maisons date pour la plupart du XVIe siècle, période où les guerres de religion imposèrent de se retrancher derrière les fortifications du village. Les guerres finies, il y eut un mouvement de sortie pour établir dans la périphérie de l'agglomération des « maisons à terre », plus aptes à recevoir des bâtiments annexes.
En effet, ce type d'habitation, regroupant gens et bêtes dans un village, ne pouvait que rester figé, toute extension lui étant interdite sauf en hauteur. Leur architecture est donc caractéristique : une façade étroite à une ou deux fenêtres, et une élévation ne pouvant dépasser quatre à cinq étages, grenier compris avec sa poulie extérieure pour hisser le fourrage. Actuellement, les seules transformations possibles - ces maisons ayant perdu leur statut agricole - sont d'installer un garage au rez-de-chaussée et de créer de nouvelles chambres au grenier. Pour celles qui ont été restaurées avec goût, on accède toujours à l'étage d'habitation par un escalier accolé à la façade.
La présence de terrasses ou balcons était une constante. La terrasse servait, en priorité, au séchage des fruits et légumes suspendus à un fil de fer. Elle était appelée trihard quand elle accueillait une treille qui recouvrait une pergola rustique. Quand elle formait loggia, des colonnettes soutenant un auvent recouvert de tuiles, elle était nommée galarié ou souleriè.

#### Maison à terre
Compartimenté dans le sens de la longueur, ce type de maison représente un stade d'évolution plus avancé que la « maison en hauteur ». Il est caractéristique de l'habitat dispersé qui se retrouve dans la basse vallée du Rhône, dans celle de la Durance et plus ponctuellement dans les vallées annexes comme celle du Calavon. C'est l'habitation traditionnelle des pays de « riche culture ».
Ce type de maison est divisé en deux parties très distinctes dans le sens de la longueur. Le rez-de-chaussée est occupé par une salle commune dans laquelle est intégrée la cuisine. Très souvent se trouve à l'arrière un cellier contenant la réserve de vin et une chambre. Un étroit couloir, qui permet d'accéder à l'étage, sépare cet ensemble de la seconde partie réservée aux bêtes. Celle-ci se compose, dans la plupart des cas, d'une remise qui peut servir d'écurie et d'une étable. L'étage est réservé aux chambres et au grenier à foin qui correspond par une trombe avec l'étable et l'écurie.
La construction d'un tel ensemble étant étalée dans le temps, il n'y avait aucune conception architecturale préétablie. Chaque propriétaire agissait selon ses nécessités et dans l'ordre de ses priorités. Ce qui permet de voir aujourd'hui l'hétérogénéité de chaque ensemble où les toitures de chaque bâtiments se chevauchent généralement en dégradé.
À cet ensemble, s'ajoutaient des annexes. Une des principales était la tour du pigeonnier, mais la maison se prolongeait aussi d'une soue à cochons, d'une lapinière, d'un poulailler et d'une bergerie.
Le pigeonnier devint, après la Révolution, la partie emblématique de ce type d'habitat puisque sa construction signifiait la fin des droits seigneuriaux, celui-ci étant jusqu'alors réservé aux seules maisons nobles. Il était soit directement accolé à la maison, mais aussi indépendant d'elle. Toujours de dimension considérable, puisqu'il était censé ennoblir l'habitat, il s'élevait sur deux étages, le dernier étant seul réservé aux pigeons. Pour protéger ceux-ci d'une invasion de rongeurs, son accès était toujours protégé par un revêtement de carreaux vernissés qui les empêchait d'accéder à l'intérieur.

#### Maison à cour

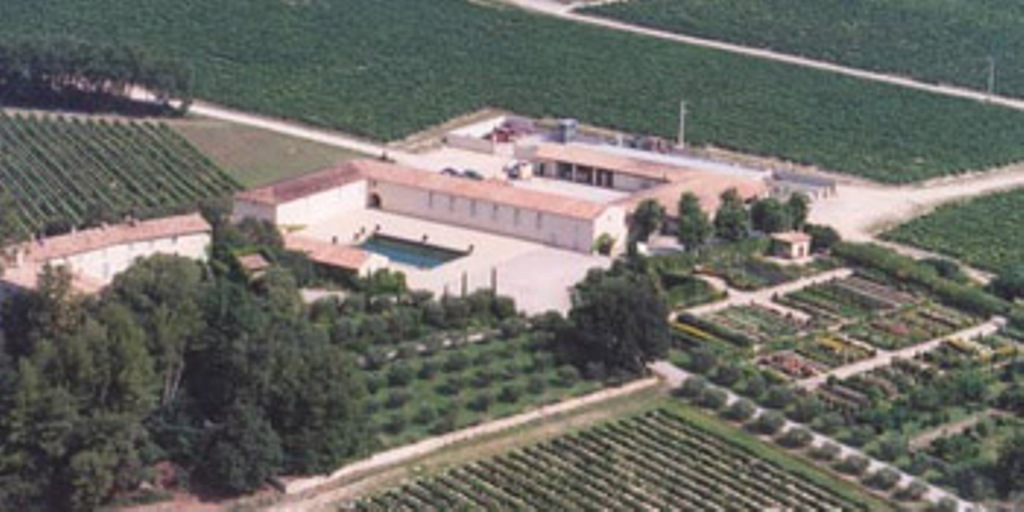
Château de Val Joanis exemple de maison à cour ouverte en façade.

Ce type d'habitation est composé de bâtiments et de dépendances ordonnés autour d'une cour centrale. Cet ensemble est caractéristique des grands domaines céréaliers et prend souvent l'aspect d'un château avec des murs flanqués d'échauguettes et des tours d'angle. Il est adapté à une vie agricole où le climat n'impose pas une grange pour engranger les javelles de blé avant le dépiquage, celui-ci ayant lieu aussitôt les gerbes coupées sur l'aire de terre battue. Dans ce mode culturel, les grains sont entrés en sacs dans une remise tandis que les moissonneurs élèvent les meules de paille avec comme seule protection contre la pluie un mélange de poussier et de terre glaise. Seul est rentré le fourrage.
Cette structure agraire, rare en Provence, se trouve uniquement cantonnée dans la plaine d'Arles, dans le Luberon, dans la vallée de la Durance (comme à Pertuis, le château de Val Joanis), avec une concentration du côté de Manosque, dans le pays d'Aix et la région des Maures.

### Projets d'aménagements
Depuis 1985, une zone de 41 ha du Jas de Beaumont au nord de Pertuis est réservée en zone 3NA, c'est-à-dire aménageable dans le cadre d’un plan d’ensemble et non à la parcelle. La réunion publique du 27 novembre 2006 et les ateliers thématiques du 8 décembre 2006, auxquels les représentants des associations ont participé, ont permis de situer la proposition d'aménagement en Z.A.C du quartier du Jas de Beaumont à un très haut niveau avec (1 200 logements (soit 3 500 à 5 000 habitants), un groupe scolaire, un complexe sportif, des commerces...).
Une zone d'aménagement différé (ZAD) a été créée par arrêté préfectoral n° SI 2007-05-30-0050-pref le 30 mai 2007. Une ZAD est une zone soumise à procédure administrative permettant la constitution de réserves foncières dans la perspective d'une expansion urbaine. Lors du conseil municipal du 25 juin 2007 la ville de Pertuis a décidé de déléguer son droit de préemption à l'établissement public foncier (EPF) PACA dans le périmètre de la ZAD de Jas de Beaumont. Ce droit de préemption peut être exercé pendant une période de quatorze ans à compter de la publication de l'acte qui a créé la ZAD.
Lors du conseil municipal du 22 septembre 2010, il a été décidé par vote à l'unanimité, l'adhésion à la convention cadre EPF PACA/CPA d’anticipation et d’impulsion foncière. Ce partenariat vise à terme la création de logements, la gestion des mutations urbaines au voisinage des lignes de transports collectifs, la reconversion des friches urbaines, la maîtrise des extensions urbaines périphériques, la structuration de coupures agricoles et la constitution de pôles de transport multimodaux.
En 2018, un projet d'extension de la zone commerciale est rendu public. Le projet focalise rapidement une forte opposition : une majorité des 86 ha du projet d'artificialisation des sols sont des terres agricoles fertiles. Le maire de la commune, Roger Pellenc, également industriel sur la commune, est soupçonné de conflit d'intérêts dans ce dossier : son entreprise compte acquérir 15 à 20 hectares sur la nouvelle zone. Les opposants au projet occupent à partir de 2021 une parcelle ayant fait l'objet d'expropriation pour notamment cultiver des pommes de terre. Ce contreprojet est baptisé « Zone à patates ». Ils ont été évacués en juin 2022.

### Voies de communication et transports

#### Voies routières
Au carrefour de plusieurs routes, Pertuis se trouve sur l'itinéraire de nombreux transits. La départementale 973 (ancienne route nationale 573) pour le voyageur qui vient d'Avignon ou de Cavaillon et qui se rend vers les Alpes, traverse la commune selon un axe ouest-est. La RD 119 arrivant du nord relayée par la route 956 (ancienne route nationale 556), allant vers la côte méditerranéenne, passe par l'unique pont sur la Durance de la ville.
L'autoroute A51, quant à elle, venant de Marseille, via Aix-en-Provence et allant vers Gap et Sisteron possède une sortie sur la commune voisine au sud, (Meyrargues), à quelques centaines de mètres de la limite de la ville.
Distance des grandes villes françaises
L'orientation et la localisation de Pertuis par rapport à quelques grandes villes françaises sont données dans le tableau suivant. Distance à vol d'oiseau :
| Ville                | Marseille | Montpellier  | Nice         | Lyon       | Toulouse   | Bordeaux   | Paris      | Nantes       | Lille      | Brest        | Chambéry   |
| Distance Orientation | 45 km (S) | 131 km (S-O) | 142 km (S-E) | 235 km (N) | 327 km (O) | 501 km (O) | 624 km (N) | 677 km (N-O) | 793 km (N) | 929 km (N-0) | 354 km (N) |

#### Circulation

##### Le pont de la Durance
Le Vaucluse étant séparé des Bouches-du-Rhône par la Durance, il faut un pont en remplacement de la barque de la Durance pour franchir la rivière[pas clair]. Cette barque qui au fil du temps s'est transformée en bac avec un droit de péage que se partageaient les seigneurs de Pertuis et de Meyrargues.

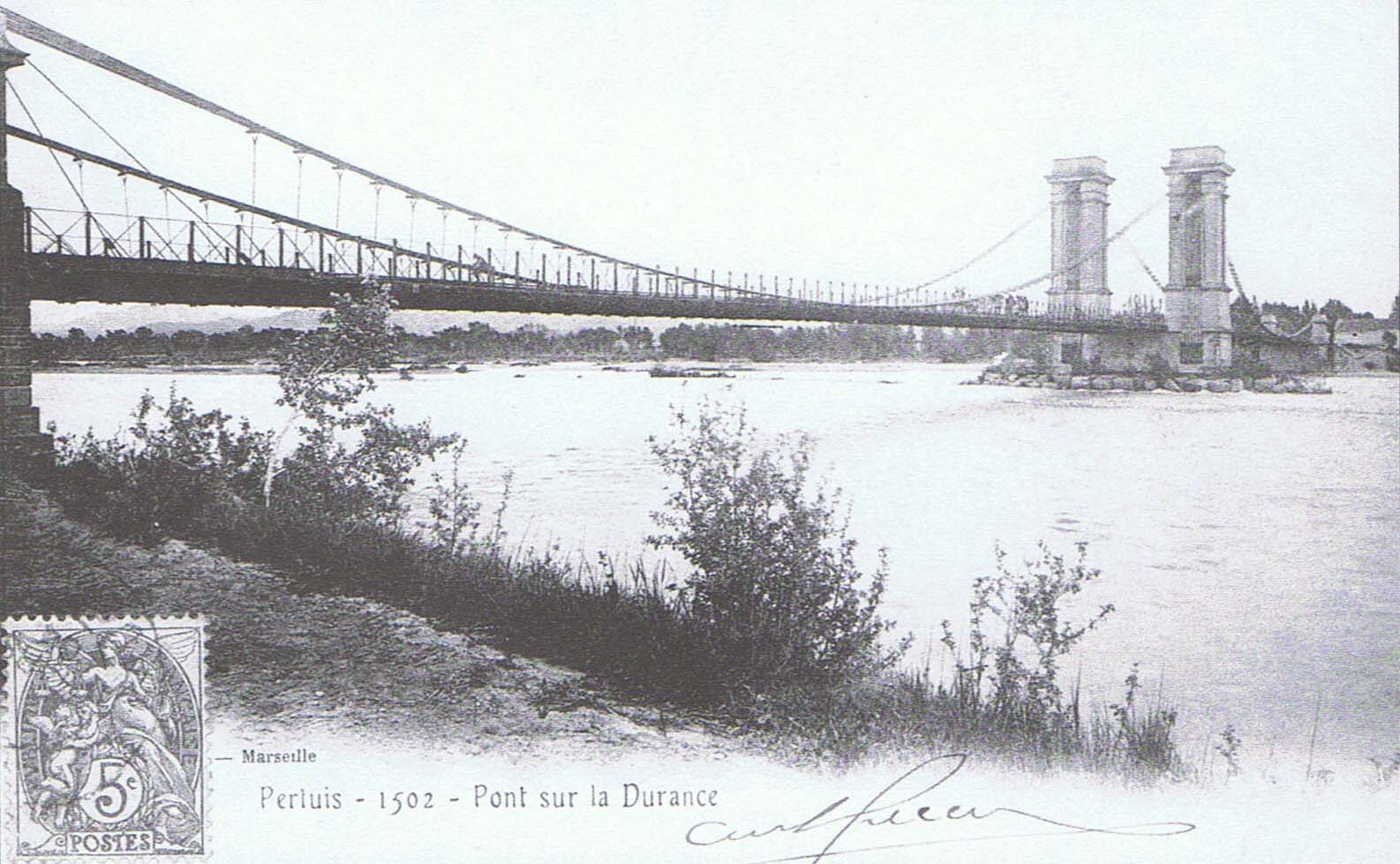
Pont de la Durance en 1900.

Le 14 septembre 1833, le marché pour la construction d’un pont à Pertuis est adjugé à Jules Seguin et Cie, qui propose de construire « un pont en fil de fer », moyennant la concession d’un péage pendant 48 ans accordée par l’État. Le pont est inauguré en octobre 1835. Il apparait des problèmes de construction très vite aux culées, à la pile[Laquelle ?], au tablier, et en 1842 le concessionnaire est mis en demeure de le remettre en état. Quelques réparations sont faites, mais le 2 novembre 1843, une crue millénale emporte la travée droite.
Cette même crue emporte cinq autres ponts sur la Durance : les ponts des Mées, de Manosque, de Mirabeau, de Cadenet, de Rognonas. En juillet 1844, il est de nouveau ouvert à la circulation.
Conformément au cahier des charges de 1833 et à la loi du 30 juillet 1880 sur le rachat des concessions des ponts à péage, les départements de Vaucluse et des Bouches-du-Rhône prennent possession du pont suspendu le 23 octobre 1883. Des réparations et des modifications de l’ouvrage sont aussitôt envisagées par le prolongement et l’adjonction d’une nouvelle travée de cent mètres de portée en même temps que la réfection complète du système de suspension mais cela n’a été réalisé qu’en 1901. Le nouveau projet comprend la restauration de la suspension et la construction d’un guideau à la pile destiné à améliorer l’écoulement des eaux. Ces travaux ont coûté 145 000 F aux deux départements. C’est Ferdinand Arnodin, ingénieur-constructeur à Châteauneuf-sur-Loire, qui a été sollicité pour ce projet.
Au cours de la Seconde Guerre mondiale, le pont de la Durance a été bombardé le 15 août 1944 à 15 h 15 et ce bombardement a été décidé par le 15e Air Force Army order no 598. Les avions utilisés étaient des Lockheed P-38 Lightning armés de bombes de 1 000 livres. Seule la route fut détruite. Finalement, des charges explosives posées par la Résistance le détruisirent.
Une passerelle en bois permettait, aux seuls piétons, le franchissement du pont pour se rendre dans les Bouches-du-Rhône. Il fallut attendre 1952 pour qu'un nouveau pont soit construit.
Un nouveau pont en acier et béton à quatre travées a été mis en service le 13 mai 2013 à deux voies et le 12 juillet 2013 à 2 × 2 voies. L'ancien pont a été entièrement déconstruit afin de faciliter l'écoulement des crues de la Durance. Les travaux de déconstruction se sont terminés fin 2013.

##### Problèmes et projets
Comme beaucoup de villes qui ont subi une croissance rapide, Pertuis accuse de sérieux problèmes de circulation, dans le centre-ville ainsi qu'aux principales entrées de la commune.
Un parking à grande capacité aménagé en contrebas du centre-ville ainsi que l'instauration d'une zone limitée à 30 km/h devrait inciter les usagers à ne pas circuler dans le centre. À terme, il est question d'interdire cette zone à la circulation.
Un bureau d'études a recensé entre 20 000 et 25 000 véhicules par jour sur l'entrée sud (venant d'Aix et Marseille), entre 15 000 et 20 000 véhicules aux entrées est et ouest et plus de 5 000 sur les autres axes venant des villages avoisinants.
La toute nouvelle déviation inaugurée le 25 juillet 2007 et baptisée Jean-Garcin le 11 avril 2009 contournant la ville par le sud-ouest sur 3 km a sensiblement amélioré la situation en centre-ville.

#### Services autocars

##### Lignes intercommunales, réseauPays d'Aix mobilité
Depuis l'adhésion de Pertuis à la communauté d'agglomération du pays d'Aix le 1er janvier 2001 un réseau de transport communautaire s'est progressivement développé.

##### Transports urbains
Le réseau urbain de Pertuis compte cinq lignes :
| Ligne | Tracé                                  |
| ----- | -------------------------------------- |
| 102   | Boiry ↔ Gare SNCF                      |
| 103   | Piscine ↔ Gare SNCF↔ ZAC Terre du Fort |
| 104   | Croix de Gon ↔ Gare SNCF               |
| 105   | Val-de-Durance ↔ Gare SNCF             |
| 106   | Saint-Joseph ↔ Gare SNCF               |

###### Historique
Septembre 2004 : expérimentation d'une ligne urbaine avec des minibus : Pierre Plantée - Zac Saint-Martin.

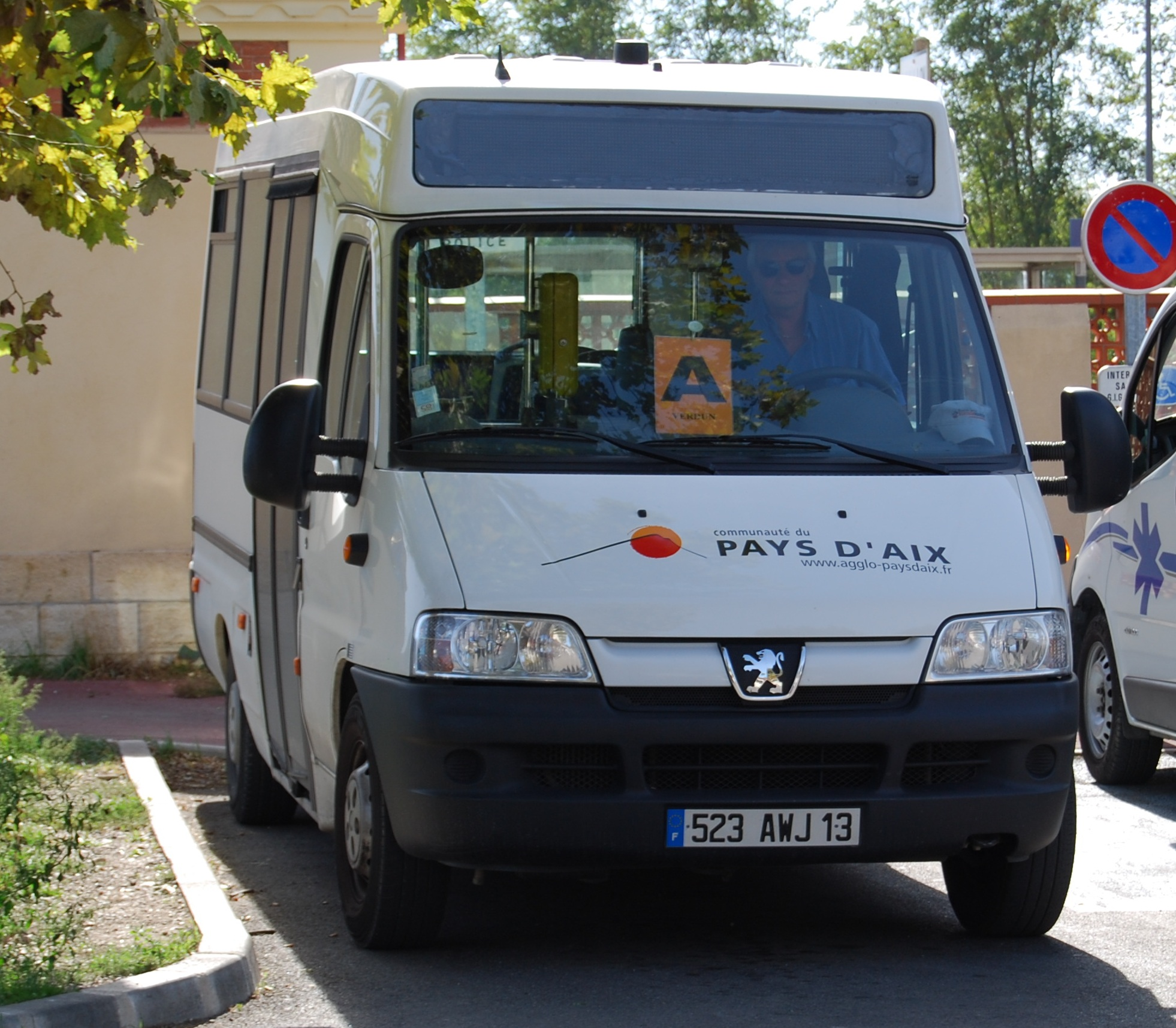
Minibus ligne A (octobre 2009) en attente à la gare.

19 septembre 2005 : création de trois lignes de minibus dans Pertuis :
- Ligne 1 (ou ligne rouge) : Piscine - Zac Terre du Fort ;
- Ligne 2 (ou ligne bleue) : Jas de Beaumont - Lycée Val-de-Durance ;
- Ligne 3 (ou ligne verte) : La Pierre Plantée - Boiry.

6 mars 2008 : Tout en maintenant presque tous les arrêts existants, refonte des lignes avec création d'une 4e ligne et d'arrêts supplémentaires. Toutes ont un terminus commun : la gare SNCF :
- Ligne A (jaune) : Verdun - Gare SNCF ;
- Ligne B (bleue) : Boiry - Gare SNCF ;
- Ligne C (rouge) : Jas de Beaumont - Gare SNCF ;
- Ligne D (verte) : Lycée Val-de-Durance - Gare SNCF ;

1er septembre 2009 : les parcours des lignes C (qui devient : Notre-Dame-des-Anges - Gare SNCF) et D ont été modifiés.
Dans la commune, il existe aussi un service de minibus urbain à la demande pour personnes à mobilité réduite, qui en 2008, a transporté 617 personnes pour 5 255 trajets.

###### Lignes inter-urbaines
La ville est aussi reliée par 4 lignes inter-urbaines :
| Ligne | Tracé                                                                        |
| ----- | ---------------------------------------------------------------------------- |
| 100   | Pertuis ↔ Aix-en-Provence                                                    |
| 101   | Pertuis ↔ Venelles ↔ Z.A Les Milles                                          |
| 152   | Saint-Paul-lès-Durance ↔ Jouques ↔ Peyrolles ↔ Meyrargues ↔ Pertuis          |
| 252   | La Roque-d'Anthéron ↔ Saint-Estève-Janson ↔ Le Puy-Sainte-Réparade ↔ Pertuis |

##### Lignes régionales, réseauZou!

Logo du réseau Zou !

La ville est aussi desservie par:
- 2 lignes de PROXIMITÉ :

| Ligne | Tracé                                        |
| ----- | -------------------------------------------- |
| 908   | Cavaillon ↔ Pertuis ↔ Cucuron                |
| 923   | La Tour-d'Aigues ↔ Pertuis ↔ Aix-en-Provence |

##### Historique
- Ligne Aix-Pertuis Express

14 février 2005 : création d'une liaison Aix-Pertuis Express par l'autoroute A51. C'est la société des Cars du Pays d'Aix qui assure cette liaison avec des cars Setra de 55 places.
1er septembre 2007 : renouvellement du contrat de cette ligne. Ce sont les compagnies Sumian et Suma qui ont le marché jusqu’à fin août 2009. La plupart des cars sont des VDL Bova de 63 places.
1er septembre 2009 : c'est Veolia Transport qui décroche le nouveau contrat. Véolia possède également le réseau d'Aix-en-Provence Aix-en-Bus et avec les autres lignes possédées et acquises a désormais le quasi-monopole des transports dans la communauté d'agglomération du pays d'Aix. Création à la même date de la ligne express Pertuis-Les Milles (technopole de l'Arbois).

##### Transports scolaires
Pour desservir le collège Marie-Mauron et le lycée Val-de-Durance des transports scolaires ont été mis en place. Pour les élèves habitants Pertuis, il n'y a de ramassage scolaire que pour le lycée avec trois lignes qui sont de la compétence Métropole Aix-Marseille-Provence (anciennement de la CPA). La commune de Villelaure a un ramassage scolaire qui dessert à la fois le collège et le lycée. Pour les élèves des autres communes, les élèves utilisent les lignes régulières ou des lignes spécifiques scolaires. Pour toutes les communes autres que Pertuis, le ramassage scolaire est de la compétence du conseil régional et en partie à la charge des communes.

#### Transports ferroviaires
La Gare SNCF de Pertuis est desservie par les trains TER PACA de la ligne 12 : Marseille-Aix en Provence-Pertuis[réf. nécessaire].
Gares TGV à proximité : Aix-en-Provence-TGV (30 min) ou Avignon-TGV (1 h).

#### Transports aériens
En fonction des destinations, plusieurs aéroports (cf. tableau ci-contre).

## Toponymie
La forme la plus ancienne est Pertusum, attestée en 981. En provençal, la ville se nomme Pertús selon la norme classique ou Pertus selon la norme mistralienne. Ces toponymes se rapportent au bas-latin pertusium qui désigne une trouée, un passage.
De plus en plus au fil des années, la ville est appelée Pertuis-en-Luberon, autant sur les sites internet de la ville (mairie, office du tourisme) que sur les panneaux d'entrée de ville. Par contre, l'officialisation du changement de nom n'a pas encore eu lieu.

## Histoire

### Préhistoire et Antiquité

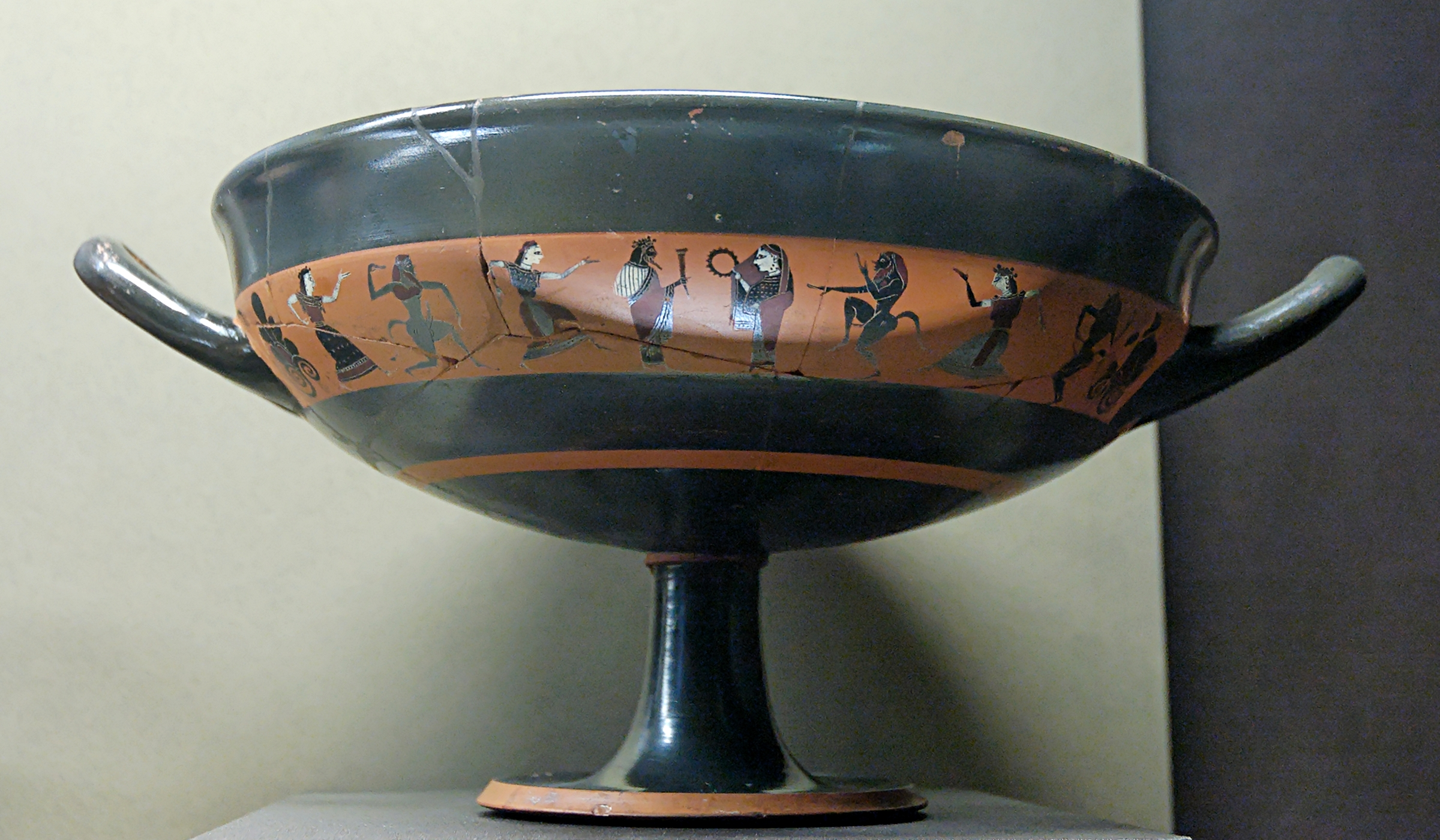
Dionysos, Ariane, satyres et ménades. Kylix à figures noires, vers 550-540 av. J.-C.

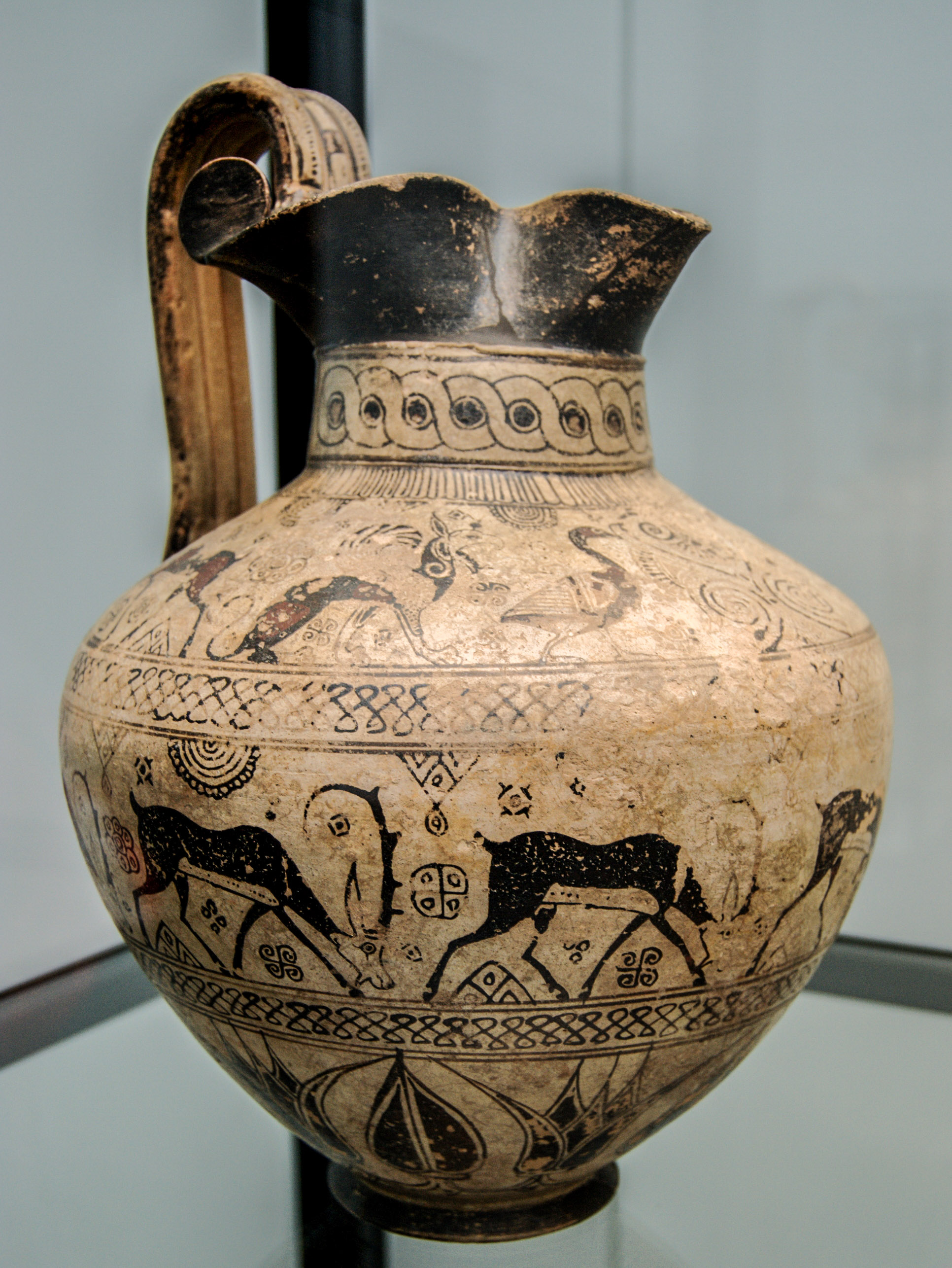
Œnochoé.

Aux lieux-dits Tournemire et les Aubettes, ont été découverts des vestiges lithiques (éclats levallois, racloirs, nuclei) témoignant d'occupations moustériennes. Il y a environ 100 000 ans, des populations néandertaliennes séjournaient ainsi parfois — au gré des saisons et de la migration des troupeaux — au sud-est de l'actuel territoire de Pertuis. Ces mêmes stations ont également fourni des artefacts probablement épigravettiens (fin du Paléolithique supérieur) et chasséens (Néolithique moyen).
Un menhir a été signalé au quartier de l'Homme-de-Pierre.
Aux Aubettes, il existe quelques indices permettant de conjecturer une occupation du site à la Protohistoire (âge du Fer).
Trois tumulus situés au domaine des Agnels, au quartier de Mourièras et aux Trois-Quartiers ont été fouillés. Ils ont livré des bracelets et des poteries datés de l'Âge du fer et un kylix d'origine grecque. Les contacts entre la population indigène vivant entre le VIIe et le VIe siècle avant notre ère, sur la rive droite de la Durance, et la Grèce antique ont également été attestés par la découverte au lieu-dit la Loubière, au pied de la colline des Trois-Frères dans la nécropole des Agnels, d'une œnochoé en bronze de fabrication locale. Elle fait actuellement partie des collections du musée Borély de Marseille. Cette découverte a été faite en 1909 par Charles Cotte et a été datée de 740 av. J.-C. Ces objets d'influence grecque, mêlés à d'autres d'importations étrusques, témoignent du rôle des chefs locaux dans l'activité économique de la Basse-Provence, un siècle et demi avant la fondation de Massalia par les Phocéens. L'oppidum du San-Peyre, à 1 km de la nécropole de l'Agnel, livre du mobilier de l'âge du Bronze final et du début de l'âge du Fer : il pourrait être lié à ces tumulus.
D'importantes traces de la présence romaine ont été retrouvées sur le territoire de la commune, mais aucune dans le sous-sol de la ville, ce qui permet de conclure à l'existence d'un habitat dispersé. Des tegulae (tuiles plates) ont été retrouvées à la ferme Messeri, des tombes à incinération au Paradou, ainsi que deux nécropoles au quartier de la Dévention. Une villa rustica a été fouillée au quartier Sainte-Thérèse. Une autre existait certainement à proximité de Saint-Jean-de-Cros. Le plus grand nombre de vestiges a été exhumé à Val Joanis. Outre de nombreuses céramiques rouges originaires de La Graufesenque, il a été trouvé un cippe funéraire, sur lequel est gravé le nom de la gens des Fronton. Cette famille, qui était installée à Apta Julia, compta parmi ses membres Marcus Corneluis Fronton, l'illustre grammairien, qui fut l'ami des empereurs Hadrien et Marc Aurèle. Ce cippe, qui a été coupé en deux, est conservé au château de Val Joanis.
L'origine de Pertuis est fixée par quelques historiens vers l'an 94 avant Jésus-Christ, quand les Romains établirent des relations commerciales avec les habitants et y ouvrirent un comptoir,.
Après la chute de l'Empire romain, et jusqu'à l'établissement de la féodalité, s'écoulèrent cinq siècles marqués par les invasions des Burgondes, des Wisigoths et Ostrogoths, des Francs, des Lombards et les razzias des Sarrasins.

### Moyen Âge
Le territoire pertusien fut placé sous domination féodale par un acte de donation établi par Charles Martel à Nébulong, fils de son frère Childebrand en 739. Son descendant, Guillaume Ier Nébulong, en 950, en fit don à l'abbaye de Montmajour. Cette donation fut confirmée en 966 par le comte Boson qui notifia une Villa Pertusum. Un prieuré de l’abbaye de Montmajour y est établi, cette donation est à nouveau confirmée en 981 par son fils Guillaume le Libérateur.
Un bac permettant de traverser la Durance est attesté dès le XIe siècle, et faisait partie des plus fréquentés : il éclipse même les bacs voisins du Puy et de Meyrargues au XVe siècle. Les revenus étaient très élevés et les abbés de Montmajour firent confirmer leurs privilèges à chaque nouvelle élection pontificale. Ce fut le cas de Calixte II, en 1123, et d'Innocent III, en 1203

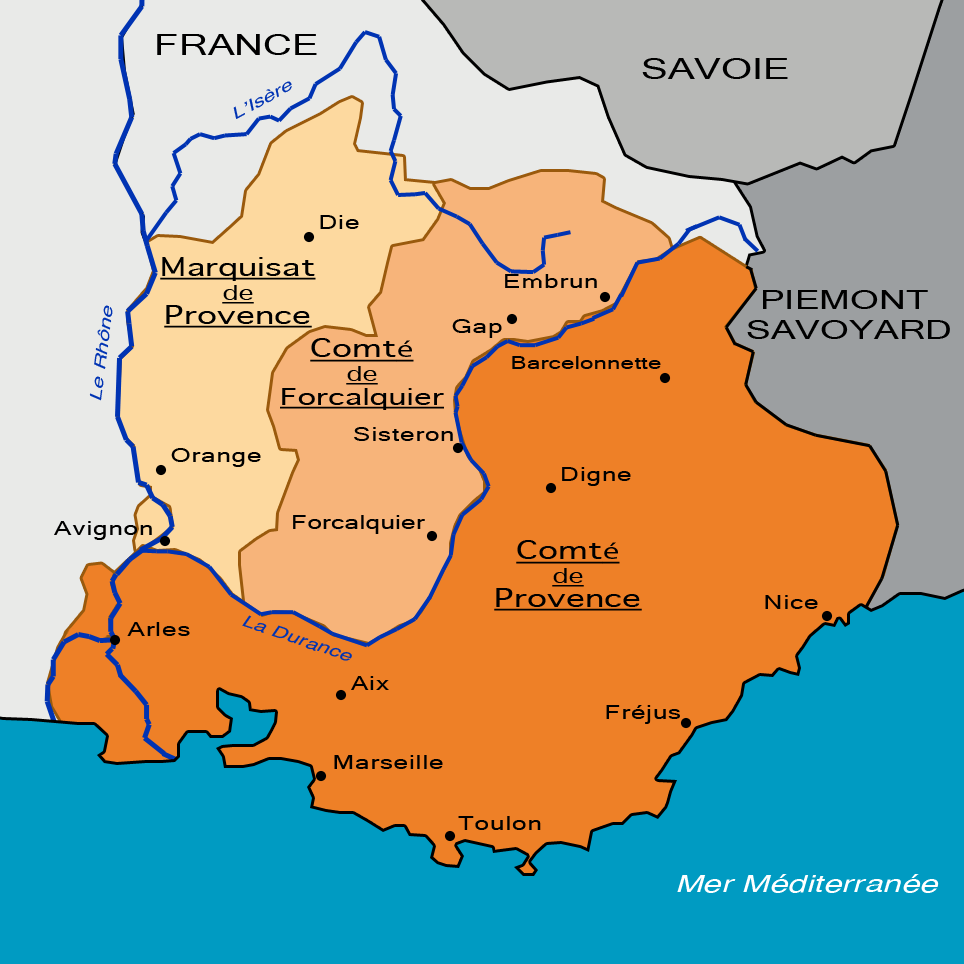
La Durance limite, en 1125, entre le comté de Provence et le comté de Forcalquier.

En 1011, les trois fils de Guillaume Ier Nébulong, s'estimant lésés, pillèrent et brulèrent la cité, mais en 1019, sur injonction pontificale, ils confirmèrent la donation aux moines de Montmajour, en échange de l'usufruit viager de la moitié du castrum de Pertuis.
Mais en 1208, Guillaume de Sabran, ayant mis la main sur le comté de Forcalquier, en profita pour rattacher Pertuis à ses domaines. Ce qui lui valut, en 1212, une double sanction pontificale. Innocent III, par l'intermédiaire de Gui de Fos, archevêque d'Aix et Bertrand de Durfort, évêque de Cavaillon jeta l'interdit sur son comté et l'excommunia.
En 1226, le castrum de Sanson, sur la colline du San-Peyre, est rasé.
Guillaume de Sabran dut donc rétrocéder Pertuis, mais en 1240, profitant des tensions entre l'empereur Frédéric II et Raimond Bérenger IV de Provence et Raymond VII de Toulouse, il chassa les moines, s'empara du bac et de la ville. Une sentence arbitrale fut à nouveau rendue le 5 août 1242. Elle décidait que désormais Pertuis et son péage étaient indivis entre Guillaume, ses successeurs et l'abbaye de Montmajour sous condition d'hommage entre les mains de l'abbé. Le port vieil est mentionné le 21 août 1248 dans la charte d'affranchissement octroyée aux Pertuisiens par Guillaume « Veniens a Massalia et a civitate aquensis transiens per Caminum de Fornamira per Ecclesiam Sancte Candide ubi pedagium tenebatur ».

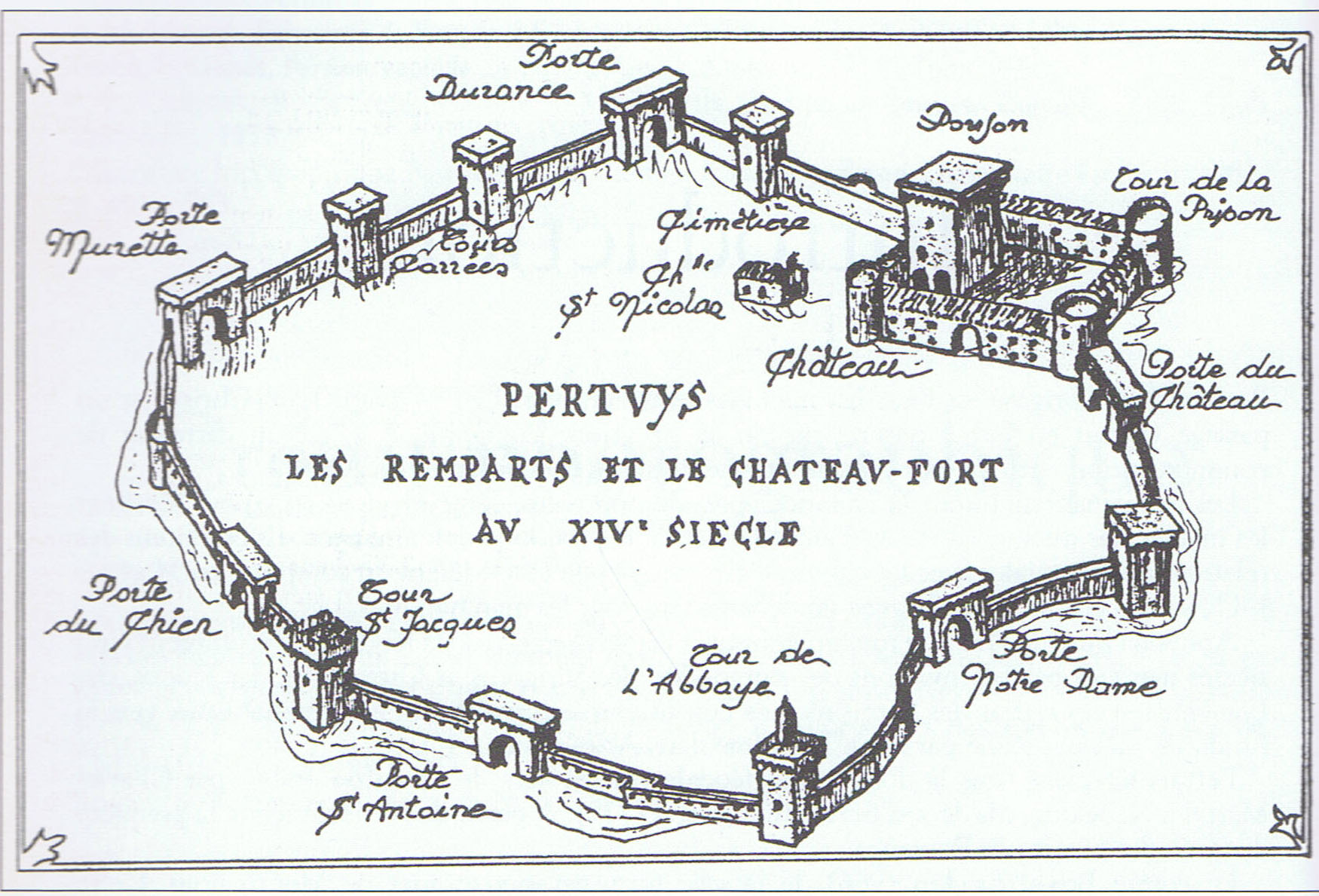
Remparts de Pertuis au XIVe siècle d'après un dessin de M. Métois.

En 1246, à la mort de Guillaume de Sabran, le comté de Forcalquier n'existait plus. Son fils Guillaume de Pertuis et son petit-fils Bertrand des Baux de Pertuis conservèrent la seigneurie de Pertuis. L'abbé qui était à la tête de l'ordre de Montmajour obtint du pape Alexandre IV, par une bulle datée du 17 mars 1258 que les églises Saint-Pierre et Saint-Nicolas fussent placées sous sa juridiction et que les terres cultivées par les moines ne fussent pas soumises à la dîme. En 1296, le comte de Provence Charles II d'Anjou, voulant reconstituer le domaine comtal dans son intégralité, racheta la seigneurie de Pertuis à Bertrand. Cela entraîne un renouveau économique et Pertuis, avec son marché hebdomadaire, son établissement de change, est réputée pour la qualité de ses échanges ; en 1289, il fait donation aux religieuses de Sainte-Marie-de-Nazareth de la Maison de L’Aumône qui, à Pertuis, avait pour mission de distribuer des secours aux pauvres.
En 1283, une charte « autorise les juifs de Saint-Maximin, Lambesc, Pertuis, Istres, Lançon et Aix-en-Provence à posséder une synagogue et un cimetière en donnant annuellement à l’archevêque d’Aix deux livres de poivre. ». Alors qu'en 1306, les juifs sont expulsés de France, le comte de Provence Charles II de Naples garantit leurs droits dans ses États.
Mais en 1310, la seigneurie fut à nouveau détachée du comté de Provence et aliénée à Bertrand de Got qui la garda jusqu'à sa mort en 1325. Robert le Sage décida, en 1333, qu'il était hors de question qu'un comte-roi en rendit hommage aux abbés de Montmajour. Au XIVe siècle, Martin Triboleti fut châtelain et bayle de Pertuis.
En 1343, la reine Jeanne, sa petite-fille, devient comtesse de Provence. Pour remercier Clément VI de l'avoir lavée de tout soupçon d'instigatrice du meurtre de son premier époux, elle octroya Pertuis, en 1355, au neveu du pape, Guillaume III Roger de Beaufort, vicomte de Turenne. Celui-ci refusa, à son tour, de rendre tout hommage à l'abbé de Montmajour et estima que c'était ce dernier qui devait le lui rendre. Un compromis dut être trouvé ; le cardinal Anglic de Grimoard décida, en 1367, que le vicomte et l'abbé seraient désormais déchargés de toute allégeance. La reine Jeanne approuva cette sentence le 31 décembre 1370.

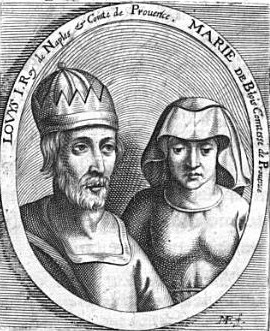
Louis Ier d'Anjou et Marie de Blois, comte et comtesse de Provence.

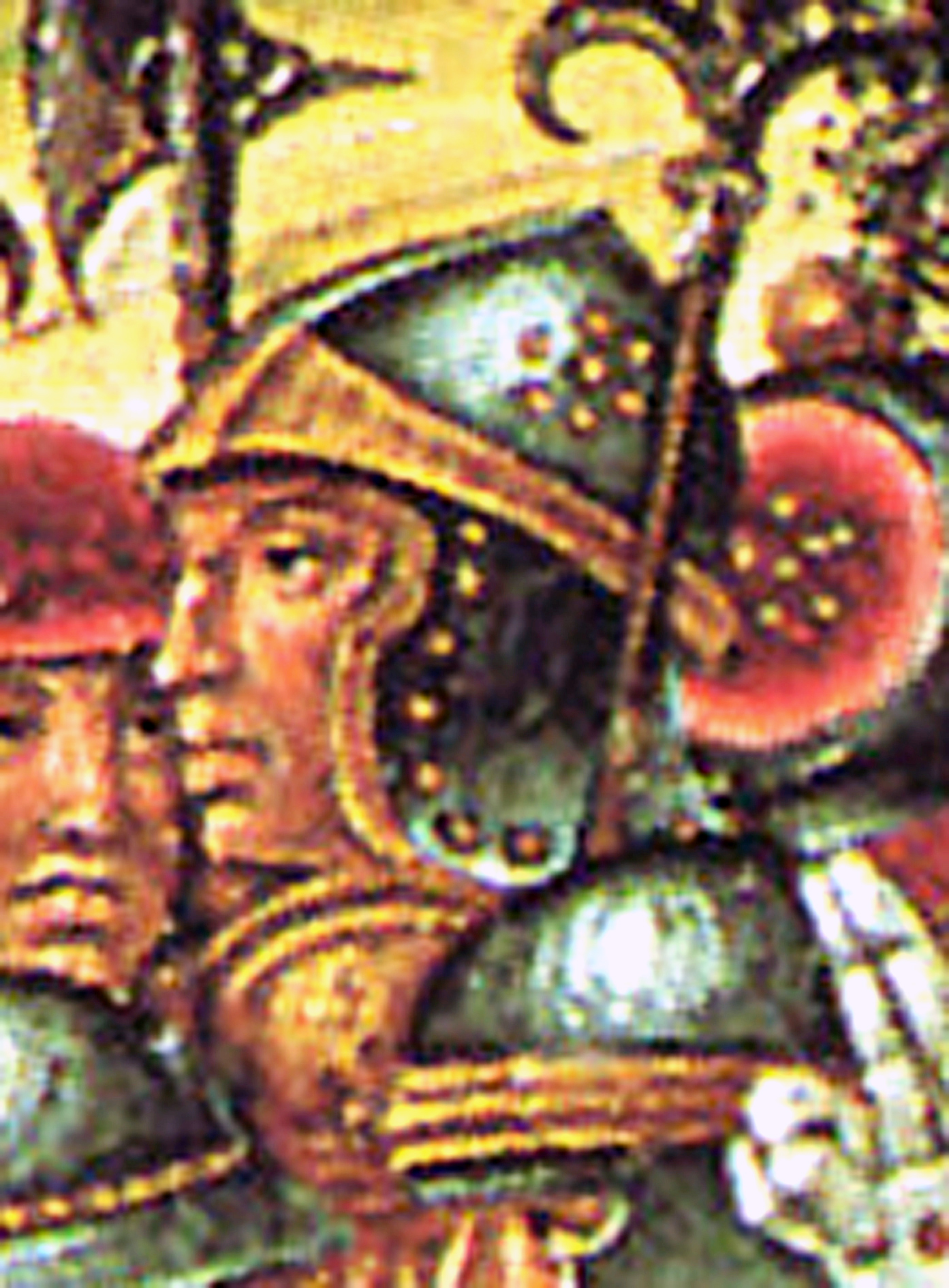
Raymond de Turenne par Girolamo di Benvenuto, fresque de l'Ospedale Santa-Maria della Scala à Sienne.

C'est le début de la période noire en Provence. Des bandes armées dévastent la région, Pertuis est occupée de 1357 à 1362[Qui ?].
La mort de la reine Jeanne Ire ouvre une crise de succession à la tête du comté de Provence, les villes de l’Union d'Aix (1382-1387) soutenant Charles de Duras contre Louis Ier d'Anjou. Le roi de France, Charles VI, intervient et envoie le sénéchal de Beaucaire, Enguerrand d'Eudin, auquel se rallie Guillaume-Roger de Turenne. Pertuis, possession de ce dernier, se trouve donc neutre en début de guerre, et du côté angevin à la fin de la décennie.
La ville assiégée par les troupes du maréchal de Boucicaut, envoyées par le roi de France, se rend le 26 juin 1397 après dix-huit jours de bombardements avec des « engins et bombardes ». « Raymond de Turenne est de ceux qui portent coutumièrement leur bon droit à la pointe de leurs épées et leurs documents en leurs armes » a écrit la romancière provençale Marie Mauron.
Elzéar de Sabran, seigneur d'Ansouis, ayant eu des pertes considérables pendant la révolte de Raymond de Turenne, vendit le 1er décembre 1425 toute la montagne du Luberon, du sommet jusqu'au territoire de Cabrières-d'Aigues et de La Motte-d'Aigues, pour la somme de trois-cents florins d'or.

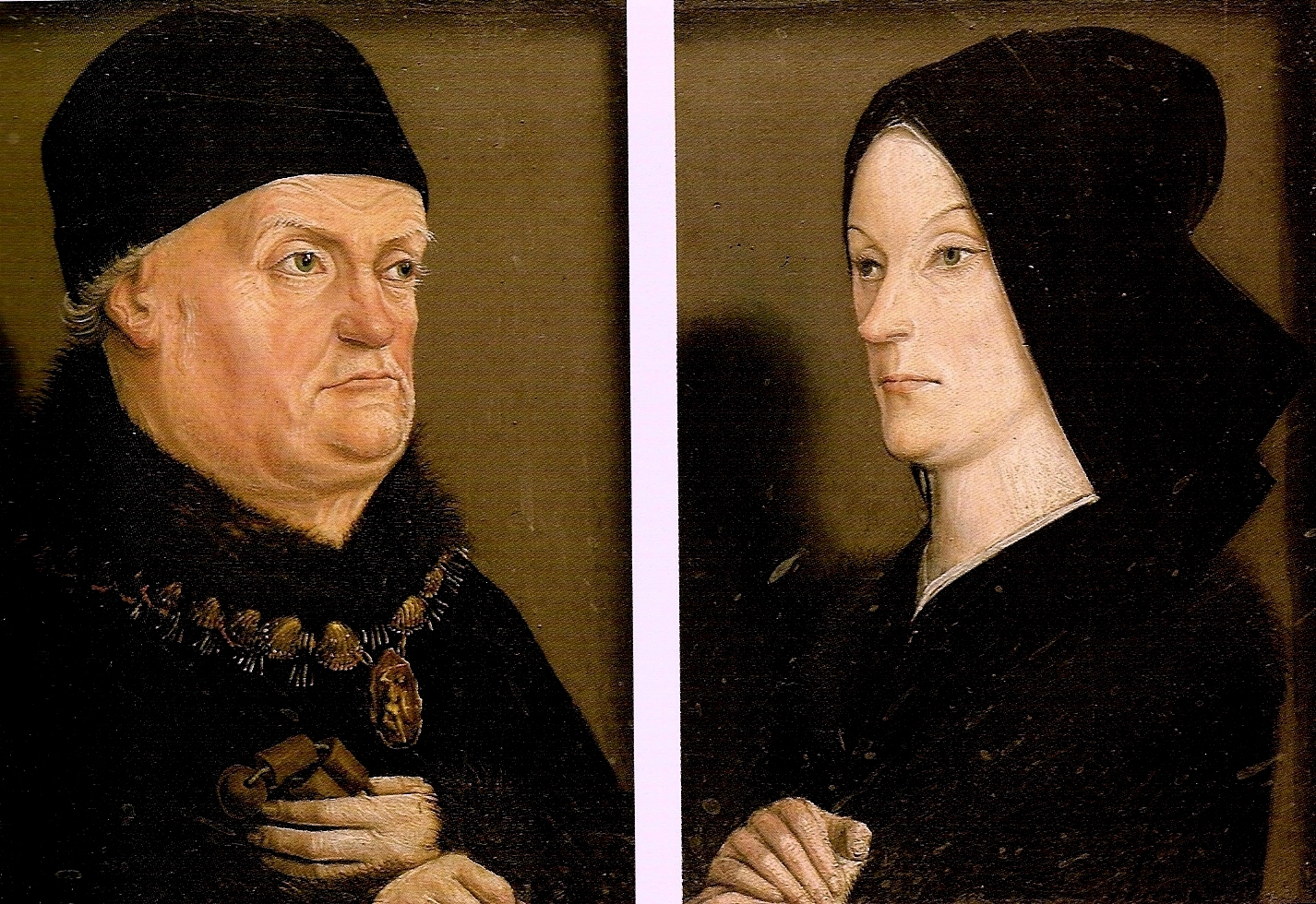
Le roi René et son épouse Jeanne de Laval.

Pour porter des renforts à Naples, le roi René fit armer deux galères. À cette occasion, les Pertuisiens versèrent 400 florins en échange de l'exemption, sur tout le territoire de la Provence et du comté de Forcalquier, des droits de péage et de leyde. Ce privilège leur fut accordé par lettres patentes délivrées par la reine Isabeau de Lorraine le 21 août 1441.
Le roi René confirma le 13 février 1459 le rattachement de Cabrières-d'Aigues, La Motte-d'Aigues et Villelaure. Remarié avec Jeanne de Laval, et comme cette dernière adorait Pertuis (qui lui firent don de 80 florins pour son mariage), il lui céda en pleine et entière propriété la ville le 26 avril 1460. Dame de Pertuis, en 1474, Jeanne de Laval autorisa la tenue d'un marché chaque vendredi.

### Période moderne
Pertuis devint française le 11 décembre 1481, lors de l'union de la Provence au royaume de France, après la mort du roi René. Le 2 janvier 1484, Bertrand Mungy et Jean Roux prêtèrent serment de fidélité, en tant que députés de la ville, à Charles VIII, roi de France, comte de Provence et de Forcalquier. Douze ans après, en 1493, Pertuis reçut de Charles VIII le privilège d'inaliénabilité à la Couronne et la fleur de lys sur son blason, privilège rare pour une ville. En 1498, les Carmes négocient leur installation à Pertuis. Marguerite d'Oraison de Cadenet, en 1501, fit installer une communauté de carmes.

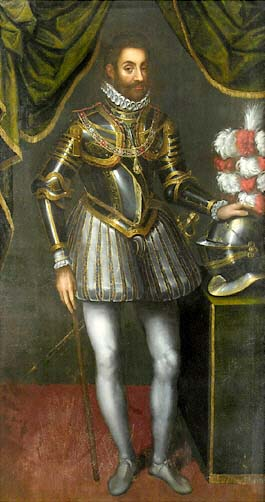
Emmanuel-Philibert de Savoie.

La peste sévit en Provence en 1520, il n'y eut que quelques victimes en pays d'Aigues. Ce qui incita le parlement d'Aix à se retirer à Pertuis en 1546 pour fuir les guerres de religion et une nouvelle épidémie de peste.

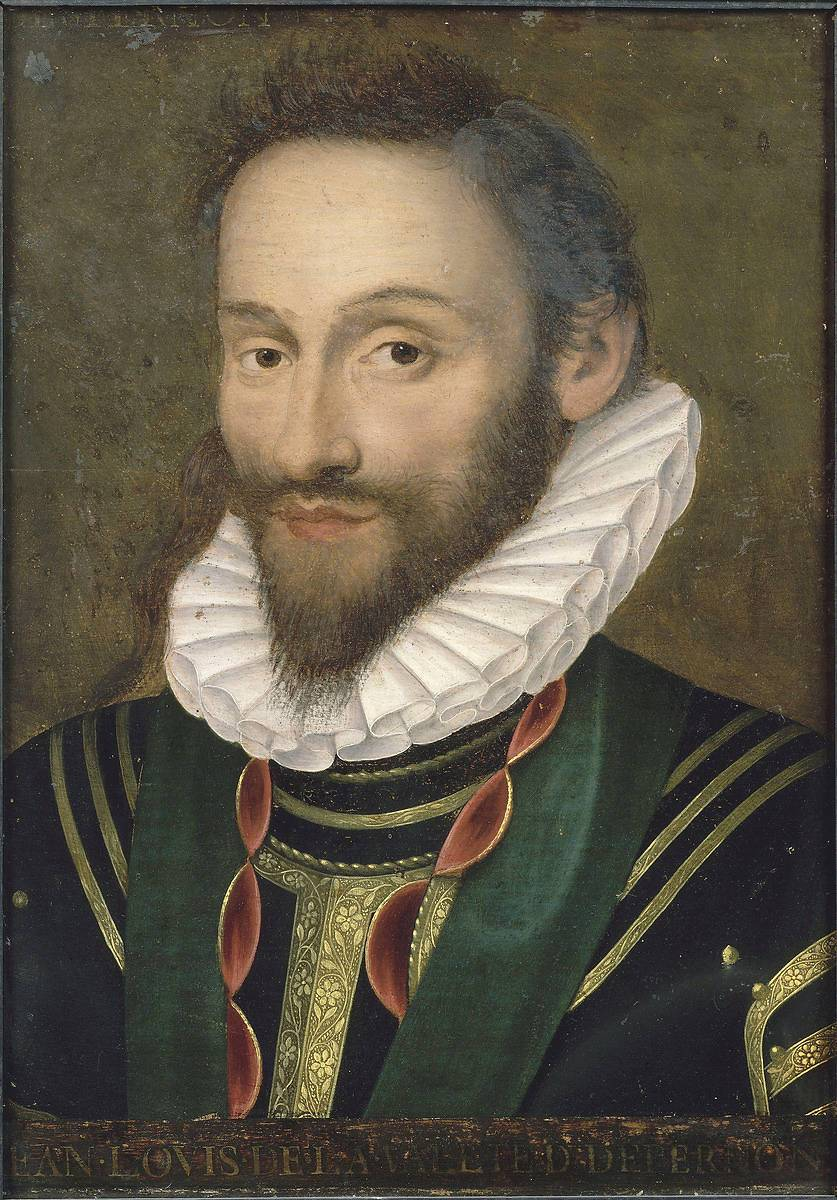
Jean-Louis de Nogaret de La Valette.

Pourtant, la ville fut encerclée en mai 1562, pendant dix-huit jours, par Emmanuel-Philibert de Savoie, comte de Tende et les troupes de Paulon de Mauvans, capitaine protestant. Elle résista victorieusement au siège et fut à nouveau assiégée sans succès en 1568. Elle fut moins heureuse en 1589, quand revint le mal contagieux, nom que l'on donnait alors à la peste, qui provoqua 4 500 morts.
Durant les guerres de la Ligue catholique, la cité devint le siège du gouvernement de Jean-Louis de Nogaret de La Valette, duc d'Épernon et lieutenant général du roi de France Henri III. Il y convoqua, en septembre 1588, une assemblée des États. En décembre de la même année et en son absence, les Ligueurs firent une tentative pour investir la ville qui fut un échec.
Mais à la mort d’Henri III, le parlement de Pertuis reconnut Henri IV et celui d’Aix le cardinal de Bourbon. Ces divisions furent l'occasion pour le duc de Savoie de pénétrer en Provence à l'appel des parlementaires d’Aix. En 1590, le duc d’Épernon convoqua le Parlement d'Aix à Pertuis. Majoritairement ligueurs, les parlementaires ne se déplacèrent pas et ils convoquèrent une assemblée des communes à Marseille. Des magistrats royalistes, minoritaires, constituent cependant un parlement rival de celui d’Aix, à Pertuis. Le 3 juin 1596, la communauté de Pertuis demanda au gouverneur des États de Provence la permission de détruire le château, bâtiment jugé trop guerrier, en pensant être en paix sans lieu de cantonnement militaire. Charles-Emmanuel Ier de Savoie arriva en pays d'Aigues en novembre 1599, mais échoua à son tour dans sa tentative de forcer Pertuis.
La paix revenue, sans que le mal contagieux disparaisse. En 1629, la peste toucha Aix-en-Provence et une partie du parlement s'installa à Pertuis. Ce furent Les Grands Jours de Pertuis. Mais l'année suivante, une sédition des parlementaires se transforme en révolte quand le Parlement voulut réintégrer Aix. Cet épisode est connu sous le nom de Révolte des Cascavèux ou Folie aixoise.
En 1630-1631, la peste se répandit à nouveau dans Pertuis. Ce fut au cours de cette période que Condé arriva en Provence avec 5 000 hommes. Craignant les représailles de Richelieu son ennemi personnel, le gouverneur, Charles Ier de Guise, duc de Guise, se réfugia en Italie.

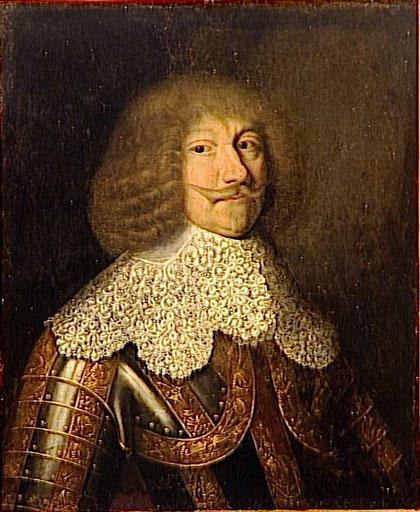
Nicolas de L'Hospital.

Le 24 avril 1617, le capitaine des gardes de Louis XIII, Nicolas de L'Hospital, marquis de Vitry, tua Concino Concini, favori de la Régente Marie de Médicis ; en récompense il fut promu maréchal de France. Louis XIII étant devenu roi de France, il nomma le maréchal de Vitry, gouverneur de Provence, le 22 mars 1632 qui choisit Pertuis comme siège de ses États. L'arrivée du maréchal fut précédée par sa réputation de « fort caractère », réputation que les Provençaux reconnurent par la suite non usurpée. Le Conseil de Ville décida que : « sera randu et fait au dit Seigneur Mareschal de Vittry touts les honneurs & et complimants que seron possible a ceste communauté ».
Au début du XVIIe siècle plusieurs ordres religieux s'installèrent à Pertuis. En 1604, les capucins jetèrent les premières fondations de leur couvent sur le terrain qui leur avait été concédé et qui dominait la vallée de la Durance. En 1620, les oratoriens s'installèrent au nord de l'église Saint-Pierre avec une petite chapelle consacrée à saint Joseph,. En 1628, un autre couvent s'installa, celui des religieuses de Sainte-Ursule. Un autre couvent vit le jour à Pertuis, le couvent des religieuses de Sainte-Claire (les clarisses) qui fut fondé en 1635 par madame de Lacépède et achevé en 1643. Leurs œuvres s'occupèrent, en 1640, des malades touchés par la peste qui, cette année-là, ne fit que quelques victimes.
Du XVIe au XVIIIe siècle, les bastides se développent sur et autour de la commune en même temps que l'économie locale. C'est, entre autres, la culture des mûriers pour les vers à soie. C'est l'époque des grandes constructions qui vont amener la population de la ville à 4 000 habitants en 1789.
Au début du XVIIIe, Pertuis est en pleine expansion. Pour faire face à une augmentation du volume des échanges de blé, le Parlement de Provence impose à la ville de construire un nouveau grenier (devenu l’annexe de la mairie)[réf. nécessaire].
En 1701, les frères Pierre et Jean Giraud dotèrent Pertuis de l'hospice de la charité destiné à servir d'asile aux vieillards et aux orphelins. La peste sévit de nouveau en 1720, provoquant 345 morts. C'est de 1752 que date, dans Pertuis, le premier établissement des écoles gratuites pour l'instruction des pauvres.
Le domaine et le château du Val furent donnés, en 1753, à Toussaint de Joannis, procureur du roi. L'année suivante, il demanda que son domaine de 300 ha soit érigé en fief. Malgré la protestation des habitants, le roi accepta en souvenir des services rendus par M. de Joannis comme président de la cour des comptes d'Aix. Ses lettres d'érection furent confirmées pour le Val Joannis en 1774.
Le 24 septembre 1786, un décret du roi Louis XVI ordonna la suppression définitive de l'abbaye de Montmajour. Dans le partage des biens de cette abbaye, l'évêque de Vence hérita des droits sur Pertuis, moyennant une redevance à l'évêque de Saint-Paul-Trois-Châteaux. Le titulaire de Montmajour était alors Louis, prince et cardinal de Rohan.

### Révolution française et Premier Empire
Peu avant la Révolution française, l’agitation monte. Outre les problèmes fiscaux présents depuis plusieurs années, la récolte de 1788 avait été mauvaise et l’hiver 1788-89 très froid. L’élection des États généraux de 1789 avait été préparée par celles des États de Provence de 1788 et de janvier 1789, ce qui avait contribué à faire ressortir les oppositions politiques de classe et à provoquer une certaine agitation. C’est au moment de la rédaction des cahiers de doléances, fin mars, qu’une vague insurrectionnelle secoue la Provence, et deux émeutes se produisent à Pertuis. La première, le 18 mars, attaque les fermiers des moulins de la ville, accusés de malversations sur la mouture. Huit jours plus tard, le 26 mars, la foule affamée pille le grenier à blé,. Les possédants de la commune se constituent en garde bourgeoise. Outre cette réaction, on rassemble des effectifs de la maréchaussée sur place. Puis, des poursuites judiciaires sont diligentées, mais les condamnations ne sont pas exécutées, la prise de la Bastille comme les troubles de la Grande Peur provoquant, par mesure d’apaisement, une amnistie début août.
La Révolution française divise les Pertuisiens en deux camps : les Rouges, ou Patriotes favorables à la Révolution, et les Bleus conservateurs. Chaque camp se retrouve dans un groupe de Pénitents, blancs ou noirs. À la suite des massacres de Pertuisiens, le 15 juillet 1792, la raison finit par l’emporter et les deux partis se réconcilient aux « Capucins » (actuelle place Jean-Jaurès), mais ce n’est qu’une apparence. En effet, craignant des problèmes, le maire interdit de célébrer l'anniversaire de la prise de la Bastille. Parmi les Fédérés de Marseille qui montent sur Paris, on compte 45 volontaires pertuisiens[réf. nécessaire].
En 1790, apparait une querelle entre Apt et Pertuis pour l'attribution du chef-lieu de district. Finalement Apt est retenue.[réf. nécessaire]
Le 12 août 1793 fut créé le département de Vaucluse, constitué des districts d'Avignon et de Carpentras, mais aussi de ceux d'Apt et d'Orange, qui appartenaient aux Bouches-du-Rhône, ainsi que du canton de Sault, qui appartenait aux Basses-Alpes.[réf. nécessaire]
L'état de siège est maintenu à Pertuis de juin 1795 à mai 1796.[réf. nécessaire]
En mars 1797, le parti modéré, aidé de quelques citoyens venus de Manosque, s'empare de l'abbaye et la détruit aux trois quarts. Le reste des bâtiments furent vendus à divers particuliers.[réf. nécessaire]
L'église Saint-Pierre est convertie en théâtre sous le Premier Empire.

### Époque contemporaine
[précision nécessaire], s'ouvrit à nouveau au culte catholique en 1820 et fut plus spécialement affectée aux pénitents gris. Le conseil municipal du 25 mai 1906 vote sa désaffectation définitive.
Un pont suspendu est construit en 1835 (sixième pont sur la Durance), et 1880, une voie de chemin de fer, puis des canaux d’irrigation peu après, mais c'est le barrage de Serre-Ponçon en 1952 qui permet de limiter ses crues (pour éviter la répétition des inondations catastrophiques de 1843 et 1856) et faciliter ainsi une utilisation plus importante de la partie alluvionnaire des terres qui bordent la Durance.
Les grands travaux enrichirent la ville : le pont suspendu de la Durance augmenta le trafic routier, la phase de construction des lignes ferroviaires Marseille - Grenoble (dont le tronçon Aix-en-Provence-Pertuis fut ouvert le 11 mai 1872 et celui de Volx à Pertuis, ouvert le 8 juillet 1872) et Cavaillon - Dauphin dispensa une manne certaine, le chemin de fer créa de nouveau flux, enfin les digues de la Durance permirent d'étendre les cultures irriguées.
Entre 1879 et 1896, la vie politique de Pertuis fut agitée avec dix-sept années d'élections, à la suite de démissions individuelles et collectives, une dissolution et une révocation du maire Auguste Callier, qui fut maire quatre fois en alternant mairie, conseil général et même aucun mandat.
En octobre 1887, Gustave Lançon installe à Pertuis une usine électrique (la première en France qui existe encore de nos jours, mais qui ne produit plus depuis fort longtemps) pour l'électrification des rues pertuisiennes. Pertuis devient la 6e commune française à être électrifiée à la suite de la signature le 3 mars 1887 du traité pour l'éclairage de la ville de Pertuis entre Auguste Callier, maire de Pertuis, et la Société Lyonnaise des eaux et de l'éclairage.

### Période contemporaine
Peu après l'invasion de la zone libre par l'armée allemande, le 25 novembre 1942, le Langemark, un bataillon de SS, installa son quartier général dans la ville. Il contrôlait une batterie de DCA placée à Villelaure, ainsi qu'une compagnie anti-char.
Un an plus tard, les S.S recevaient le renfort de cinq-cents hommes de troupe au cours du mois de septembre 1943. Leur arrivée fut précédée d'importantes opérations de police et l'occupation du bureau de poste. Ce qui n'empêcha point la Résistance de saboter la voie ferrée, après avoir dynamité des installations dans la gare de la SNCF.
La pression des résistants se fit plus forte au fil des mois. Le 16 août 1944, une compagnie de maquisards accrocha des Allemands sur la route de Villelaure. Lors du combat, un résistant perdit la vie et une stèle a été édifiée à cet endroit. Les maquisards s'étant retirés avec leur mort, la troupe d'occupation se heurta, un peu plus loin, à la 9e compagnie du bataillon 15/15 du régiment Ventoux-Luberon. L'accrochage fut sévère et les pertes lourdes. Les résistants perdirent trente-et-un hommes. Là aussi, un monument commémore leur sacrifice.
Le poste de commandement et le casernement de la Résistance pertuisienne avaient été installés au château de la Simone. Celui-ci fut détruit par une explosion, qui fit 31 morts et resta non élucidée, le 25 novembre 1944,.
Durant cette période, plusieurs familles juives (polonaises, allemandes et russes) se réfugièrent à Pertuis, mais elles furent arrêtées entre 1942 et 1944 et déportées au camp d'Auschwitz-Birkenau.

## Politique et administration
La commune fait partie du aire urbaine de Pertuis.

### Tendances politiques et résultats
Pertuis a un électorat plutôt de gauche localement et s'orientant à droite au niveau national. En effet, depuis 1945, seuls deux maires non socialistes ont été élus : en 1982, Pierre Fructus UDF (bien qu'en 2008 il ait soutenu la liste du Parti socialiste) et Roger Pellenc UMP depuis 2008. Les conseillers généraux sont également des élus socialistes. Par contre, aux législatives et aux présidentielles la ville vote à droite.

#### Élections locales

##### Cantonales
Le canton de Pertuis qui fait partie de la seconde série des cantons et a été renouvelé lors des élections cantonales de 2008, L'élection a eu lieu les 9 et 16 mars en même temps les élections municipales. Six candidats se sont présentés Maurice Lovisolo (PS), conseiller général sortant et maire sortant de La Tour-d'Aigues, Marie-Ange Conté (UMP), Stéphane Fabresse (MoDem), Pierre Goubert (FN), Remy Grangeon (PCF) et Thierry Liotard (DVD).
Le 21 mars 2008 lors du premier tour il y a eu 8 210 votants pour 13 891 inscrits soit une participation de 59,10 %(64,20 % pour le canton). Maurice Lovisolo (PS) est arrivé en tête avec 35,80 % des voix (43,66 % au niveau du canton, devant Marie-Ange Conté (UMP) avec 25,34 % (21,74 % pour le canton) et Remy Grangeon (PCF) avec 18,67 % (15,49 %).
Le second tour a eu lieu le 21 mars 2008. Il y a 8 745 votants pour 13 891 inscrits soit une participation de 62,95 % (58,99 % pour le canton). Maurice Lovisolo (PS) est largement réélu avec 58,29 % des voix (62,31 % au niveau du canton) au détriment de Marie-Ange Conté (UMP) qui obtient 41,71 % des voix (38,69 % au niveau cantonal)).

##### Législatives
Aux élections législatives de 2007 pour la deuxième circonscription de Vaucluse, le premier tour a vu Jean-Claude Bouchet (UMP)arriver de peu en tête avec 32,69 % devant Jean-Louis Joseph (PS) avec 31,08 %, viennent ensuite Maurice Giro (divers droite) avec 10,99 % et Nicole Bouisse (UDF) avec 7,28 %, aucun autre candidat ne dépassant le seuil des 5 %. Le second tour a vu arriver en tête Jean-Claude Bouchet avec 50,40 % (résultat circonscription : 55,28 % contre 49,60 % pour Jean-Louis Joseph (résultat circonscription : 44,72 %). Abstention plus forte à Pertuis avec respectivement 43,93 % et 43,45 % aux deux tours que dans la circonscription (37,93 % et 38,68 %).
Aux élections législatives de 2012 pour la nouvelle cinquième circonscription de Vaucluse, le premier tour a vu Jean-François Lovisolo (PS) arriver nettement en tête avec 42,35 % des voix devant Julien Aubert (UMP) avec 25,52 % et Martine Furioli-Beaunier (FN) avec 18,97 %, aucun autre candidat n'est en mesure de se maintenir au second tour. Entre les deux tours Martine Furioli-Beaunier se retire et « 'appelle à voter pour le candidat UMP pour faire barrage à la gauche' ». Le second tour voit arriver en tête Jean-françois Lovisolo avec 56,18 % (résultat circonscription : 49,67 % contre 50,33 % pour Julien Aubert). La'bstention est plus forte à Pertuis avec respectivement 44,71 % et 45,40 % aux deux tours que dans la circonscription (39,81 % et 38,95 %).

#### Élections nationales
À l’élection présidentielle de 2007, le premier tour a vu se démarquer nettement en tête Nicolas Sarkozy (UMP) avec 31,22 %, suivi par Ségolène Royal (PS) avec 24,26 %, François Bayrou (UDF) avec 18,26 %, Jean-Marie Le Pen (FN) avec 11,81 % et Olivier Besancenot (LCR) avec 4,37 %, aucun autre candidat ne dépassant le seuil des 3 %. Le second tour a vu arriver en tête Nicolas Sarkozy avec 55,25 % (résultat national : 53,06 %) contre 44,75 % pour Ségolène Royal (résultat national : 46,94 %) avec un taux de participation aux deux tours de 81,35 % et 82,36 % (contre 83,77 % et 83,97 % au niveau national).
À l’élection présidentielle de 2012, le premier tour a vu arriver en tête deux candidats avec quasiment le même nombre de voix Nicolas Sarkozy (UMP) avec 26,07 %, suivi par François Hollande (PS) avec 25,63 %, Marine Le Pen (FN) avec 20,98 %, Jean-Luc Mélenchon (Front de gauche) avec 13,00 % et François Bayrou (MoDem) avec 8,85 %, aucun autre candidat ne dépassant le seuil des 2,5 %. Le second tour a vu arriver en tête Nicolas Sarkozy avec 50,56 % (résultat national : 48,36 %) contre 49,44 % pour François Hollande (résultat national : 51,64 %) avec un taux de participation aux deux tours de 77,71 % et 78,01 % (contre 79,48 % et 80,35 % au niveau national).
À l'élection présidentielle de 2017, le premier tour a vu se placer pour la première fois en tête la candidate Marine Le Pen (FN) avec 25,20 %, suivi par Emmanuel Macron (EM) avec 22,63 %, suivi de Jean-Luc Mélenchon (FI) avec 20,98 %, puis François Fillon (LR) avec 17,99 %, Benoît Hamon (PS) avec 4,78 % et Nicolas Dupont-Aignan (DLF) avec 4,49% aucun autre candidat ne dépassant le seuil des 2,5 %.

##### Référendum
Au référendum sur la constitution européenne (scrutin du 29 mai 2005), sur 12 708 inscrits, 8 634 ont voté, ce qui représente une participation de 67,94 % du total (contre 69,37 % au niveau national), soit une abstention de 32,06 %. Il y a eu une forte victoire du non avec 5 084 voix (60,02 %), 3 386 voix (39,98 %) s'étant prononcées pour et 164 (1,90 %) étant des votes blancs ou nuls.

##### Européennes
À l'élection européenne de 2004, Michel Rocard (PS) est arrivé en tête avec 33,29 %, suivi par Françoise Grossetête (UMP) avec 12,86 %, Jean-Marie Le Pen (FN) avec 12,71 %, Thierry Cornillet (UDF) avec 9,36 %, Jean-Luc Bennahmias (écologie) avec 7,84 %, Manuella Gomez (PCF) 6,58 % et Patrick Louis (MPF) avec 5,56 % ; aucun des 15 autres candidats ne dépassant le seuil des 3,5 %.
À l'élection européenne de 2009, Françoise Grossetête (UMP) est arrivée en tête avec 24,86 %, suivie par Michèle Rivasi (Europe Écologie) avec 18,06 %, Vincent Peillon (PS) avec 17,26 %, Jean-Marie Le Pen (FN) avec 8,43 %, Jean-Luc Bennahmias (Modem) avec 8,13 %, Marie-Christine Vergiat (Front de gauche) 6,68 % et Raoul-Marc Jennar (NPA) avec 5,48 % ; aucun autre candidat ne dépassant le seuil des 3,5 %. Le taux de participation a été de 36,62 % contre 39,64 % pour la circonscription Sud-Est (5e circonscription).

#### Élections européennes
Au référendum européen sur le traité de Maastricht (scrutin du 20 septembre 1992), sur 10 071 inscrits, 7 059 ont voté, ce qui représente une participation de 70,09 % (contre 69,70 % au niveau national), soit une abstention de 29,91 %. Il y a eu une victoire du non avec 3 704 voix (53,92 %) contre 3 166 voix (46,08 %) qui se sont prononcées pour le oui, 189 votes (2,68 %) étant blancs ou nuls.

### Administration municipale
Du fait de sa taille, la commune dispose d'un conseil municipal de 33 membres (article L2121-2 du Code général des collectivités territoriales). Le scrutin de 2014 a donné 25 conseillers pour la liste divers droite de Roger Pellenc (50,59 % des voix), 7 conseillers pour la liste socialiste de Fabien Perez (40,12 % des voix) et 1 pour la liste Front National d'Alexandre Vallet (9,28 % des voix). Roger Pellenc est réélu maire lors de la séance du conseil municipal du 4 avril 2014, décentralisé à l'espace Georges-Jouvin.
Au sein de la communauté d'agglomération du pays d'Aix la commune dispose de cinq conseillers communautaires : le maire en tant que vice-président de la communauté et cinq conseillers.

### Liste des maires
| Période         | Période             | Identité       | Étiquette    | Qualité |
| --------------- | ------------------- | -------------- | ------------ | --- |
| 20 mai 1945     | 19 octobre 1947     | Henri Crevat,  | PCF          | Pharmacien |
| 19 octobre 1947 | 3 mai 1953          | Charles Lussy  | SFIO         | Employé des PTT puis journaliste politique Député de Vaucluse (1946 → 1958) |
| 3 mai 1953      | 5 août 1963 (décès) | Pierre Augier  | SFIO puis PS | Ingénieur EDF Député de la 2e circonscription de Vaucluse (1962 → 1963) |
| 5 août 1963     | 13 mars 1983        | Jean Guigues   | PS           | |
| 13 mars 1983    | 19 mars 1989        | Pierre Fructus | UDF          | Ophtalmologue |
| 19 mars 1989    | 16 mars 2008        | André Borel    | PS           | Chef de groupe de vérificateurs-payeurs au CEA Député de la 2e circonscription de Vaucluse (1988 → 1993 puis 1997 → 2002) Conseiller général du canton de Bonnieux (1973 → 1998) |
| 16 mars 2008    | En cours            | Roger Pellenc  | UMP-DVD      | Professeur de technologie puis président-fondateur du Groupe Pellenc |

### Intercommunalité
Pertuis fait partie de la communauté d'agglomération du pays d'Aix, qui regroupe 36 communes.

### Instances judiciaires et administratives

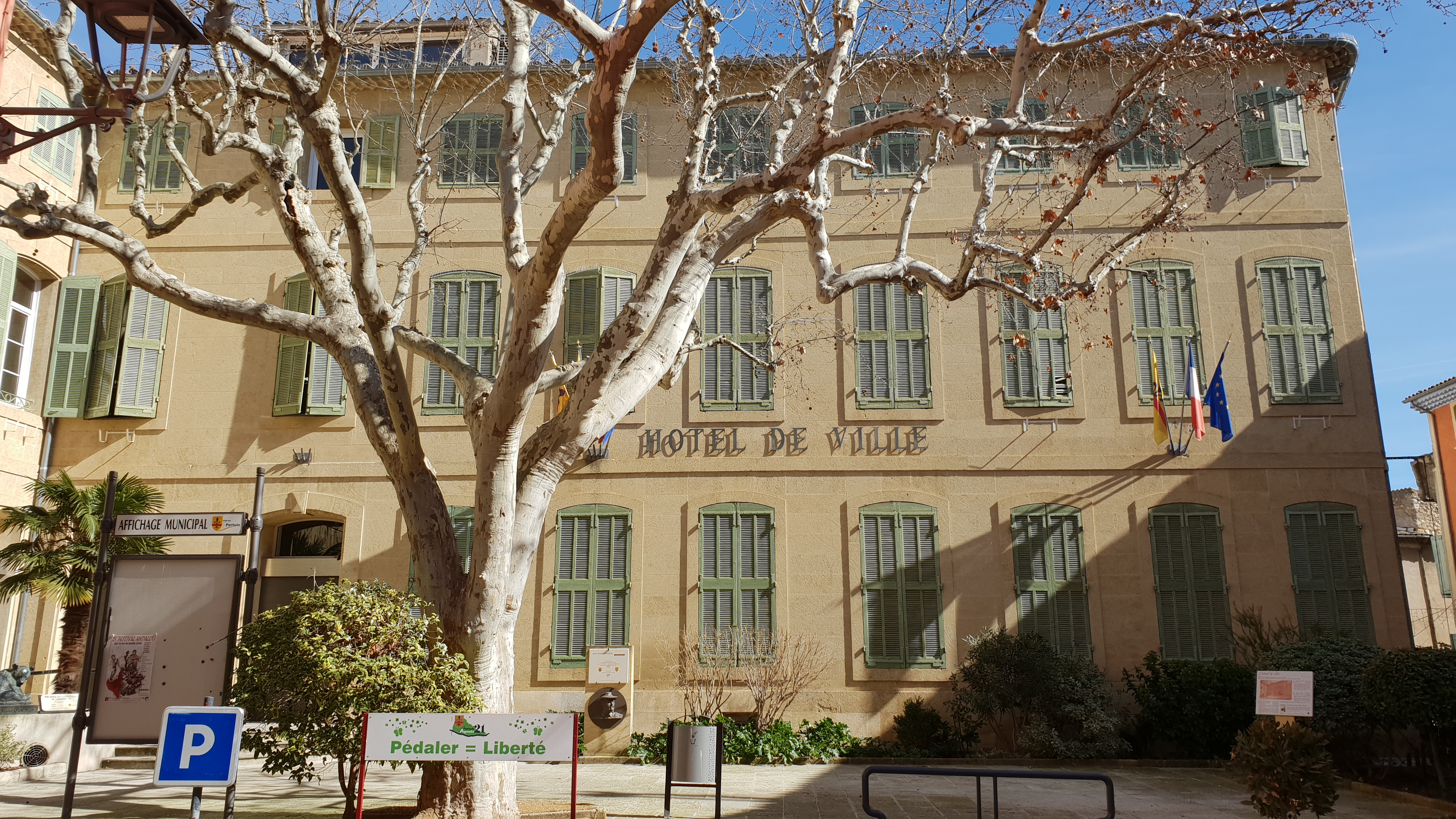
Hôtel de ville (mars 2019).

Pertuis est le chef-lieu d'un canton de quatorze communes totalisant 33 510 habitants en 2011. Le canton fait partie de l'arrondissement d'Apt depuis 1801 (sauf de 1926 à 1933 où ce fut Cavaillon) et de la cinquième circonscription de Vaucluse depuis 2010 (avant l'ordonnance no 2009-935 du 29 juillet 2009 elle appartenait à la deuxième circonscription de Vaucluse).
Pertuis fait partie de la juridiction d’instance d’Apt, mais possède un greffe détaché, et de grande instance, de prud'homale, de commerce et d'affaires de Sécurité sociale d’Avignon.

### Politique environnementale

#### Risques divers sur la commune

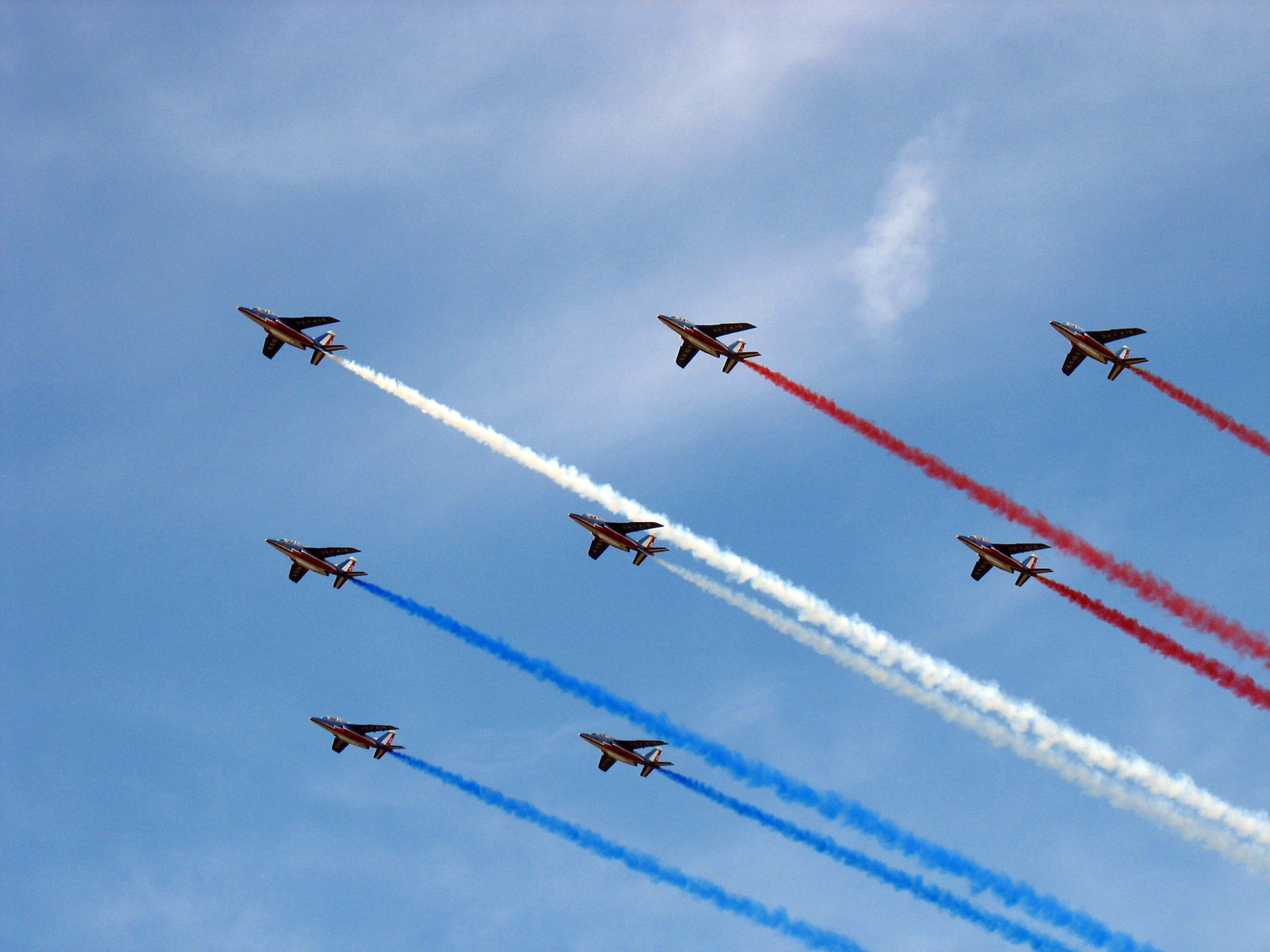
La PAF en formation diamant.

En plus des risques sismiques, d'inondations et de proximité du centre d'études nucléaires de Cadarache, la commune a deux autres risques :
Un troisième pipeline reliant les raffineries Fos-sur-Mer au centre de stockage de Manosque traverse la commune sur un axe ouest-est venant de Villelaure et partant sur La Tour-d'Aigues,. Des exercices de gestion de crise, en collaboration avec la société Arkema, ont lieu sur le tracé de ces pipelines d'éthylène. Le 14 octobre 2010 ce fut au tour de Pertuis où il fut simulé une explosion de la canalisation,.
Au-dessus de la commune de Pertuis se trouvent les zones aériennes réglementées R101 (de 3 000ft au FL075) et R71 (du FL075 au FL195) dites zones de Salon. Ces zones servent d'école de pilotage aux pilotes militaires de l'École de l'air de la base aérienne 701 Salon-de-Provence avec des Jodel D-140 mousquetaire, d'entrainement au pilotage sans visibilité (VSV) avec des D140 ou des Tucano (très bruyants), d'entrainement à la voltige avec des Cap 20 ainsi qu'aux passages des Alpha Jet de la Patrouille de France. Le pont de la Durance sert de repère pour l'axe de voltige no 6921 baptisé Voltige Pont de Pertuis (de 2 000 à 5 906 pieds sol).

#### Environnement

##### Écologie et recyclage
Fin 2006, la municipalité a voulu faire de Pertuis une ville pilote au sein de la communauté d'agglomération du pays d'Aix (C.P.A.) pour le tri et le recyclage. Chaque foyer ou ensemble dans certains endroits bénéficie en plus du conteneur d'ordures ménagères, d'un bac ou conteneur (jaune) pour les plastiques et papiers. De plus sont installés en de nombreux endroits des points d'apport volontaires avec conteneur à verres, papiers, plastiques et en quelques points chiffons-vêtements. Dans le centre-ville la ville a commencé l'installation de containers enterrés.
Une déchèterie sélective intercommunale est installée quartier Goure d'Aure depuis le 1er avril 1992. Elle est de la compétence de la CPA.
Après une expérience concluante, en 2008, quartier Saint-Sépulcre, la commune a décidé d'étendre la distribution (à ceux qui le désirent) des composteurs à végétaux personnels.
Toutes ces actions sont en conformité avec la charte de l'Environnement signée par les 34 communes de la communauté d'agglomération du pays d'Aix.

##### Récompense
Pertuis est la seule ville française dans la tranche 10 000 à 20 000 habitants à avoir reçu le 25 novembre 2010 à l’occasion du Salon des Maires et des collectivités le « Trophée Avere des Villes Électromobiles ». Les autres catégories ont récompensé Gap, Cagnes-sur-Mer et Grasse (collectivités de 20 000 à 50 000 habitants), Bourges (collectivités de 50 000 à 100 000 habitants), le Grand Angoulême, la communauté d'agglomération de La Rochelle et Orléans (collectivités de 100 000 à 200 000 habitants) et enfin la communauté urbaine Nice Côte d'Azur, la communauté d’agglomération Rennes Métropole et la communauté Urbaine de Strasbourg (collectivités de plus de 200 000 habitants).

### Jumelages et partenariats
| Pertuis Herborn Este Alton Utiel |

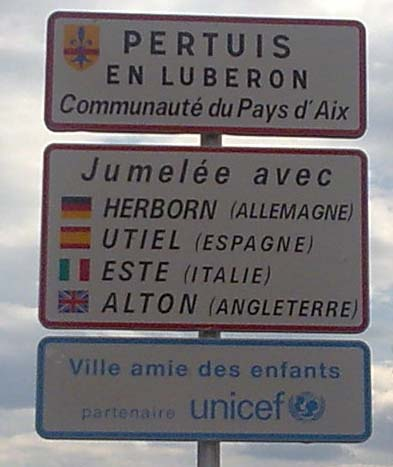
Panneau d'entrée de ville affichant les jumelages et partenariats de Pertuis en Luberon en 2009.
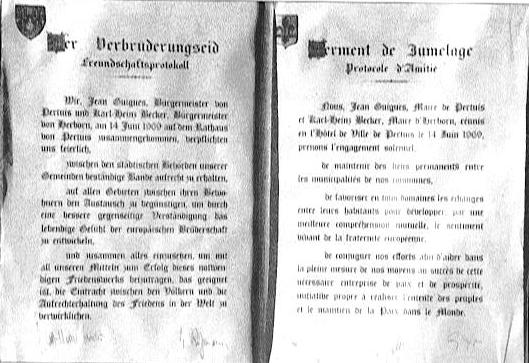
Serment de jumelage entre Herborn (texte allemand à gauche) et Pertuis (texte français à droite) en 1965.

Pertuis est jumelée avec :
- Herborn (Allemagne), dans le Land de Hesse près de Francfort (20 810 hab.) ; l'acte de jumelage a été signé le 14 juillet 1968 à Herborn et le 14 juillet 1969 à Pertuis par messieurs Karl-Heinz Becker et Jean Guigues, maires des deux cités.Aimée Meynard, première adjointe et citoyenne d'honneur de la ville d'Herborn a participé à la mise en place de ce jumelage.
- Utiel (Espagne), à 60 km de Valence (12 012 hab.) ; jumelage signé le 11 septembre 1994 à Utiel et le 15 avril 1995 à Pertuis par José-Yague Hernandez, maire d'Utiel, et André Borel, député-maire de Pertuis, assisté de Michel Maurin, adjoint[130].
- Este (Italie), à 30 km de Padoue (16 623 hab.) ; jumelage signé en janvier en 2001 à Este et en juin 2001 à Pertuis à l'occasion du corso.
- Alton (Grande-Bretagne), dans le comté du Hampshire (16 584 hab.) en 2006 ; l'acte de jumelage a été signé le 21 octobre 2006 par les maires des deux cités : André Borel pour Pertuis et Dave Crocker pour Alton[131].

Par ailleurs, Pertuis avait conclus en 2008 un partenariat avec l'Unicef en tant que « Ville amie des enfants », au moins jusqu'en 2019 avec une participation du conseil municipal des jeunes et des manifestations publiques annuelles de soutien à l'Unicef. Cependant ce partenariat ne s'est pas encore prolongé pour le mandat municipal 2020-2026 où l'Unicef a demandé pour l'obtention ou le maintien du label un engagement municipal fort, qui n'est pas recensé en 2023 sur le site consacré à ce nouveau programme.

### Budget municipal
Le budget primitif municipal pour 2009 s’élevait à 27 160 649 € (28 826 650 € en 2008) avec 22 476 428 € pour le fonctionnement et 4 714 721 € pour l'investissement.
Pour le fonctionnement, le principal poste de dépenses est les « charges de personnels » (12 670 000 €) soit 47 %, les deux postes suivants sont les « charges à caractère général » (5 330 027 €) soit 20 % et les « autres charges de gestion courante » (2 032 243 €) soit 7 %. Le poste de recettes principal concerne les impôts et les taxes avec 14 609 105 € soit 54 % ; ce poste comprend, entre autres, les impôts locaux (taxe d'habitation, taxe foncière, taxe professionnelle, taxe d'enlèvement des ordures ménagères) mais aussi les taxes de séjour (locations saisonnières, hôtellerie, chambres d'hôtes, etc.), les taxes de parking, etc. Suivent ensuite les postes « dotations et subventions » pour 5 121 643 € soit 19 % et les « produits des services » avec 1 599 616 € soit 6 %.
Pour l'investissement, la plus grosse dépense concerne les travaux de voirie 500 000 €), aménagement des parkings rue des Remparts (200 000 €), étude de la création d'un gymnase (150 000 €), extension de la zone de vidéo-surveillance (133 750 €), les autres projets pour moins de 105 000 €).
|                                              | 2000   | 2001   | 2002   | 2003   | 2004   | 2005   | 2006   | 2007   | 2008   | 2009   |
| Encours de la dette en milliers d'euros      | 20 381 | 19 621 | 18 765 | 18 093 | 17 846 | 17 432 | 17 763 | 17 505 | 16 746 | 16 320 |
| annuité en milliers d'euros                  | 3 076  | 3 216  | 3 205  | 3 216  | 2 450  | 2 402  | 2 524  | 2 368  | 2 319  | 2 317  |
| Encours de la dette par habitant en euros    | 1 277  | 1 085  | 1 038  | 1 001  | 987    | 964    | 983    | 968    | 926    | 863    |
| annuité par habitant en euros                | 170    | 178    | 177    | 178    | 136    | 133    | 140    | 131    | 128    | 123    |
| -------------------------------------------- | ------ | ------ | ------ | ------ | ------ | ------ | ------ | ------ | ------ | ------ |
| Sources des données : Ministère des finances |        |        |        |        |        |        |        |        |        |        |

Si la dette a diminué de 20 %, l'encours par habitant a baissé de 30 %, de même les annuités pour la ville sont en baisse de 28 % et de 32,5 % pour les habitants.

### Fiscalité locale
| Taxe                                                | Part communale | Part intercommunale | Part départementale | Part régionale |
| --------------------------------------------------- | -------------- | ------------------- | ------------------- | -------------- |
| Taxe d'habitation (TH)                              | 19,56 %        | 0,00 %              | 7,55 %              | -              |
| Taxe foncière sur les propriétés bâties (TFPB)      | 29,75 %        | 0,00 %              | 10,20 %             | 2,36 %         |
| Taxe foncière sur les propriétés non bâties (TFPNB) | 63,64 %        | 0,00 %              | 28,96 %             | 8,85 %         |
| Cotisation foncière des entreprises (CFE)           | 0,00 %         | 26,77 %             | 0,00 %              | 0,00 %         |

La part régionale de la taxe d'habitation n'est pas applicable.
Les taux d'imposition (part communale) pour la TH, la TFPB et TFPNB qui n'avait pas varié entre 1998 et 2009 ont été revalorisés en 2010 à la hausse pour TH et TFPB à la baisse pour la TFPNB[réf. souhaitée].
La taxe professionnelle est remplacée en 2010 par la cotisation foncière des entreprises (CFE) portant sur la valeur locative des biens immobiliers et par la contribution sur la valeur ajoutée des entreprises (CVAE) (les deux formant la contribution économique territoriale (CET) qui est un impôt local instauré par la loi de finances pour 2010).

## Population et société

### Démographie
La population, en hausse entre 1793 et 1806 (8 % et 11 %), s'est stabilisée jusqu'en 1954 avant d'augmenter entre chaque recensement de plus de 20 %, avec deux pics entre 1982 et 1990 (+27 %) et entre 1990 et 1999 (+29 %), avant de voir cette forte augmentation se ralentir au dernier recensement (+6 %). Durant cette période, cette forte croissance de 3 % annuels entre 1962 et 1990 est plus due au solde migratoire (entre 2,2 % et 2,5 %) qu'au solde naturel (entre 0,1 et 0,5 %). Un autre élément extérieur au département explique cette croissance : l'ouverture du centre d'études nucléaires de Cadarache le 14 octobre 1959 participa à cette croissance de population entre 1962 et 1990 mais aussi en 1962 des rapatriés d'Afrique du Nord.

#### Évolution démographique
Les données connues avant 1793 sont les années 1397 avec 150 feux et 1400 avec 81 feux.
L'évolution du nombre d'habitants est connue à travers les recensements de la population effectués dans la commune depuis 1793. Pour les communes de plus de 10 000 habitants les recensements ont lieu chaque année à la suite d'une enquête par sondage auprès d'un échantillon d'adresses représentant 8 % de leurs logements, contrairement aux autres communes qui ont un recensement réel tous les cinq ans,.

En 2022, la commune comptait 19 764 habitants, en évolution de −1,84 % par rapport à 2016 (Vaucluse : +1,73 %, France hors Mayotte : +2,11 %).
| 1793  | 1800  | 1806  | 1821  | 1831  | 1836  | 1841  | 1846  | 1851  |
| ----- | ----- | ----- | ----- | ----- | ----- | ----- | ----- | ----- |
| 3 700 | 4 000 | 4 440 | 4 616 | 4 520 | 4 470 | 4 380 | 4 487 | 4 766 |

| 1856  | 1861  | 1866  | 1872  | 1876  | 1881  | 1886  | 1891  | 1896  |
| ----- | ----- | ----- | ----- | ----- | ----- | ----- | ----- | ----- |
| 4 959 | 4 859 | 4 839 | 5 494 | 5 649 | 5 612 | 5 484 | 4 927 | 4 910 |

| 1901  | 1906  | 1911  | 1921  | 1926  | 1931  | 1936  | 1946  | 1954  |
| ----- | ----- | ----- | ----- | ----- | ----- | ----- | ----- | ----- |
| 4 838 | 4 956 | 4 973 | 4 772 | 5 030 | 5 401 | 5 229 | 5 556 | 5 621 |

| 1962  | 1968  | 1975   | 1982   | 1990   | 1999   | 2006   | 2011   | 2016   |
| ----- | ----- | ------ | ------ | ------ | ------ | ------ | ------ | ------ |
| 6 774 | 8 355 | 10 117 | 12 430 | 15 791 | 17 833 | 18 611 | 19 033 | 20 135 |

| 2021   | 2022   | - | - | - | - | - | - | - |
| ------ | ------ | - | - | - | - | - | - | - |
| 20 012 | 19 764 | - | - | - | - | - | - | - |

Évolution démographique 1962-1999
|                                | 1962-1968 | 1968-1975 | 1975-1982 | 1982-1990 | 1990-1999 | évolution 1962-1999 |
| Naissances                     | 944       | 1 114     | 985       | 1 604     | 2 077     | 6 724               |
| Décès                          | 583       | 750       | 894       | 1 032     | 1 330     | 4 589               |
| Solde naturel                  | 361       | 364       | 91        | 572       | 747       | 2 135               |
| Solde migratoire               | 1 220     | 1 398     | 2 222     | 2 789     | 1 295     | 8 924               |
| Variation absolue population   | 1 581     | 1 762     | 2 313     | 3 361     | 2 042     | 11 059              |
| Taux natalité annuel pour 1000 | 21,30     | 17,60     | 12,60     | 14,50     | 13,80     |                     |
| Taux décès annuel pour 1000    | 13,20     | 11,80     | 11,50     | 9,30      | 8,90      |                     |
| ------------------------------ | --------- | --------- | --------- | --------- | --------- | ------------------- |
| Sources des données : INSEE    |           |           |           |           |           |                     |

#### Pyramide des âges
En 2018, le taux de personnes d'un âge inférieur à 30 ans s'élève à 34,6 %, soit au-dessus de la moyenne départementale (33,6 %). À l'inverse, le taux de personnes d'âge supérieur à 60 ans est de 27,1 % la même année, alors qu'il est de 28,4 % au niveau départemental.
En 2018, la commune comptait 9 794 hommes pour 10 603 femmes, soit un taux de 51,98 % de femmes, légèrement inférieur au taux départemental (52,03 %).
Les pyramides des âges de la commune et du département s'établissent comme suit.
| Hommes | Classe d’âge | Femmes |
| ------ | ------------ | ------ |
| 0,7    | 90 ou +      | 1,5    |
| 7,1    | 75-89 ans    | 10,4   |
| 17,1   | 60-74 ans    | 17,2   |
| 19,9   | 45-59 ans    | 20,9   |
| 18,2   | 30-44 ans    | 17,5   |
| 18,0   | 15-29 ans    | 16,8   |
| 19,0   | 0-14 ans     | 15,8   |

| Hommes | Classe d’âge | Femmes |
| ------ | ------------ | ------ |
| 0,8    | 90 ou +      | 1,9    |
| 8,3    | 75-89 ans    | 10,6   |
| 18,1   | 60-74 ans    | 19,1   |
| 20,3   | 45-59 ans    | 19,9   |
| 17,6   | 30-44 ans    | 17,6   |
| 16,1   | 15-29 ans    | 14,4   |
| 18,9   | 0-14 ans     | 16,4   |

#### Superficie et population
La ville de Pertuis a une superficie de 66,23 km2 et une population de 18 872 habitants en 2010, ce qui la classe :
| Rang                       | Population | Superficie | Densité |
| -------------------------- | ---------- | ---------- | ------- |
| France                     | 539e       | 550e       | 2 988e  |
| Provence-Alpes-Côte d'Azur | 41e        | 100e       | 131e    |
| Vaucluse                   | 6e         | 5e         | 16e     |
| Arrondissement d'Apt       | 2e         | 2e         | 3e      |
| Canton de Pertuis          | 1re        | 1re        | 1re     |

### Enseignement

#### Historique

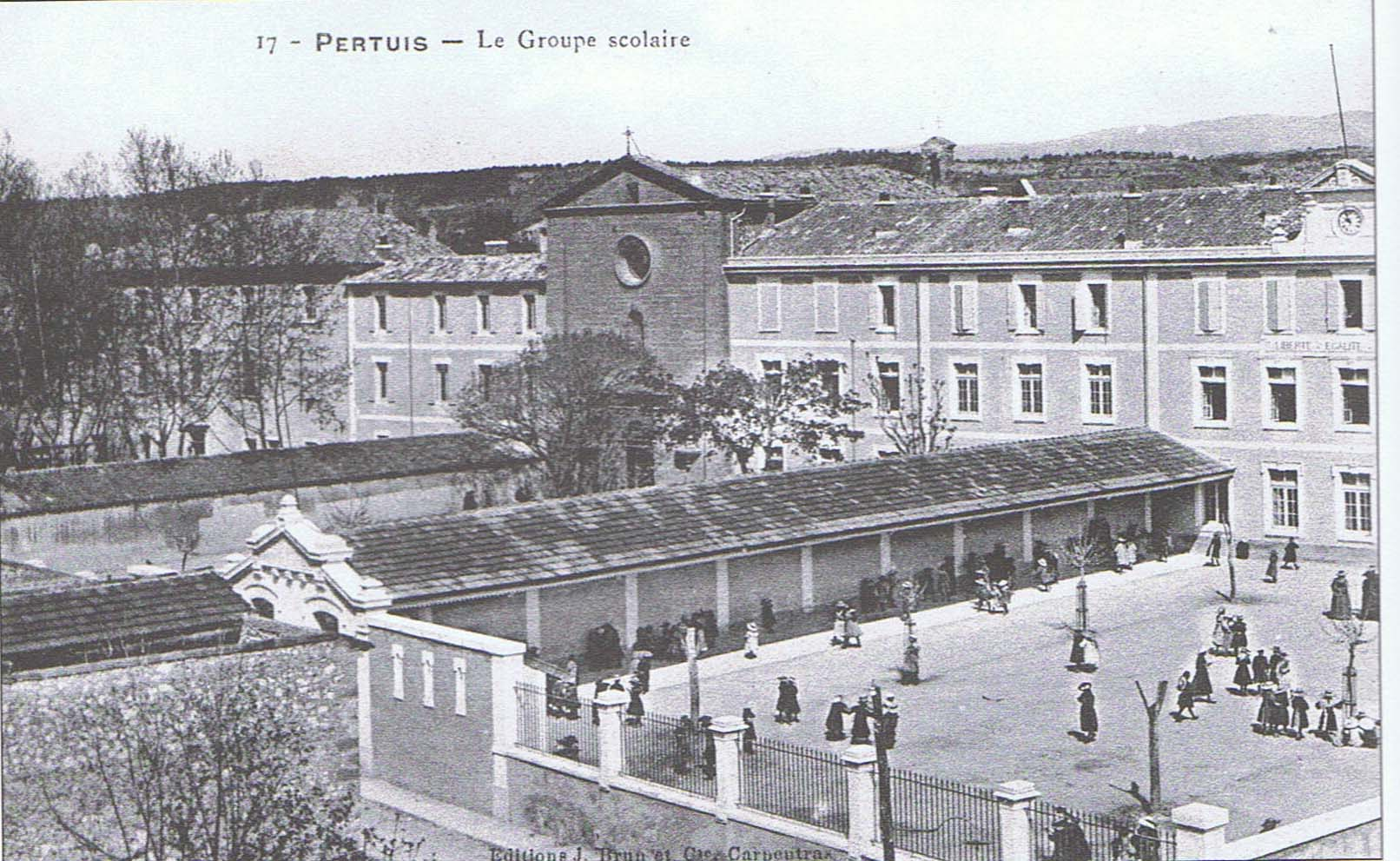
Groupe scolaire en 1904.

Au début du siècle, Pertuis avait deux établissements hospitaliers, l'hôpital général de la Charité (issu du legs des frères Giraud et inauguré en 1719) et l'hôpital Saint-Jacques (rue de Croze, du nom de son fondateur Melchior de Croze et inauguré en juin 1707). De part et d'autre, des écoles étaient en activité. Les élus de l'époque (le maire étant monsieur Turcan) jugeant la proximité malsaine, décidèrent le 23 décembre 1902, de réunir les deux hôpitaux en un seul, à l'hôpital Saint-Jacques, rue de Croze. Les écoles furent transférées dans les locaux de l'hospice de la charité. Une partie des locaux pour le collège et l'autre (réaménagé) pour l'école communale des garçons et l'école communale des filles. L'inauguration eut lieu en 1904, en présence de Camille Pelletan, ministre de l'Éducation.

#### De nos jours

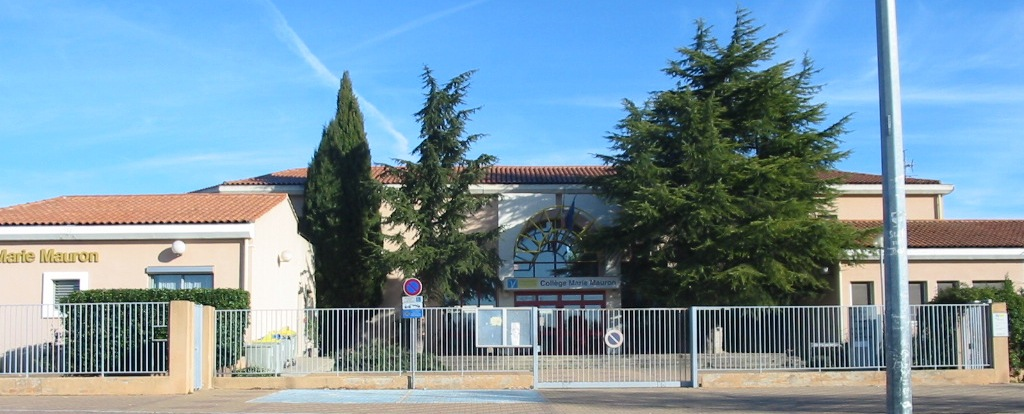
Collège Marie Mauron.

La ville est située dans l'académie d'Aix-Marseille. Elle administre quatre écoles maternelles : Aimée-Meynard, du Parc, Le Clos Fleuri et Saint-Roch et quatre écoles élémentaires communales : Docteur Marsily (école résultant de la fusion des écoles primaires Albert-Camus et Georges-Brassens en 2015), La Burlière, Henri-Crevat et Pierre-Augier,. Le vaste bâtiment de 1904, avec ses deux grandes cours et sa cour intermédiaire, abrite les écoles Albert-Camus et Georges-Brassens ainsi que l'école de musique du Sud-Luberon.
Le département gère deux collèges : les élèves habitant au sud de l'Éze vont au collège Marcel-Pagnol et ceux du nord de l'Éze au collège Marie-Mauron.
La région Provence-Alpes-Côte d'Azur gère le lycée régional polyvalent Val-de-Durance. Lycée d'enseignement général et technologique (Bac séries L, S, ES, et STMG) avec un taux de réussite de 93 % en 2008 (8e lycée vauclusien sur 31).

### Manifestations culturelles et festivités
Le marché paysan chaque mercredi et samedi (place Garcin) et le traditionnel marché provençal le vendredi, existant depuis 1474 et l'autorisation donnée par Jeanne de Laval pour la tenue d'un marché hebdomadaire le vendredi (partie haute du cours de la République, rue Danton, places Mirabeau, Jean-Jaurès et du 4-Septembre) permettent de profiter des produits du terroir.
Animations

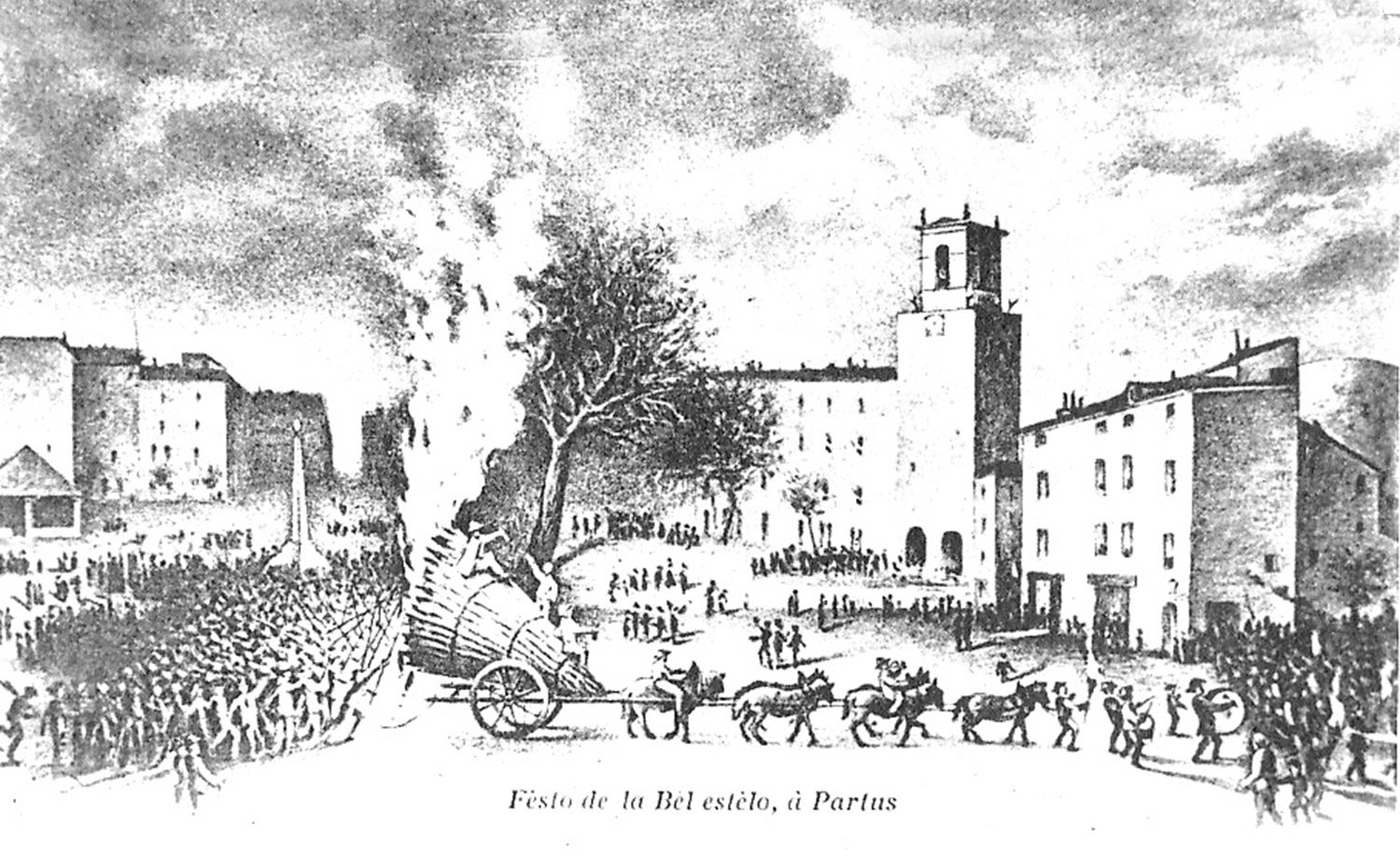
Célébration de la Sainte Estelle à Pertuis

- février : La ville de Pertuis et la direction des affaires culturelles organisent chaque année depuis 2001 à l'espace Georges-Jouvin (nouveau nom de la salle des fêtes) le Salon des Antiquaires[153]
- mars - avril : depuis le 25 avril 2009 est organisé, à la salle des fêtes, par Compagnons de Dionysos en partenariat avec la ville de Pertuis, un salon des vins et de la gastronomie. La devise des Compagnons de Dionysos est « Amoureux du vin et du terroir, je m'engage à défendre et promouvoir gastronomie, arts et traditions, richesses de notre Luberon. »[154]. Au cours du salon se déroule un concours de vins parrainé par les Interprofessions des vins de la Vallée du Rhône et des vins de Provence[155].
- avril – mai : La Foire aux fleurs également organisée par la ville de Pertuis et la direction des affaires culturelles a généralement lieu fin avril ou début mai et se déroule dans la partie basse du cours de la République et rue de la Liberté[156], Fête du livre.
- juin : Le corso fleuri naquit le 4 juin 1950 la même année que le syndicat d'initiative. Il s'interrompit de 1972 à 1983 pour être présent chaque année depuis 1984. Un char est spécialement conçu pour la reine annuelle de Pertuis[157]. Il y a deux défilés le samedi soir à 21 h et le dimanche après-midi à 16 h avec bataille de fleurs, le défilé du samedi soir est suivi d'un grand bal[158]. Sur le parcours (boulevard Victor-Hugo, rue de Croze, cours de la République) une fanfare ou groupe musical est intercalé entre chaque char. Durant cette période (en fait du jeudi au dimanche) une fête foraine est installée sur les places Jean-Jaures, du 4-Septembre, Mirabeau et Garcin.
- juillet : La foire à la brocante se déroule place Garnier aux alentours du 14 juillet sous l'égide de la direction des affaires culturelles de la ville[159].
- 11 et 12 juillet : convention tatouages, suivre ce lien : https://holidayink.wordpress.com
- août : La première semaine d'août se déroule le festival du Big Band[160]. Lors de la semaine de Pertuis en fête et la fête votive du 15 août se déroule le Grand prix de Pertuis de concours de jeu provençal du 14 au 16 août chaque année, regroupant plus de 170 triplettes. En 2010, ce Grand prix a été le support du 68e National de jeu provençal[161]. De 2002 à 2006 la vedette incontestée de ce grand prix fut Henri Salvador dont l'autre passion après la chanson était les boules et surtout le jeu provençal.
- septembre : Le premier samedi de septembre se déroule la Journée des Associations. Après s'être installée place de la Diane (de 1992 à 2008) et place Parmentier, cette manifestation se déroule depuis 2009 cours de la République de la rue de la Poste au feu tricolore du boulevard Victor-Hugo et regroupe 140 associations qui présentent leurs activités[162].
- Automne : en octobre ou novembre se dispute depuis 1997 le Marathon de Provence-Luberon qui comporte plusieurs épreuves : marathon (individuel et en duo), semi-marathon (21 km), 10 km et randonnée. Après avoir débuté en 1997 avec 1 010 concurrents et culminé à 4 000 concurrents en 2004, l'édition 2010 a accueilli 3 111 concurrents et a été parrainée par deux champions Dominique Chauvelier et David Antoine[163].
- En novembre : la traditionnelle Foire de la Toussaint remontant à la nuit des temps. Mais aussi les Dionysies (fêtes automnales en l’honneur de Dionysos, dieu de la vigne et du vin) qui sont un festival de théâtre amateur dont la onzième édition eut lieu du 17 au 21 novembre 2010 au théâtre municipal de Pertuis[164].

Pertuis est une commune ayant une maison de la culture et des associations (qui depuis 2009 n'est plus le siège d'aucune association) et possédant un gros tissus associatif. En 2009, on recense pas moins de 177 associations :
55 associations sportives ; 60 associations culturelles : Langage (4), Connaissances (14), Jeux de société et d'esprit (5), Activités manuelles et Arts plastiques (11), Patrimoine-traditions (5) échanges culturels (13), Théâtre-spectacle (8) ; 13 associations musicales ;33 associations humanitaires et sociales ; 5 associations petite enfance ; 4 associations Anciens combattants ; 7 associations de quartier.

### Santé
En 1902, les deux hôpitaux de la ville ont fusionné (cf. supra). Un nouvel hôpital fut construit à côté de l'hôpital Saint-Jacques et inauguré le 27 septembre 1972. En 1990, fut construit le premier service des urgences.
Aujourd'hui cet hôpital de proximité rattaché à l'hôpital public d'Aix-en-Provence, comporte 159 lits (médecine : 37, chirurgie : 19, gynéco-obstétrique : 24, moyen séjour : 19, long séjour : 60) plus une maternité de 22 lits. En 2007, l'hôpital a réalisé 45 405 journées d'hospitalisation et 764 accouchements.
En 2008, on pouvait recenser trois maisons de retraites, une publique : la maison de retraite Albrecht et 2 privées : Résidence 3e âge les Maisons du Soleil et la Résidence Saint-Roch.
La ville de Pertuis compte 76 médecins, soit 1 pour 244 habitants (1 pour 294 au niveau national). On dénombre ainsi 23 médecins généralistes et 53 médecins spécialistes : 3 acupuncteurs, 3 homéopathes, 2 angélologistes, 5 cardiologues, 3 dermatologues et vénérologues, 1 neurologue, 1 gastro-entérologue, 5 gynécologues, 2 ophtalmologistes, 2 oto-rhino-laryngologistes, 3 pédiatres, 3 pneumologues, 2 psychiatres, 5 radiologues, 2 rééducateurs fonctionnels, 1 rhumatologue, 1 stomatologue, 3 médecins du sport, 4 psychanalystes, 2 sages-femmes et 1 sexo-thérapeute.
À ces médecins, il faut ajouter : 9 orthophonistes, 3 ostéopathes, 5 pédicures podologues, 26 infirmiers, 19 chirurgiens-dentistes et 23 kinésithérapeutes.
Pour faciliter la vie des Pertuisiens, certains de ces médecins et spécialistes se sont regroupés au Centre médical Provence Luberon.
Il existe aussi sept pharmacies et quatre laboratoires d'analyses médicales, ainsi que trois services d'ambulances privées.

### Sports

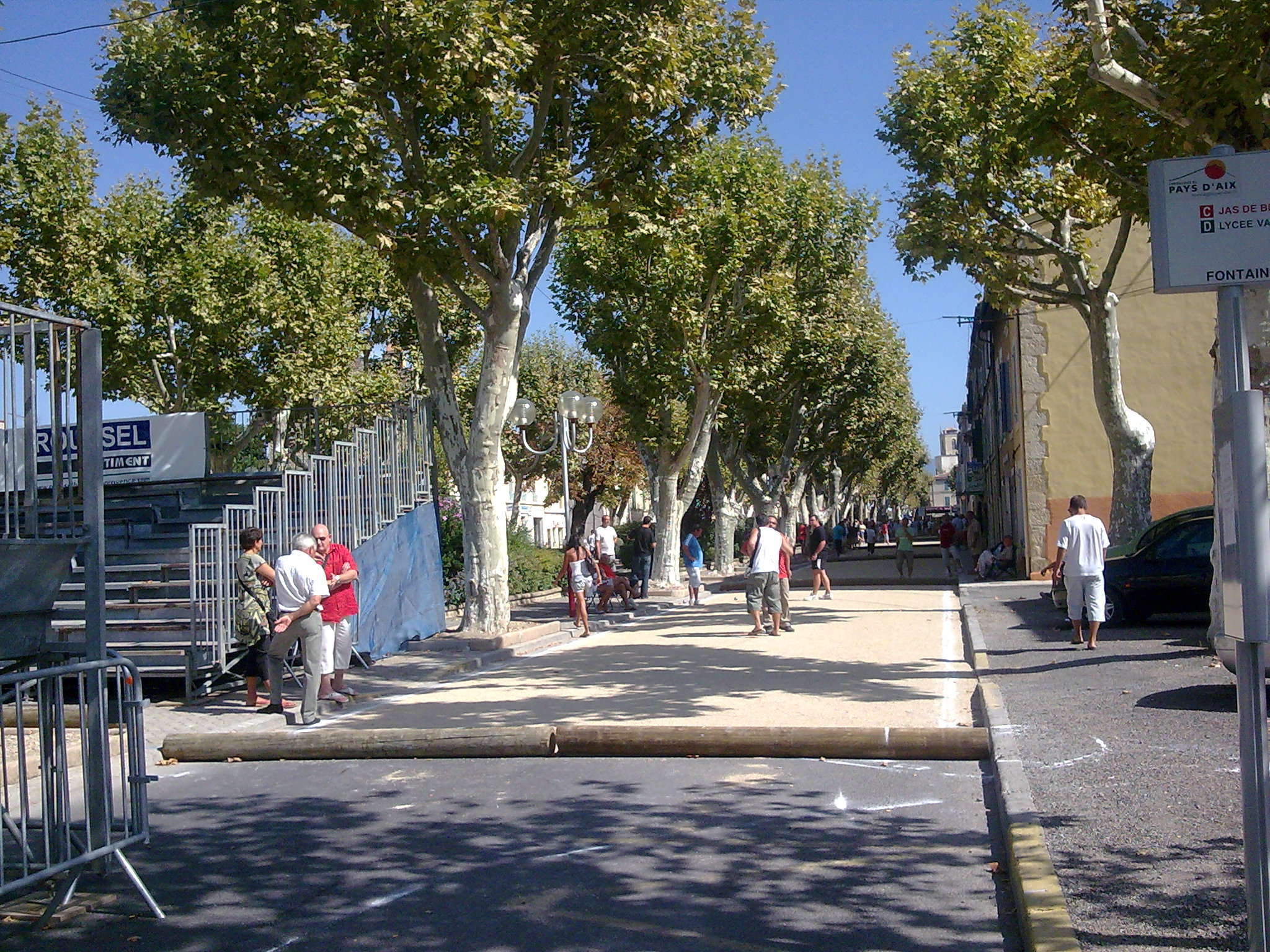
Cours de la République transformé en boulodrome pour le Grand Prix de jeu provençal (14-16/08/2009).

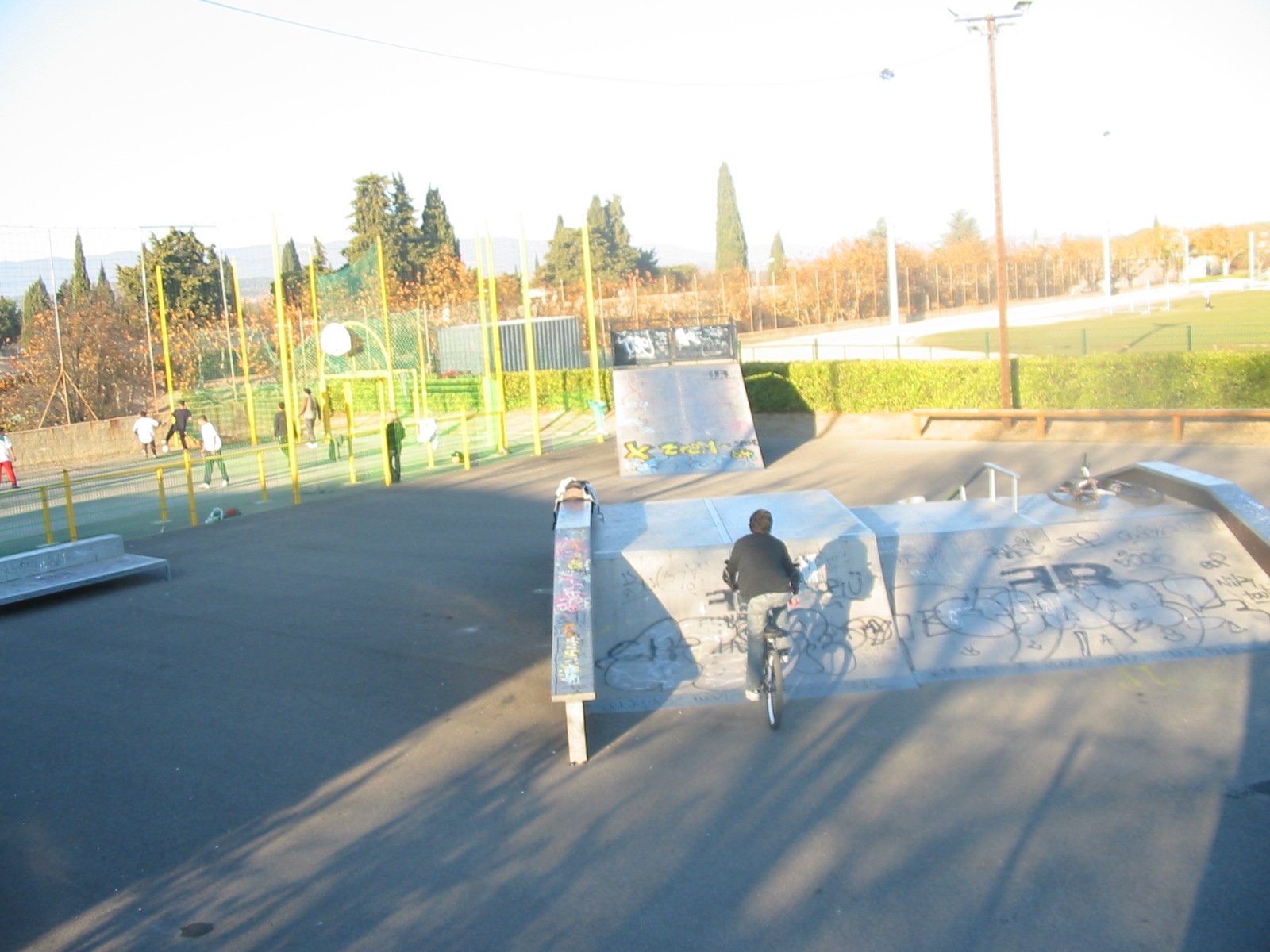
Skatepark stade de Verdun (novembre 2007).

Les Pertuisiens peuvent bénéficier des équipements et services d'un centre de loisirs multisports, complexe Verdun, avec une salle multisport (tennis, basket-ball, handball, volley-ball, etc.), une salle pour la gymnastique, une petite salle pour les associations de gymnastique (LIA, step, gym volontaire), une salle pour le tir (air comprimé), une salle pour le tennis de table, d'un boulodrome, de courts de tennis, d'un skate park, de l'école municipale des sports, le centre aquatique Pertuis Durance Luberon pour la pratique de la natation, l'aquagym et le water-polo, des gymnases du Tourrier et de Saint-Roch ainsi que du complexe sportif du Farigoulier avec le terrain de baseball du Pertuis Baseball Club, terrain du Mini-Bolid Club de Pertuis (modèles réduits auto), club de tir (pour le tir à balle), terrain de moto-cross, terrain de rugby à XV, terrain de slopstyle BMX et VTT, d'une piste d'aéromodélisme. Depuis le 1er novembre 2008, la ville possède une salle à grimper.
Les nombreuses associations sportives, en majorité regroupées au sein du Club Sportif Pertuisien (CSP), utilisent ces équipements qui permettent de pratiquer des sports tels que : aquagym, athlétisme, badminton, baseball, basket-ball, boxe (boxe anglaise et française), canoë-kayak, chasse, course à pied, course d'orientation, cyclisme (cyclisme sur route, cyclo-cross, BMX, VTT, cyclotourisme), danse (danse classique, danse de salon, danse orientale, danse moderne, jazz, hip-hop, country), équitation, escalade, football, frisbee, futsal, gymnastique, handball, kayak, marche, moto-cross, musculation, natation, pêche, plongée, polo, radiomodélisme (voitures et avions), rugby, sports de boules (pétanque, boule lyonnaise, jeu provençal, bowling), tennis, tennis de table, tir, tir à l'arc, trampoline, vol, voile, volley-ball, voltige équestre, yoga, water-polo et arts martiaux (dont le sambo, pratiqué chez Tony Albiol, double champion du monde).
D'autres associations sportives pertuisiennes pratiquent leur activité en dehors de la commune : Ski club Pertuis-Luberon.

### Médias
Pertuis a d'abord eu sa radio FM : Radio 2L (radio 2 Luberon) qui à émis sur 88,0 MHz de 1981 à 1988 (Studio principal à Ansouis et un autre à Pertuis), ensuite la radio a été absorbée par Radio Zinzine. En 2009, les Pertuisiens ont une webradio basée à Pertuis : StudFM. Studfm, dont la devise est « La radio en direct de Pertuis », a été créée par une association loi 1901 : Mégalodon Diffusion sise à Pertuis (et déclarée le 22 juillet 2008 à la sous-préfecture d'Apt). Elle émet sur le Web depuis début 2009 et est animée par des bénévoles. Elle a de nombreux soutiens locaux : le GEPE (groupement des entreprises pertuisiennes et des environs), les vitrines de Pertuis (association des commerçants), la ville de Pertuis, le département de Vaucluse, mais aussi des commerces indépendants. Et depuis le 20 novembre 2010 StudFM émet également sur la fréquence 97,7 MHz et couvre les communes à l'ouest jusqu'à Rognes, au nord Cucuron, à l'est La Bastide-des-Jourdans et au sud Les Platanes

### Cultes

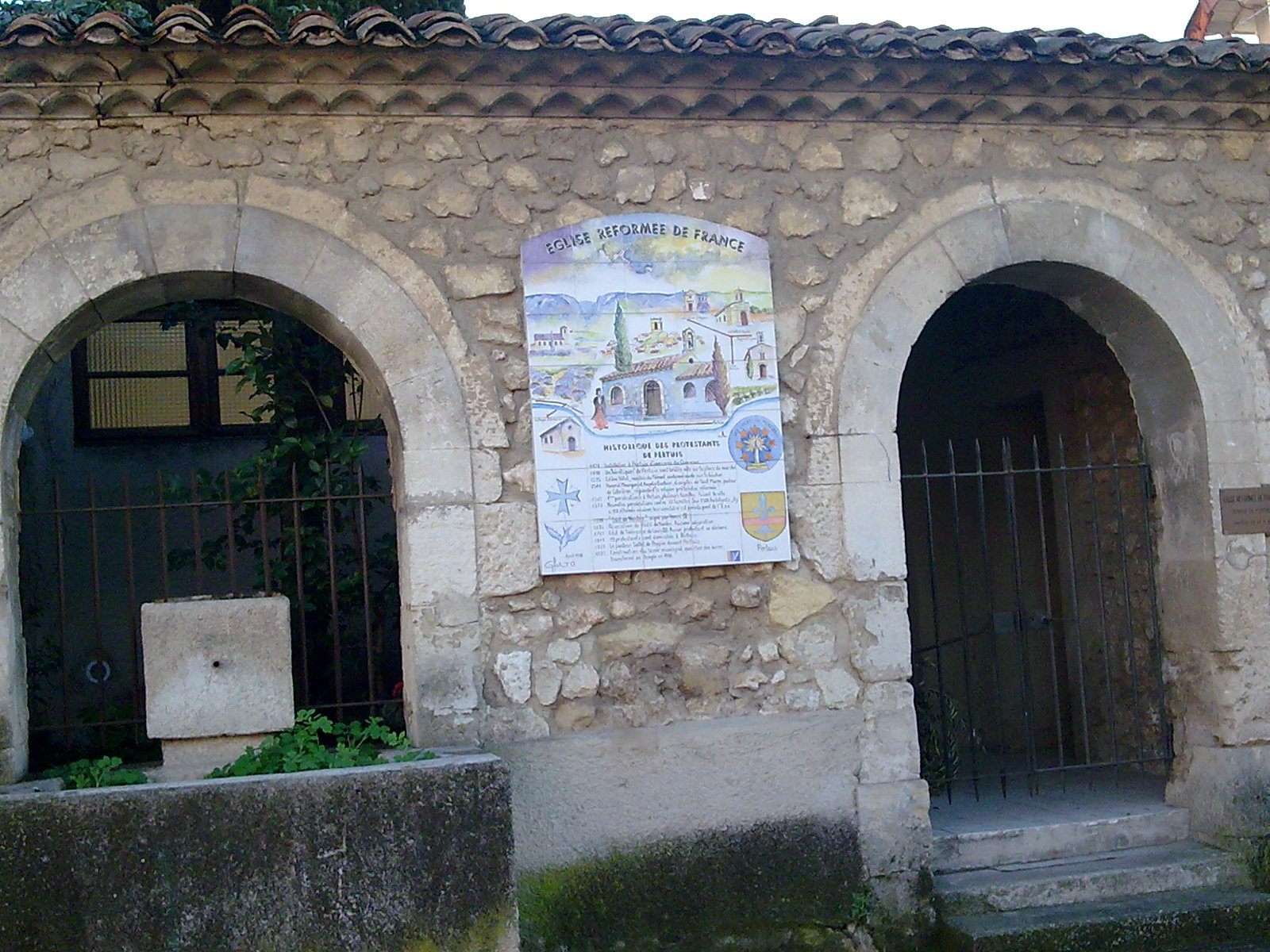
Église réformée de Pertuis.

Pertuis est une ville multi confessionnelle :
Culte catholique : avec l'église Saint-Nicolas. De plus, Pertuis est le siège de la doyenné de Pertuis regroupant 21 communes.
Culte protestant : Il y a le temple rue Marceau qui est un ancien lavoir construit en 1882 et qui a été transformé en temple en 1966; mais aussi le centre évangélique protestant : 123 chemin des Prés ainsi que l'église évangélique tzigane : chemin de la Dourdoille.
Culte musulman : salle de prières rue Bonne. Mosquée rue Grande

### Services publics

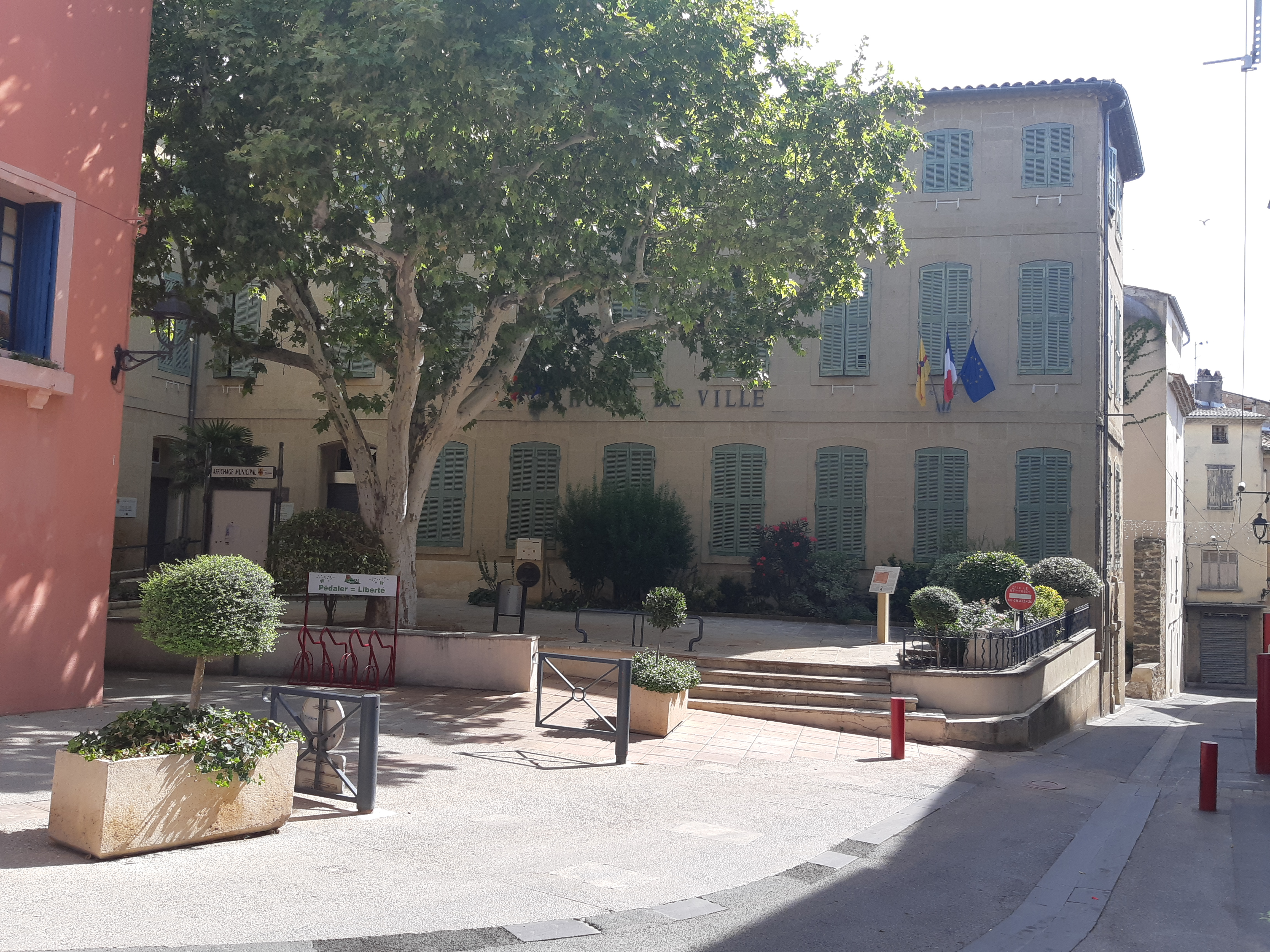
Hôtel de Ville (2018)

#### Service postal
La commune dispose d'un centre de tri postal dans la ZAC Saint-Martin ainsi que d'un bureau de poste au centre-ville.

#### Sécurité
Pour la sécurité, la ville dispose d'une gendarmerie nationale qui gère le même territoire. Une lettre du ministre de l'intérieur Brice Hortefeux le 30 novembre 2009 demande au préfet de Région de « lancer une concertation sur l'hypothèse de céder la circonscription de Pertuis, actuellement sous le contrôle de la police, à la gendarmerie ». La ville dispose également d'une police municipale. La ville s'est également dotée d'un système de vidéosurveillance. Lors d'une séance extraordinaire du conseil municipal du 4 février 2010, celui-ci a délibéré pour placer Pertuis en zone de gendarmerie, malgré les manifestations et protestations des citoyens.

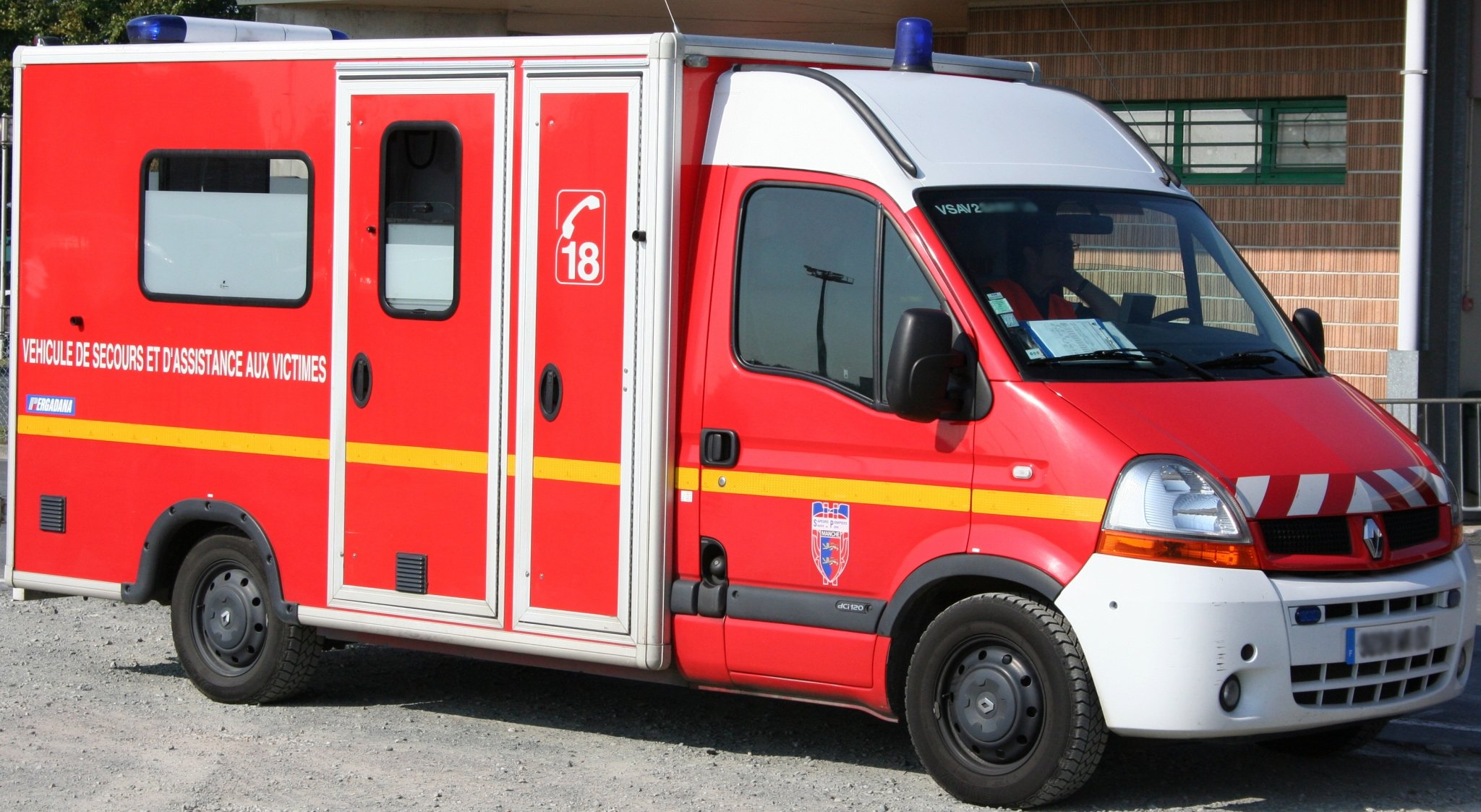
Véhicule de secours et d'assistance aux victimes.

#### Centre de secours
La ville possède un centre de secours principal ultra-moderne qui couvre les cantons de Pertuis et de Cadenet, ce qui représente 51 617 hectares dont 21 028 hectares de forêts. Ce centre a été inauguré le 2 décembre 1991. C'est le troisième emplacement de la caserne en 150 ans, le premier fut le poste rue François-Morel, installé lors de la création de la compagnie de sapeurs pompiers de Pertuis le 4 août 1854. Puis le 4 février 1938 déménagement place Saint-Pierre (locaux actuels de la bibliothèque municipale). Le centre de secours est composé de 22 pompiers professionnels (3 officiers, 12 sous-officiers et 7 hommes du rang), de 65 pompiers volontaires (4 officiers, 17 sous-officiers et 41 hommes du rang), de 15 membres du service santé (8 officiers et 7 sous-officiers), 1 officier vétérinaire, 1 officier pharmacien et un sous-officier administratif soit un effectif total de 102 personnes. Pour accomplir leurs missions les pompiers de Pertuis disposent de 31 véhicules pour l'aide aux personnes, les feux urbains et feux de forêts. Ce centre de secours dispose d'une aire d'atterrissage pour les hélicoptères permettant des évacuations rapides sur les hôpitaux d'Aix-en-Provence ou la Timone à Marseille.

#### Maison de la Petite Enfance
La commune a également créé la Maison de la Petite Enfance (MPE) à petits pas pour la ville et son canton rue du Chanoine-Trouillet. Elle regroupe le service de coordination petite enfance, une crèche collective pour l'accueil régulier d'enfants de 10 semaines à 3 ans, un relais parents assistants maternels (RPAM), un lieu accueil enfants parent (LAEP). La MPE de Pertuis a également une halte garderie pour l'accueil ponctuel d'enfants de 10 semaines à 6 ans rue de Croze.

#### Centre médico-social
Le centre médico-social (CMS) de Pertuis (dont la notion juridique correspond à une définition précise donnée à l'article L. 312-1, I du Code de l'action sociale et des familles) a pour mission : la lutte contre les exclusions, la Protection Maternelle et Infantile (PMI) et la protection de l’enfance (ASE), l’aide aux personnes âgées et handicapées, la prévention sanitaire et les actions de santé. Le CMS de Pertuis reçoit les habitants des communes : Ansouis, Beaumont-de-Pertuis, Cabrières-d'Aigues, Cadenet, Cucuron, Grambois, La Bastide-des-Jourdans, La Bastidonne, La Motte-d'Aigues, La Tour-d'Aigues, Lauris, Lourmarin, Mérindol, Mirabeau, Pertuis, Peypin-d'Aigues, Puget, Puyvert, Saint-Martin-de-la-Brasque, Sannes, Vaugines, Villelaure, Vitrolles-en-Luberon. Le CMS de Pertuis est un des 15 CMS de Vaucluse qui a le plus de communes dépendantes avec celui de Carpentras et celui d'Apt.

#### Centre communal d'action sociale (CCAS)
C'est un établissement public communal doté de la personnalité morale et de l'autonomie budgétaire. Il intervient à deux titres : l'aide sociale légale et l'aide sociale facultative. En ce qui concerne l'aide sociale légale, il intervient dans les domaines suivants : l'instruction des demandes d'aide sociale pour le compte du conseil général, à savoir : les dossiers de l'allocation personnalisée d'autonomie, les dossiers de demande de compensation du handicap, d'aides sociales, les demandes de RSA, et les demandes de fonds solidarité logement, impayés d'énergie, d'éau...

#### Syndicat intercommunal à vocations multiples (SIVOM)
Le syndicat intercommunal à vocation multiple (SIVOM) Durance-Luberon est un établissement public de coopération intercommunale (EPCI) qui regroupe 21 communes des 23 communes (Lourmarin et Vaugines n'en font pas partie) des deux cantons de Pertuis et de Cadenet a pour compétence la distribution de l'eau et l'assainissement. Il a été créé en 1989 par transformation du syndicat intercommunal créé en 1946 mais qui n'avait comme compétence que la distribution de l'eau. Il comprend 22 membres (deux par commune). Son président est Maurice Lovisolo (vice-président du conseil général de Vaucluse). Le prix de l'assainissement est variable dans chaque commune (à cause de la surtaxe communale) alors que celui de l'eau est identique.

## Économie

### Revenus de la population et fiscalité des ménages
En 2007, le revenu fiscal médian par ménage était de 20 589 € pour 11 090 foyers fiscaux, seul 52,2 % de ces foyers sont imposés avec un revenu net de 31 366 € représentant un impôt moyen de 1 769 €,.

### Population active
La population âgée de 15 à 64 ans s'élevait en 2007 à 11 915 personnes (11 322 en 1999), parmi lesquelles on comptait 68,8 % d'actifs dont 60,2 % ayant un emploi et 8,5 % de chômeurs (contre 11,7 % en 1999). En 2007, 45,9 % des actifs ayant un emploi et résidant dans la commune travaillaient à Pertuis, 8,9 % dans une autre commune du département de Vaucluse, 43,6 % dans un autre département, principalement le département des Bouches-du-Rhône et 1,5 % dans une autre région.
La répartition par catégories socioprofessionnelles de la population active de Pertuis fait apparaître une sous-représentation des « cadres et professions intellectuelles » et « ouvriers » et une sur-représentation des « artisans et commerçants » et des « employés » par rapport à la moyenne de la France métropolitaine.
|                             | Agriculteurs | Artisans, commerçants, chefs d'entreprise | Cadres, professions intellectuelles | Professions intermédiaires | Employés | Ouvriers |
| --------------------------- | ------------ | ----------------------------------------- | ----------------------------------- | -------------------------- | -------- | -------- |
| Pertuis                     | 1,5 %        | 9,6 %                                     | 12,7 %                              | 24,4 %                     | 32,0 %   | 19,9 %   |
| Moyenne nationale           | 2,1 %        | 5,9 %                                     | 15,8 %                              | 24,8 %                     | 28,5 %   | 22,9 %   |
| Sources des données : INSEE |              |                                           |                                     |                            |          |          |

### Emploi
En 2007, on comptait 6 772 emplois dans la commune, contre 5 463 en 1999. Le nombre d'actifs ayant un emploi résidant dans la commune étant de 7 227, l'indicateur de concentration d'emploi est de 93,7 % (contre 87 % en 1999), ce qui signifie que la commune offre approximativement un emploi pour tous les pertuisiens actifs.
La répartition par secteurs d'activité des emplois à Pertuis fait apparaître l'importance des secteurs du commerce, des transports et des services. L'emploi tertiaire représente 76 % du total des emplois à Pertuis, contre plus de 75 % en France métropolitaine.
|                             | Agriculture | Industrie | Construction | Commerce, transports, services divers | Administration publique, enseignement, santé, action sociale |
| --------------------------- | ----------- | --------- | ------------ | ------------------------------------- | ------------------------------------------------------------ |
| Pertuis                     | 3,8 %       | 12,7 %    | 7,4 %        | 46,4 %                                | 29,8 %                                                       |
| Moyenne nationale           | 3,1 %       | 14,8 %    | 6,8 %        | 45,1 %                                | 30,3 %                                                       |
| Sources des données : INSEE |             |           |              |                                       |                                                              |

### Agriculture

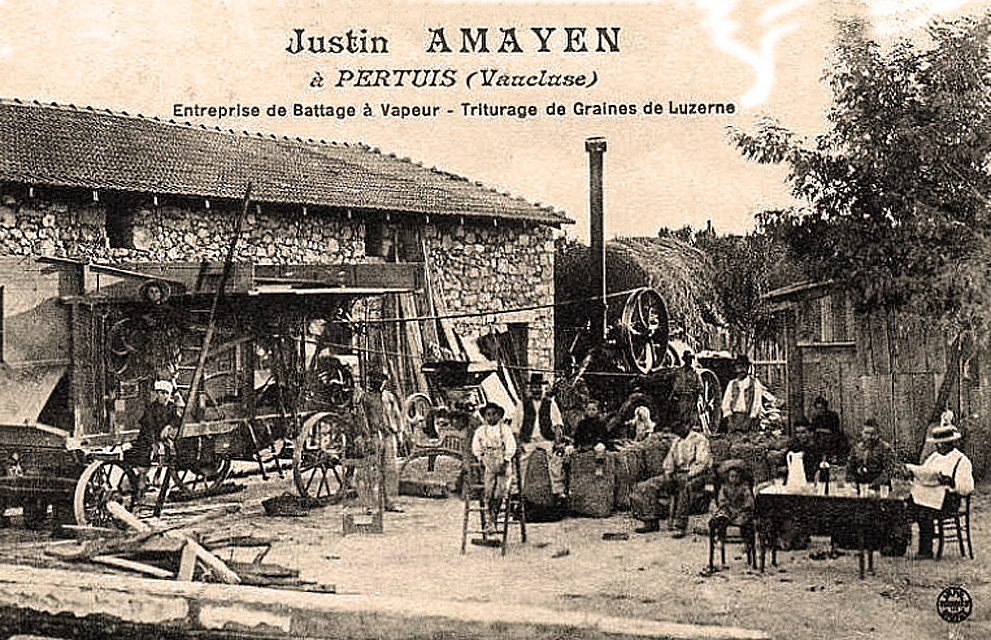
Machine agricole à vapeur pour battage et triturage.

Économiquement, l'agriculture et le tourisme sont les principales activités de Pertuis et ses environs.
La commune, qui pratiquait encore au début du XXe siècle la polyculture vivrière, a opté, au fil des décennies, pour une agriculture orientée vers des productions de qualité. La variété de ses terroirs lui permet de produire de la pomme de terre labellisée, de la tousseelle, de l'huile d'olive AOC, des vins (AOC et vin de pays), des cerises (IGP), de l'agneau de Sisteron, des asperges de Lauris, du miel de Provence AOC, etc.
Actuellement, l'agriculture est en léger déclin : entre 1988 et 2000 le nombre d'exploitations agricoles est passé de 212 à 152 pour une surface cultivée qui est passée de 2 247 à 1 841 ha. C'est surtout la surface des grandes cultures qui a diminué 186 ha au lieu de 306 ha), alors que la surface principale constituée des fruits, légumes et viticulture a augmenté de 1 352 à 1 372 ha.

#### Pomme de terre

Logo de la pomme de terre de Pertuis.

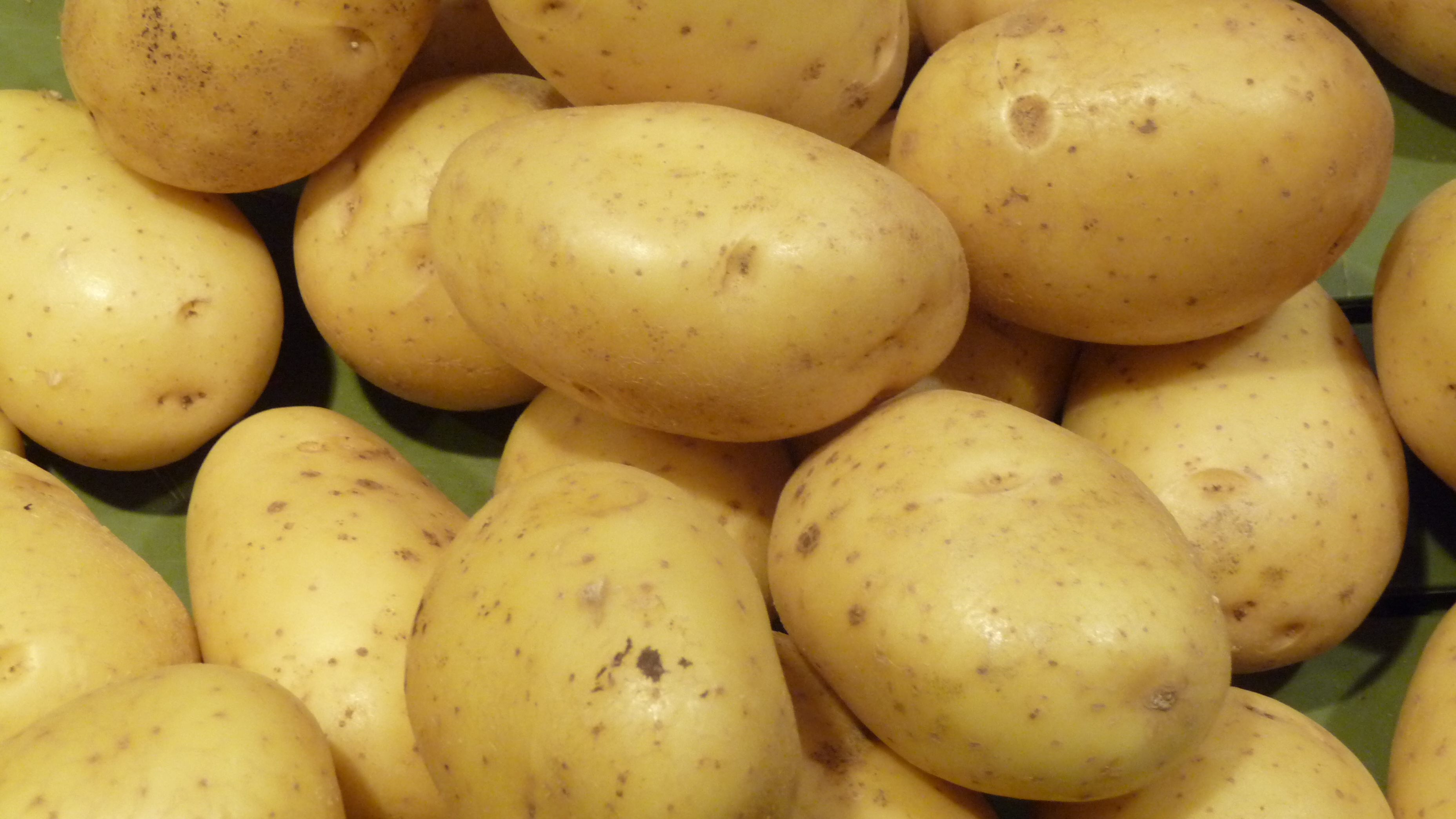
Pommes de terre Monalisa.

Pertuis a été longtemps connue comme une capitale de la pomme de terre, mais cette activité y est maintenant en déclin. Toutefois, en 2008 est créée la « confrérie de la pomme de terre de Pertuis » dont le devise est « égalité, convivialité, tuberculinité  ». Au dernier recensement de l'agriculture, en 1979, 111 hectares de pommes de terre y étaient cultivés et Pertuis fournissait plus de 10 % de la production de Vaucluse. Le 29 janvier 2010, la pomme de terre de Pertuis devient une marque.
Appréciée pour sa valeur gustative et sa bonne aptitude à la conservation, elle possède une typicité liée au terroir sablo-limoneux très favorable de la plaine de la Durance. C'est une pomme de terre à chair jaune : les variétés les plus cultivées sont Monalisa et Samba, non lavée, ce qui en favorise la conservation, cultivée dans la région de Pertuis, Cadenet, Lambesc, Peyrolles et conditionnée en sacs portant le logo officiel de la « Pomme de terre de Pertuis ».
La route gourmande de la pomme de terre de Pertuis parcourt tout le bassin de production de la pomme de terre de Pertuis : le Pays d'Aix-en-Provence, le Luberon et la vallée de la Durance.

#### Touselle blanche de Pertuis

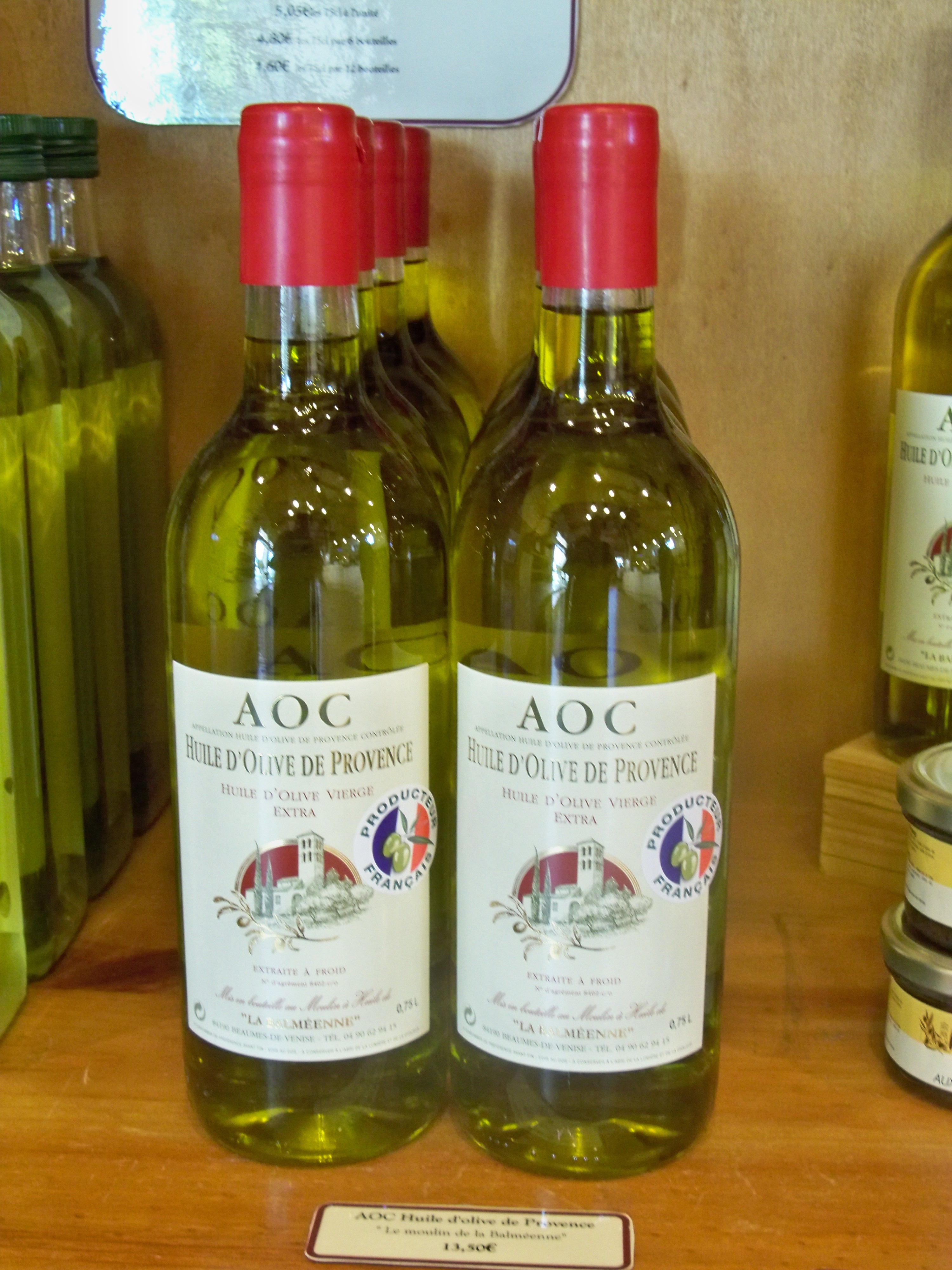
Huile de Provence AOC.

Le blé meunier d'Apt est une variété de blé tendre, dite aussi touselle blanche de Pertuis (datant de la fin du XVIe siècle ou début XVIIe siècle), qui a été retrouvée et identifiée, en 1985, chez un agriculteur retraité de Buoux, par les techniciens du parc naturel régional du Luberon qui lui ont ensuite permis de se multiplier à nouveau. Ce blé était considéré au début du XIXe siècle comme « une espèce de première valeur alimentaire » pour les pâtisseries et en particulier les pompes à l'huile. Sa farine est pauvre en gluten comme toutes celles issues des vieilles variétés de blé. Elle entre désormais dans la composition du galapian, pâtisserie du Luberon à base d’amandes, miel de lavande, melon et bigarreau confit. Sur les pains, utilisant cette farine, des marques en étoiles sont réalisées sur les boules et sur les pavés. Ils sont farinés et pourvus d’une pastille azyme avec le logo « Produit du parc naturel régional du Luberon ».

#### Huile d'olive de Provence AOC
L'huile d'olive de Provence est protégée par une appellation d'origine contrôlée (AOC) à la suite d'une enquête diligentée par l'INAO, dont les conclusions ont été déposées auprès de la commission le 26 octobre 2006, réunie à Arles. La signature du décret parut au Journal officiel le 14 mars 2007
Pour pouvoir postuler à l'AOC, l'huile d'olive de Provence doit être élaborée à base des variétés aglandau, bouteillan, cayon, salonenque ainsi que celles dénommées localement brun, cayet, petit ribier et belgentiéroise. Il faut au moins deux de ces variétés principales présentes au sein de l'oliveraie,.
Dans la commune de Pertuis, quelques oliveraies répondent à ses critères. Les olives sont principalement pressées au Moulin Dauphin de Cucuron, un des derniers moulins de la région et qui date du XIIe siècle.

#### Vignes

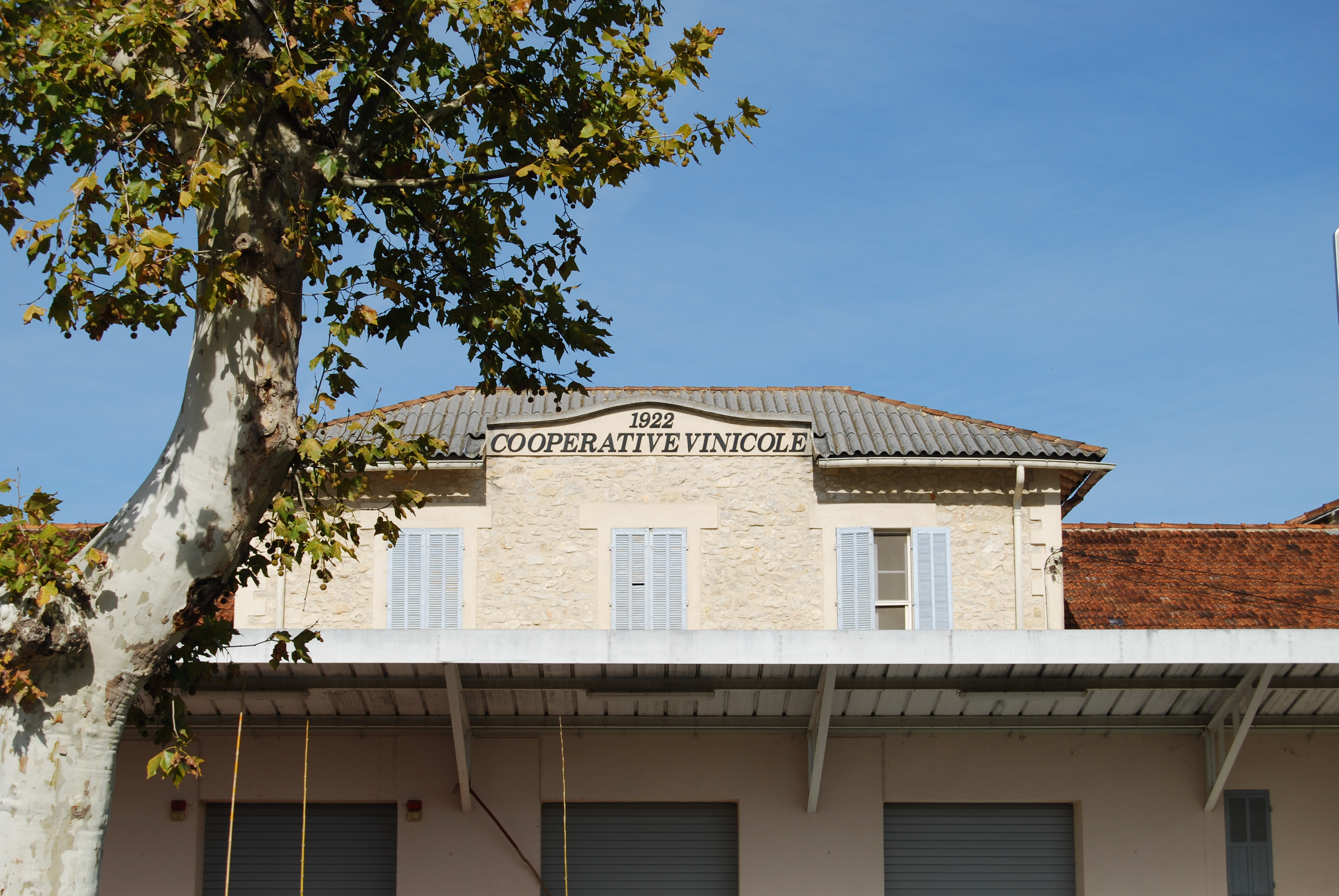
Cave vinicole.

La commune produit des vins ayant quatre appellations reconnues par INAO
, un AOC luberon. Les vins qui ne sont pas en appellation d'origine contrôlée peuvent revendiquer, après agrément, avoir le label indication géographique protégée (IGP) vin de pays d'Aigues, qui peuvent être blanc
, rosé
, rouge.
Les viticulteurs produisent aussi un autre label IGP les Vaucluse (IGP)
qui peuvent être blanc
, rosé
, rouge.
Mais également un autre label IGP Méditerranée (IGP) qui peut être blanc
, rosé
, rouge

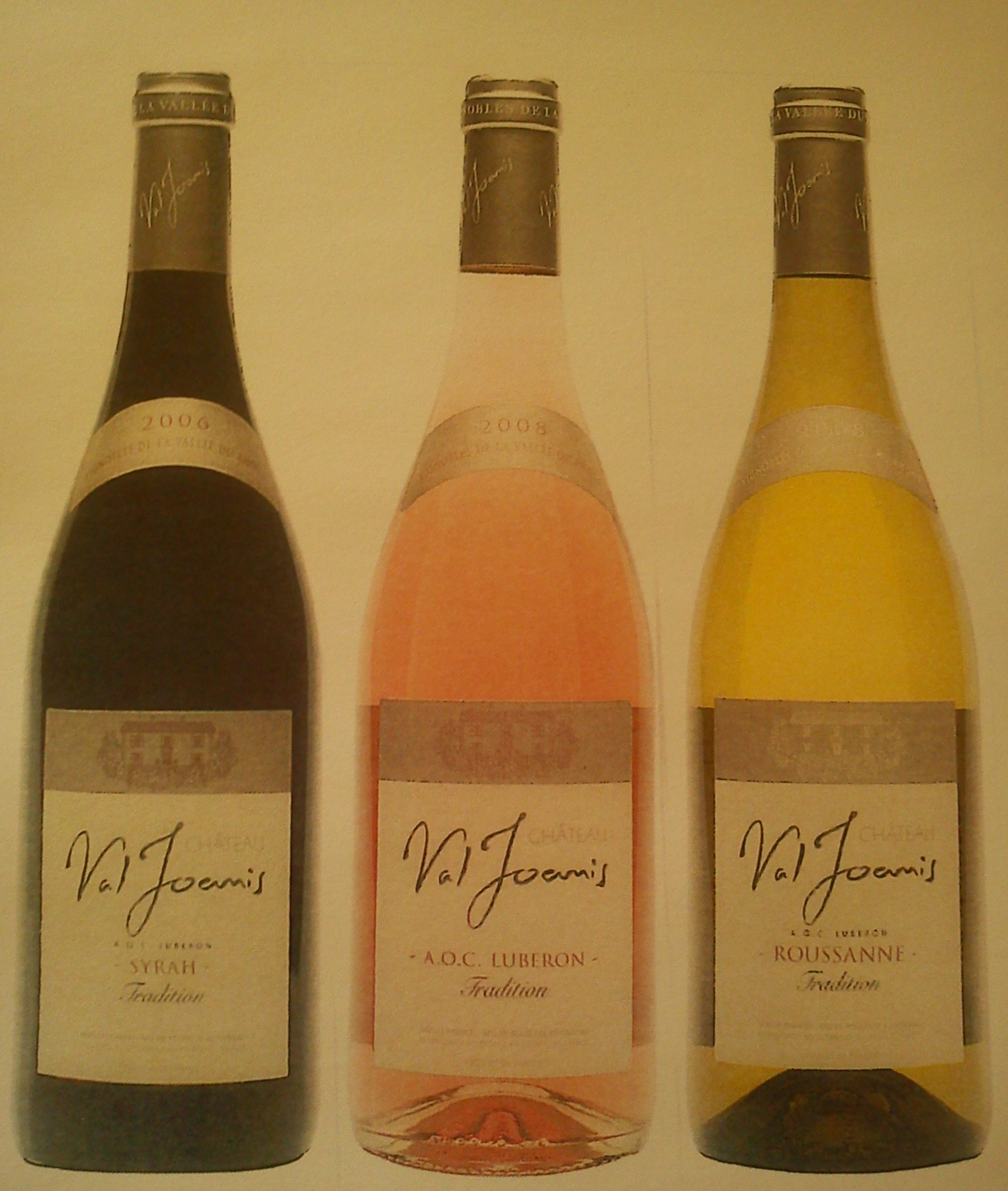
AOC Luberon du Château de Val Joanis.

La commune possède 86 propriétaires de vignes
, dont la plus grande exploitation est le Château de Val Joanis, avec 400 ha
où l'on trouve des côtes-du-luberon (AOC), ainsi qu'au Château du Grand Callamand
et à la Coopérative Vinicole de Pertuis (qui regroupe 97 viticulteurs du canton).
On trouve ainsi les AOC : Château de Val Joanis Rouge
, Château de Val Joanis Rosé
, Château de Val Joanis Rosé
, Réserve Les Griottes (AOC rouge de Val Joanis)
, Réserve Les Merises (AOC rosé de Val Joanis)
, Réserve Les Aubépines (AOC blanc de Val Joanis)
, Réserve des vignes du Chanoine Trouillet (AOC rouge de Val Joanis)
, Château Grand Callamand Rouge, Château Grand Callamand rosé et Château Grand Callamand blanc
L'IGP Vaucluse (IGP) comme la Réserve Les Agasses (blanc de Val Joanis)
, Château Grand Callamand VdP Rouge.
L'IGP Méditerranée (IGP) comme deux vins du Château Grand Callamand le vin noir et le vin blanc
, ainsi que le vin rouge de la coopérative de Pertuis.

#### Cerises
À Pertuis sont cultivées des cerises ayant l'indication géographique protégée « cerises du Ventoux », à savoir que la cerise des coteaux du Ventoux se caractérise par sa production dans la zone des coteaux du Ventoux, par sa cueillette à maturité optimale et par son calibre moyen minimum garanti à 24 mm.

#### Agneau de Sisteron

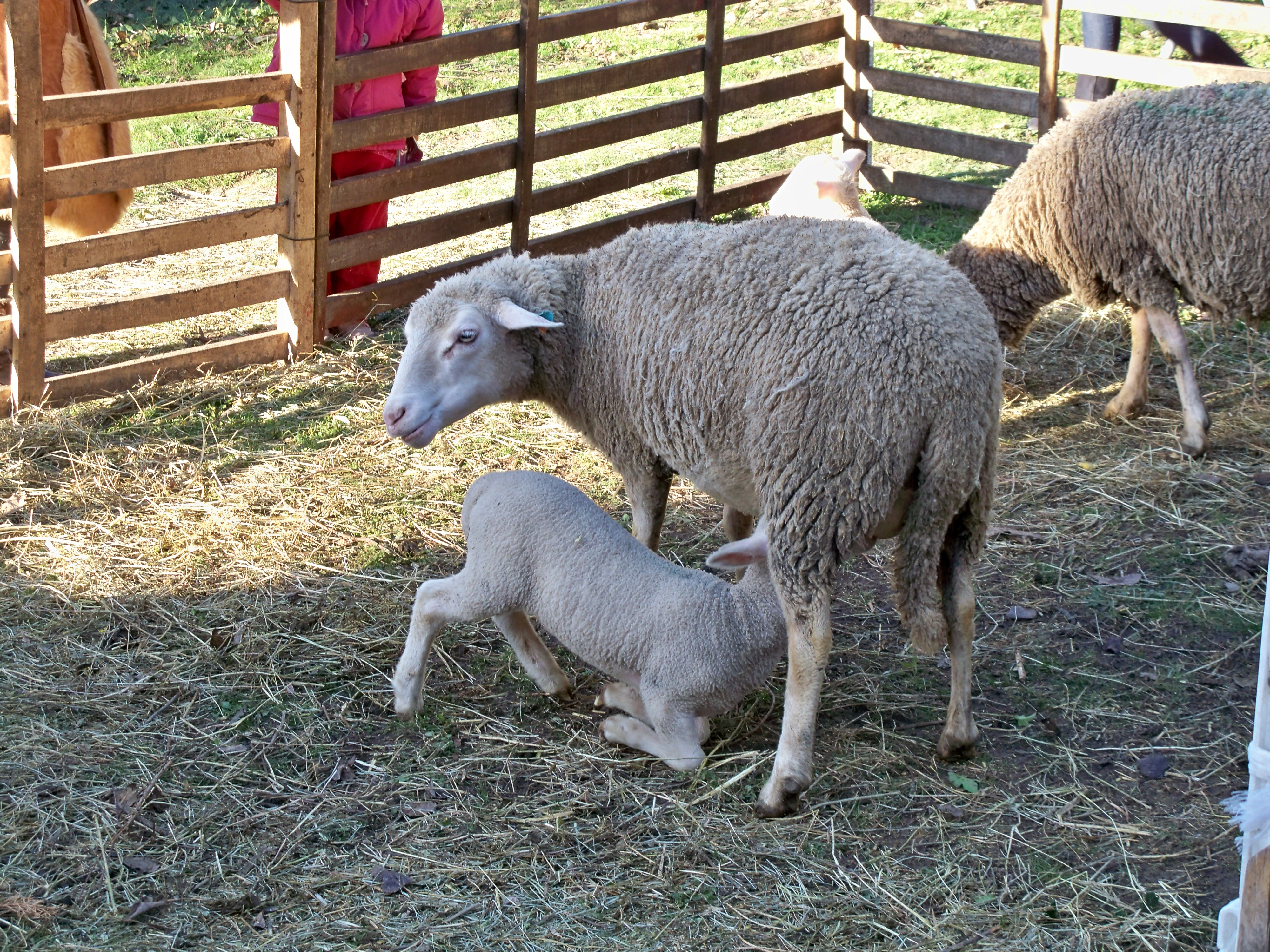
Agneau de Sisteron élevé sous sa mère.

L'agneau de Sisteron est un agneau élevé sous la mère et originaire des Alpes provençales et de la Drôme provençale pendant 60 jours minimum, ayant un âge compris entre 70 et 150 jours et pesant près de 13 à 19 kg. Issus d'élevages traditionnels, avec des mères de races Mérinos d'Arles, Mourérous ou Préalpes du Sud qui les allaitent au moins pendant deux mois, sur un espace pastoral comptant moins de 10 brebis à l'hectare et comportant au minimum 10 hectares de parcours, ces agneaux ont droit, sous le contrôle l'INAO, au label rouge agneau de Sisteron accordé par un décret gouvernemental en date du 3 janvier 2005,. L'exploitation familiale Nicolas Sola Mireille est la seule exploitation de Pertuis è avoir ce label depuis la radiation le 22 avril 2009 de la SARL Equiterres.
Cette exigence de qualité a mis un terme à la pratique de cheptels élevés dans les mêmes conditions, mais provenant d'autres régions dont l'ensemble de la Provence, le Massif central et le Piémont. Chaque année, c'étaient près de 400 000 bêtes qui passaient par les abattoirs de Sisteron profitant d'un certain laxisme pour usurper une provenance recherchée.

#### Asperges

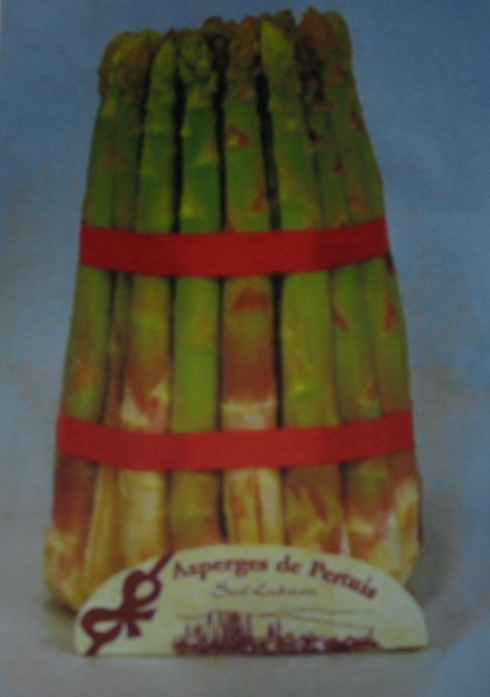
Asperges de Pertuis.

L'asperge verte de Pertuis se cultive depuis le début du XIXe siècle dans la plaine de la Durance, grâce à la légèreté et la fertilité de ses sols. L'asperge verte, contrairement à la blanche, est ramassée lorsque sa tête sort de terre (et ce d'au moins 10 cm). Elle est reconnue de qualité si elle possède un tiers de sa longueur verte.

### Tourisme

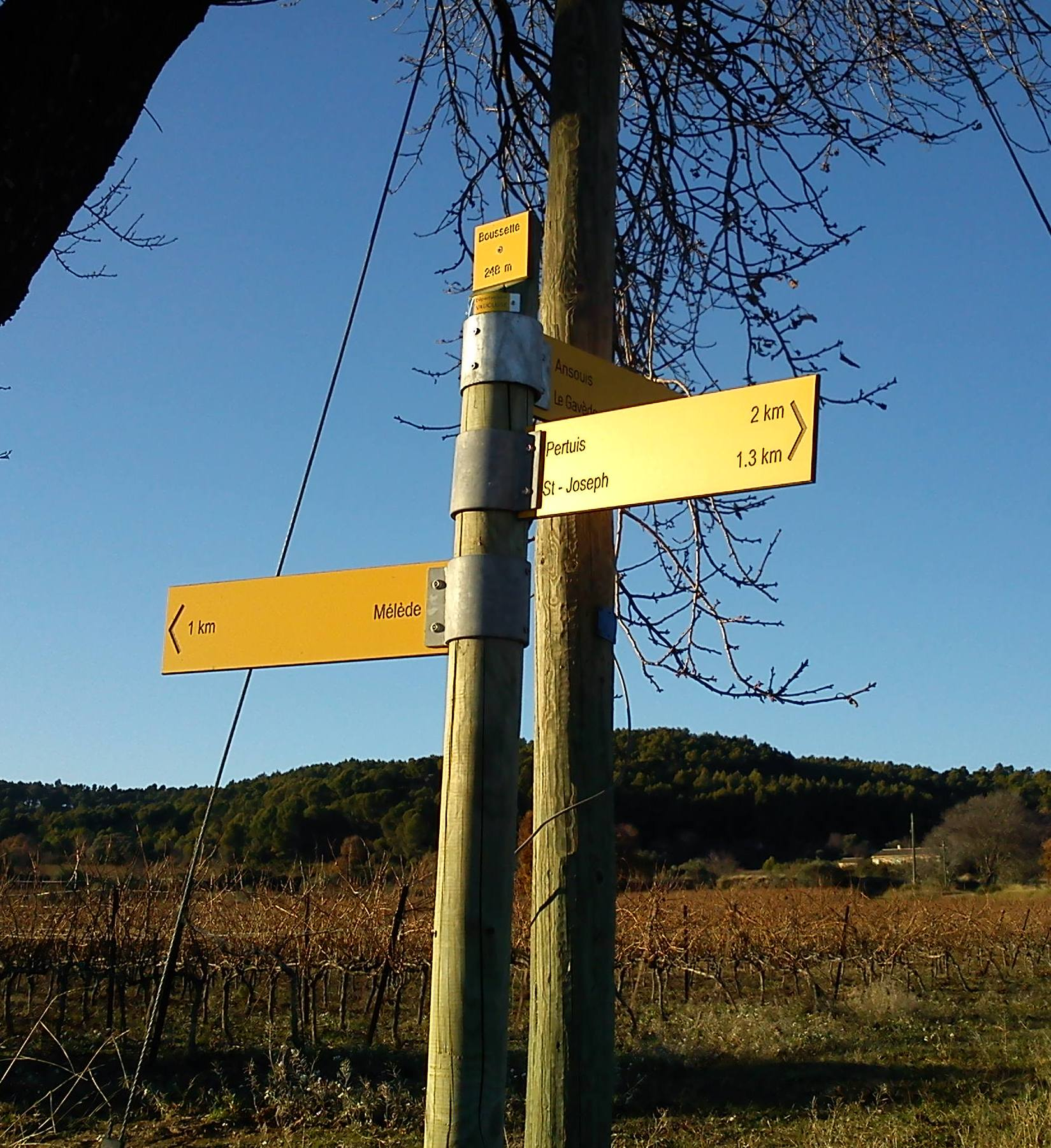
Intersection axe Villelaure - La Tour-d'Aigues et Pertuis -Ansouis lieu-dit Boussette.

Le tourisme, beaucoup plus récent, s'est plus ou moins développé en même temps que celui du Luberon et continue de se développer (office de tourisme, hôtels, camping, chambres d'hôtes, gites, etc.) Entre 2006 et 2010, si la capacité d'accueil au niveau camping est la même avec un camping 3 étoiles de 180 emplacements, l'offre hôtelière s'est accrue par transformation ; il y a toujours un hôtel trois étoiles de 46 chambres, l'hôtel de deux étoiles à 13 chambres a disparu, mais deux hôtels sans étoile furent créés, un en 2006 de 59 chambres et un en 2009 de 37 chambres, soit une capacité hôtelière de 142 chambres au lieu de 59. La ville comporte beaucoup de chambres d'hôtes et de gites offrant des capacités de deux à plus de dix, ainsi que de belles demeures provençales comme Le mas d'Orianne.
Dans la commune existent de nombreux sentiers balisés pour piétons dont l'axe Villelaure- La Tour-d'Aigues, mais aussi Pertuis-Ansouis, ainsi que des circuits vélo/vtt, en particulier les circuits Grambois-Pertuis-bord de la Durance long de 45 km pour 588 m de dénivelé et Entre Durance et Luberon long de 52 km pour 1 086 m de dénivelé.

### Entreprises

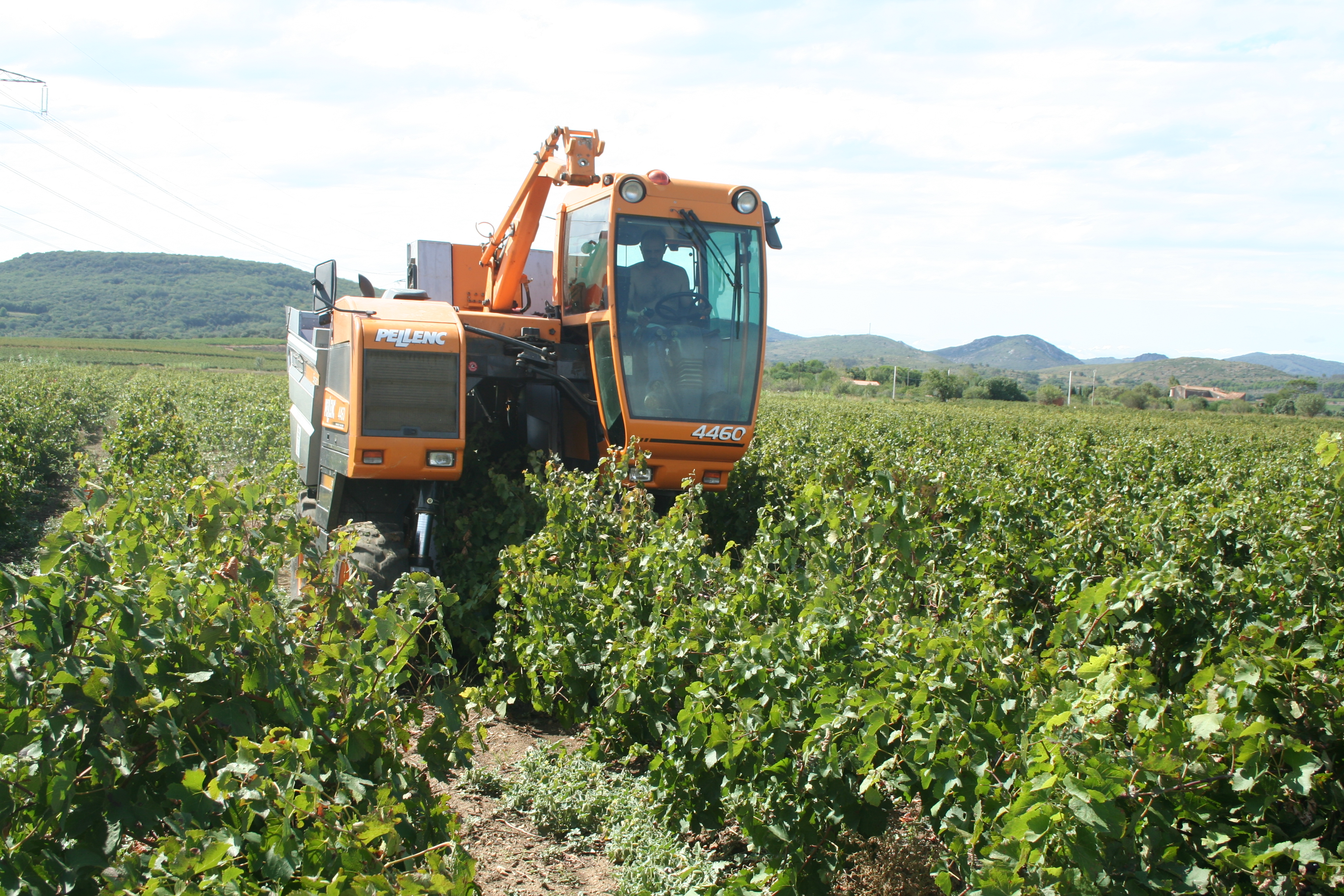
La machine à vendanger Pellenc en action dans le vignoble du Languedoc.

Aujourd'hui, Pertuis est en pleine mutation économique avec l'arrivée de nombreuses entreprises, caractérisée par 339 créations (dont 214 individuelles) en 2009 (240 en 2008, 199 en 2007), s'implantant sur le parc d'activités de Saint-Martin situé entre la Durance et le centre-ville. Il accueille des activités de hautes technologies comme l'informatique ou les techniques de recyclage automatisé. Au 1er janvier 2009, la commune comportait 1 938 entreprises, dont 14 de plus de 50 salariés et 1 220 sans aucun salarié.
La ville possède une antenne de la Chambre de commerce et d'industrie de Vaucluse.
Quatorze entreprises de Pertuis ont un chiffre d'affaires supérieur à cinq millions d'euros en 2010 (contre 12 en 2009).
La plus grosse entreprise de la ville est le groupe Pellenc qui est le 6e entreprise employeur du département de Vaucluse. Le groupe est constitué de Pellenc SA (avec un chiffre d'affaires de plus de 77 millions d'euros et 339 salariés au 31 décembre 2010) et sa filiale Pellenc Sélective Technologie (13 970 000 € de chiffre d'affaires et  105 salariés au 31 décembre 2009). L'entreprise est spécialisée dans la construction de machine à vendanger.
Les autres sociétés importantes de la ville sont l'Hypermarché Hyper U et Auto Escape (société de location automobiles), puis La Salaison Pertuisienne (grossiste en charcuterie), la station essence Station Sud, Pagès Motoculture (commerce de gros de matériel agricole), la SCA de Ceréales (Céréalis), JEM Publicité (fabrication d'appareils électroménagers), l'instrustriel en chaudronnerie du domaine du nucléaire SOCOMELU et l'installateur en climatisation et cuisines pour professionnels Pertuis Froid.
| Société                                           | Chiffre d'affaires | Chiffre d'affaires | Chiffre d'affaires    | Bénéfice Net | Bénéfice Net   | Bénéfice Net          | Emploi    | Emploi  |
| ------------------------------------------------- | ------------------ | ------------------ | --------------------- | ------------ | -------------- | --------------------- | --------- | ------- |
|                                                   | 2010               | 2009               | Variation sur 12 mois | 2010         | 2009           | Variation sur 12 mois | 2010      | 2009    |
| Centre de Distribution Provence Luberon (Hyper U) | 79 890 000         | 81 651 000         | -2,16 %               | 1 570 000    | 1 533 000      | +2,61 %               | 293       | 273     |
| Groupe Pellenc                                    | 77 625 700         | 71 300 000         | +8,87 %               | 3 392 400    | 3 800 000      | -10,73 %              | 339       | 327     |
| Carrefour Market                                  | n.c.               | n.c.               |                       | n.c.         | n.c.           |                       | n.c.      | n.c.    |
| Auto escape                                       | 29 930 000         | 27 630 000         | +8,32 %               | 410 000      | 20 000         | +1950,00 %            | 43        | 49      |
| La Salaison pertuisienne                          | 18 230 000 2009    | 17 230 000 2008    | +5,80 %               | 200 000 2009 | 2 100 000 2008 | -4,76 %               | 59 2009   | 53 2008 |
| Pellenc Selective Technologie                     | 13 970 000 2009    | 19 310 000 2008    | -27,65 %              | 170 000 2009 | 2 140 000 2008 | -92,06 %              | 105 2009  | 98 2008 |
| Station Sud                                       | 9 455 000 2009     | 11 213 000 2008    | -15,68 %              | 115 000 2009 | 49 000 2008    | +134,69 %             | n.p. 2009 | 6 2008  |
| Pagés Motoculture                                 | 9 483 600          | 9 117 000          | +4,02 %               | 25 900       | 41 000         | -36,83 %              | 43        | 42      |
| SCA de Ceréales (Céréalis)                        | 5 009 500          | 7 960 000          | -37,07 %              | −165 700     | 80 000         | -307,12 %             | n.p.      | n.p.    |
| JEM Publicité                                     | 6 987 000          | 6 133 000          | +13,92 %              | 600 000      | 402 000        | +49,25 %              | 42        | 34      |
| SOCOMELU                                          | 5 080 000          | 5 350 000          | -5,05 %               | 160 000      | 30 000         | +433,33 %             | 40        | 38      |
| Pertuis Froid                                     | 5 053 000          | 6 538 000          | -22,71 %              | 286 000      | 486 000        | -41,15 %              | n.p.      | 27      |

NOTE : n.p. = non précisé, n.c.= non communiqué
Ce tableau montre que, si certaines entreprises ont vu leur chiffre d'affaires diminuer, cela est dû à la crise économique de 2008-2010, par contre toutes, sans exception, ont, entre 2008 et 2009, embauché du personnel.

## Culture locale et patrimoine

### Lieux et monuments

#### Monuments classés

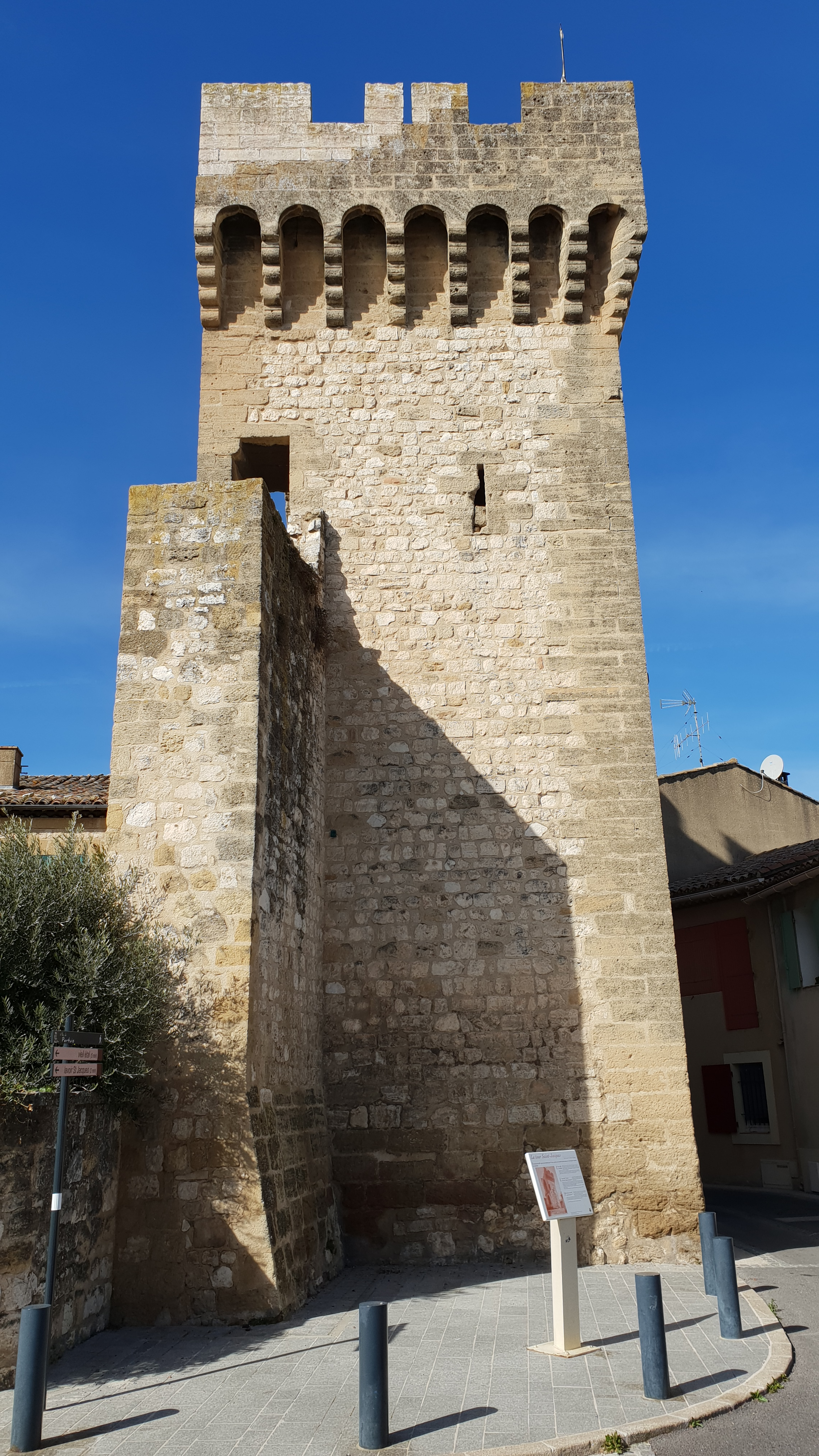
Tour Saint-Jacques en 2019.

La commune de Pertuis possède 130 monuments qui sont soit classés monument historique soit inscrits à l'Inventaire général du patrimoine culturel :
L'église Saint-Nicolas (XVe – XVIe siècle) classée depuis le 14 octobre 1911. Quand l'église Saint-Pierre menace de s'écrouler, son mobilier est déplacé à l'église Saint-Nicolas qui devient église paroissiale le 25 janvier 1398. Une nef à trois travées, voûtée d'ogive, étayée de puissants contreforts extérieurs, tel est l'aspect de la nouvelle église à la fin du XIVe siècle. Au XVIe siècle l'église est agrandie. En 1514, l'abbé de Montmajour, prieur de Pertuis, fait construire une quatrième travée de nef à l'ouest des trois déjà existantes. Au XVIIe siècle, avec la construction des chapelles méridionales (chapelle Saint-Venture, du Rosaire, Saint-Honorat et Saint-Antoine, Saint-Raymond) l'église prend sa physionomie actuelle. Le tremblement de terre de 1909 endommage les voûtes et la toiture.
La tour Saint-Jacques du XIVe siècle inscrit depuis le 5 avril 1930. Cette tour est la seule survivante des sept tours carrées du rempart du XIVe siècle.
La façade de la maison dite de la Reine Jeanne (rue de Beaujeu) (propriété privée) depuis le 12 janvier 1931. Mais un mystère demeure : de quelle reine Jeanne s'agit-il ? Jeanne Ire, comtesse de Provence, reine de Naples, assassinée en 1382, ou de Jeanne de Laval, qui épouse le roi René le 10 septembre 1454. Cette maison est une énigme : pour qui fut-elle construite ? Le plus probable est le Duc de La Valette, gouverneur de Provence de 1587 à 1592, quand il établit le siège de son gouvernement à Pertuis, restée fidèle au Roi. En effet, la construction peut être datée des années 1585-1590.
Le Beffroi du XIIe siècle devenu l'office de tourisme depuis le 21 décembre 1984, c'est le seul vestige du château construit par Guillaume de Forcalquier[Lequel ?], l'horloge a été fabriquée par la maison Paul Odobay dans le Jura en 1887, en remplacement de la vieille horloge âgée de quatre siècles, qui faisait sonner les cloches.
La chapelle de la Charité (ancien hôpital de la charité - cadastrée K1246) (début du XVIIe siècle) classée monument historique depuis le 11 octobre 1984.
Façade d'un immeuble du XVIe siècle au 77 rue Durance classé par arrêté du 2 décembre 1988.
La Bastide de la Loubière aux Iscles de la Loubière depuis le 16 novembre 1989, datant de la fin du XVIe siècle est une propriété privée et ne se visite pas.
Pigeonnier (cadastre I 1404) situé à Pertuis du château de la Reine Laure sis à Villelaure depuis le 21 août 1992.
L'ancien couvent des Carmes depuis le 7 septembre 1997. À l'origine couvent de Grands Carmes, fondé à Pertuis à l'extrême fin du XVe siècle. Après la destruction de la première église par une tornade en 1515, on rebâtit l'édifice actuel de 1521 à 1535. Le campanile a été ajouté en 1559. Le bâtiment a très peu évolué jusqu'à la fin du XVIIIe siècle. Vendue comme bien national sous la Révolution, l'église est devenue un théâtre, puis à la fin du XIXe siècle, un magasin de quincaillerie jusqu'à sa fermeture et son classement monument historique, avant de devenir en 2012 un pôle multimédia, construit par la communauté d'agglomération du pays d'Aix.

#### Objets classés
En plus des monuments, le ministère de la culture en a classé 28 au titre des objets des monuments historiques. Ces objets sont conservés dans quatre lieux : cinq dans la chapelle de l'ancienne Charité, un dans la chapelle de la Charité, un dans la chapelle du collège et vingt-et-un dans l'église Saint-Nicolas.
Dans la chapelle de l'ancienne Charité on trouve cinq objets qui ont été classés le 10 septembre 1971 : Deux clôtures de chapelle en fer forgé datant de 1755, autel, tabernacle, retable, tableau : la Vierge à l'Enfant entre saint François d'Assise et saint Joseph datant du XVIIe siècle, bannière de procession de saint Roch datant de 1851, clôture de chœur datant du XVIIIe siècle et tabernacle, retable, deux tableaux : sainte Anne la Vierge et l'Enfant Jésus entourés de saints, Dieu le Père et le Saint Esprit datant du XVIIe siècle.
Dans la chapelle de la Charité on trouve un objet qui a été classés le 22 février 1979 : tableau : saint Félix de Cantalice et l'Enfant Jésus datant du XVIIe siècle.
Dans la chapelle du collège on trouve un objet qui a été classé le 2 août 1911 : chaire à prêcher datant du XVIIIe siècle.
Dans l'église Saint-Nicolas on trouve vingt-et-un objet qui ont été classés à différentes dates.
Le 5 décembre 1908 : retable, tableau : la Vierge de consolation entre saint Sébastien et saint Roch datant du XVIe siècle, statue : Berger en adoration datant du XVIe siècle, retable, trois bas-reliefs : Scènes de la vie de saint Crépin et de saint Crépinien datant des XVIe siècle et XVIIe siècle, tableau : le Couronnement de la Vierge datant du XVIIe siècle,
tableau : Josué arrêtant le soleil, cadre peint par Gilles Garcin datant du XVIIe siècle, chaire à prêcher datant du XVIIIe siècle, tableau : la Présentation de la Vierge peint par Jean Daret datant du XVIIe siècle, tableau : le Mariage de la Vierge datant du XVIIIe siècle, tableau : l'Adoration des bergers datant du XVIIIe siècle,
vantaux et tympan du portail principal datant du XVIe siècle, tableau : l' Echelle de Jacob, cadre peint par Gilles Garcin datant du XVIIe siècle, tableau : saint Paul à Ephèse, cadre datant du XVIIIe siècle, tableau : Moïse rapportant les tables de la loi, cadre datant du XVIIIe siècle, tableau : le Sacrifice d'Abraham, cadre peint par Gilles Garcin datant du XVIIe siècle, tableau : Zacharie dans le temple, cadre datant du XVIIIe siècle, tableau : le Jugement de Salomon, cadre datant du XVIIIe siècle, puis le 8 mars 1933 : tombeau, bas-relief : Trois personnages sous des arcatures datant du XIVe siècle, châsse datant de 1598, plaque commémorative datant de 1772, le 24 avril 1961 : autel, tabernacle datant du XVIIIe siècle et le 26 juin 1991 : orgue de tribune datant de 1598, orgue de tribune : partie instrumentale de l'orgue datant de 1598.

#### Autres monuments
Pertuis possède d'autres lieux remarquables :

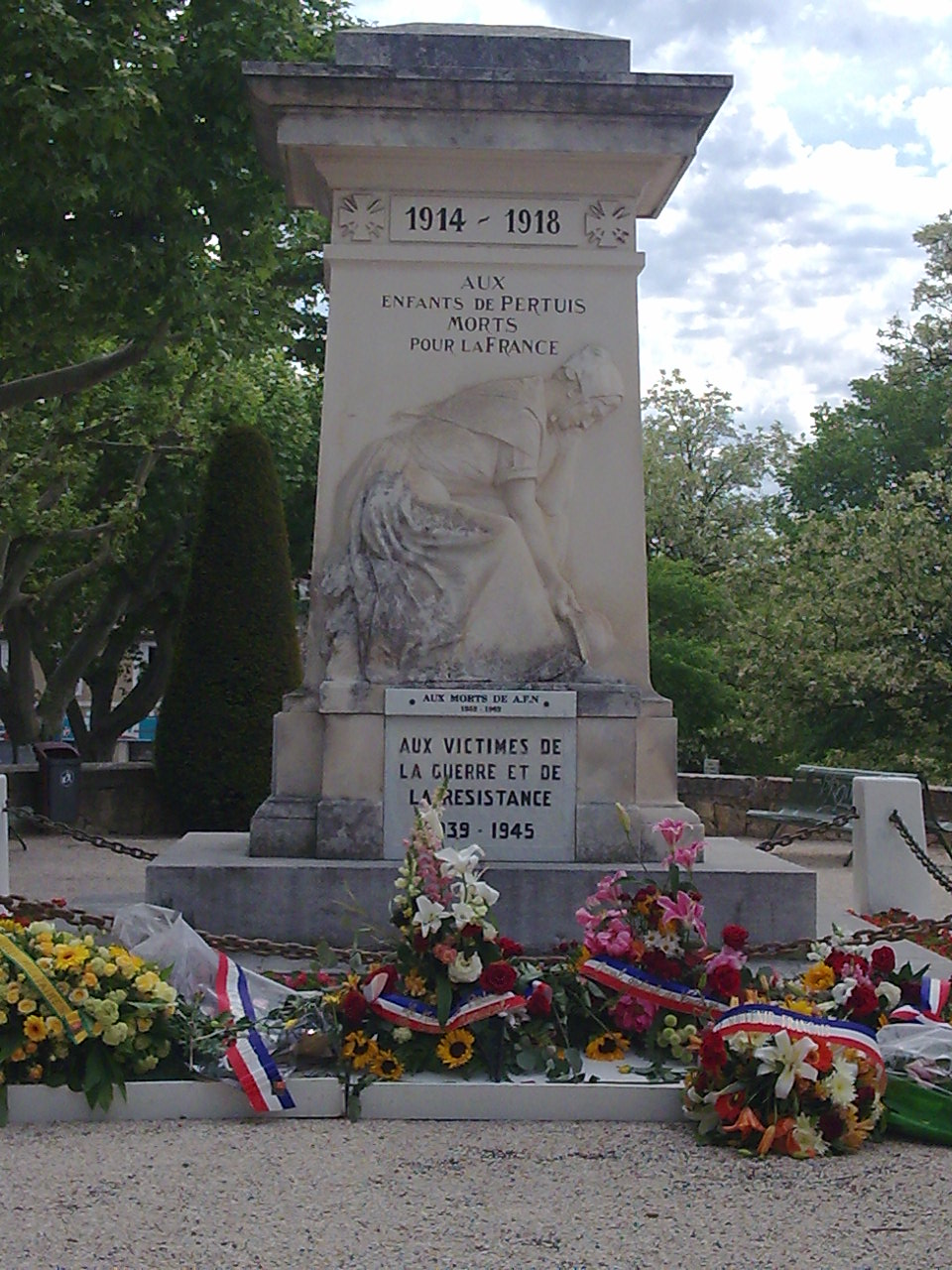
Monument aux morts.

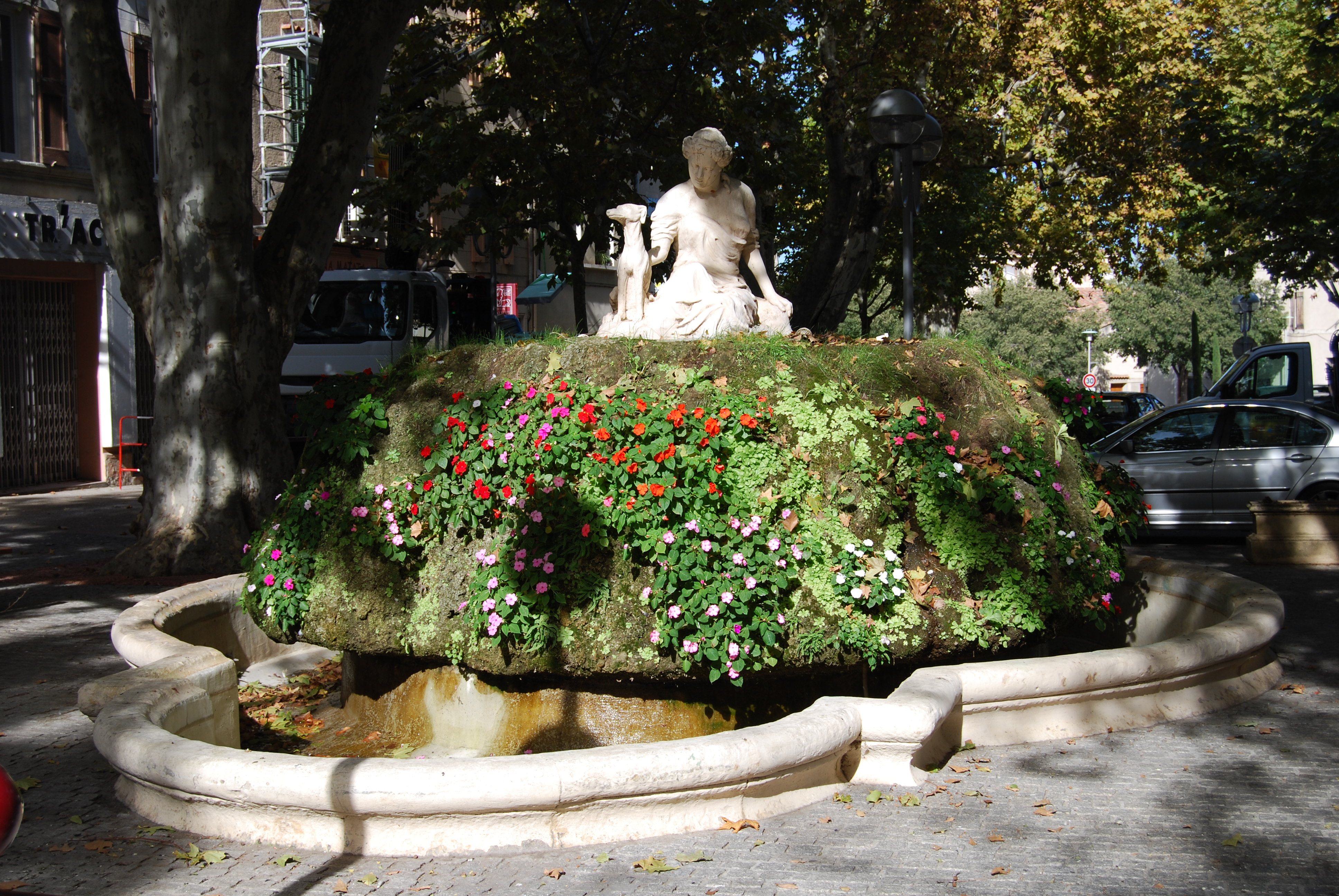
Fontaine de la Diane.

- La chapelle Saint-Roch. En 1528, le conseil de la ville décide de « prendre saint Roch pour un patron de la ville, avec promesse de célébrer, le 16 août, le saint dimanche afin d'obtenir par son intercession la santé publique ». Il faut attendre l'épidémie de 1640 pour que les Pertuisiens exécutent ce vœu. Antoine et Barthélémy Puget, deux maçons pertuisiens, construisirent, en 1651, une petite chapelle à nef unique plafonnée avec une porte en plein-cintre ornée de bossages. La chapelle est inaugurée le 10 août 1652. La cloche est volée en 1700 et la chapelle pillée en 1740. En 1760, les pertuisiens entreprennent sa restauration et construisent une petite sacristie. Vendue comme bien national en 1796, la chapelle est rachetée par la municipalité qui l'entretient et la restaure.

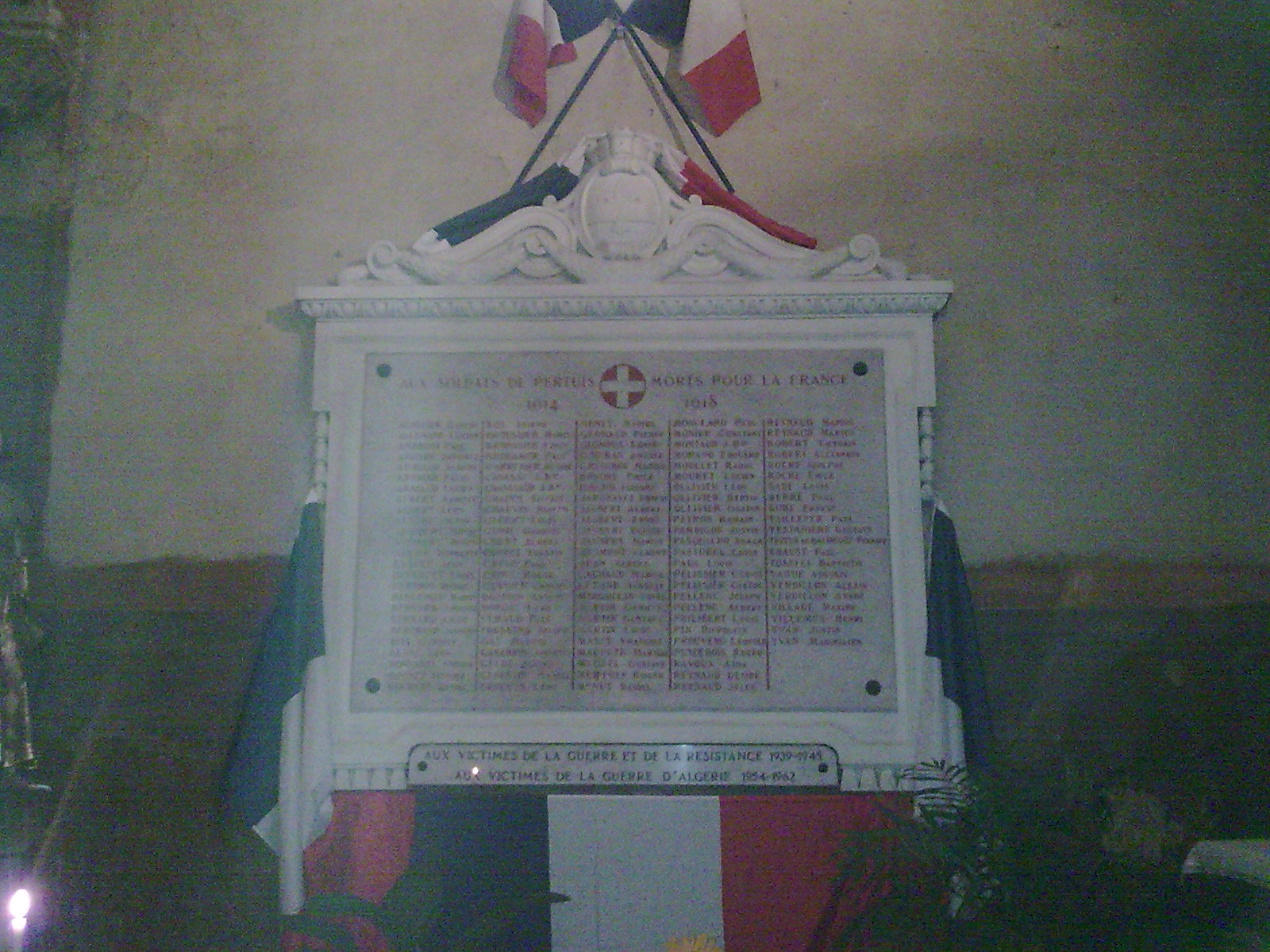
Plaque commémorative dans l'église Saint-Nicolas.

- L'hôtel Mirabeau situé sur la place du marché, avait toutes les caractéristiques d'un hôtel particulier aixois. C'est dans cette demeure que sont nés Victor, Joseph et Alexandre-Louis de Riqueti de Mirabeau. Il n'en reste plus rien de nos jours, car en 1928, les frères Gustave et Henri Roux vendirent le portail en kit à des ressortissants américains.
- L'hôtel Cornarel (24 rue de la Tour) possède une cage d'escalier avec rampe en fer forgé du XVIIe siècle, gypseries, peintures murales et boiseries d'époque Louis XV.
- Fontaines des XVIe et XIXe siècles dont la fontaine Morel en bas du cours de la République, fontaine en l'hommage de François Morel, maire de la cité. Cette fontaine est surmontée d'un buste sans bras, donc qui ne peut pas mettre la main au portefeuille, ce qui a donné l'expression pertuisienne pour éconduire un créditeur : « Va te faire payer par Morel »[309]. Mais aussi la fontaine verte, car elle est peinte en vert et non recouverte de mousse comme la fontaine de la Diane.
- Le monument aux morts des guerres de 1914-1918, 1939-1945 et d'Afrique du Nord (AFN) (sur la photo la plaque AFN a été rajoutée au-dessus de la guerre 1939-1945), situé avenue de la Liberté. Une particularité de ce monument est que la liste des morts de 1914-1918 est sur une stèle dans une chapelle de l'église Saint-Nicolas.
- Le pont de Saint-Antoine, sur l'Eze

#### Hôtel de ville
C'est à la fin du XVIIIe siècle que la maison commune fut transférée dans l'immeuble actuel ; c'était l'hôtel particulier de la famille de Croze, acquis par la ville en 1827. Auparavant, il appartenait à la famille Archimbaud, dignitaires et personnalités de Pertuis depuis 1380, date de la nomination du premier syndic de la ville pour la famille Archimbaud. En 1639, il accueille le prince Jean II Casimir Vasa (Jan Kazimierz Waza), futur roi de Pologne. Le 29 septembre 1711, Louis Archimbaud l'échangea avec Joseph de Croze contre une maison rue du Marché et une somme de 2 250 livres.

### Patrimoine culturel
Théâtre municipal

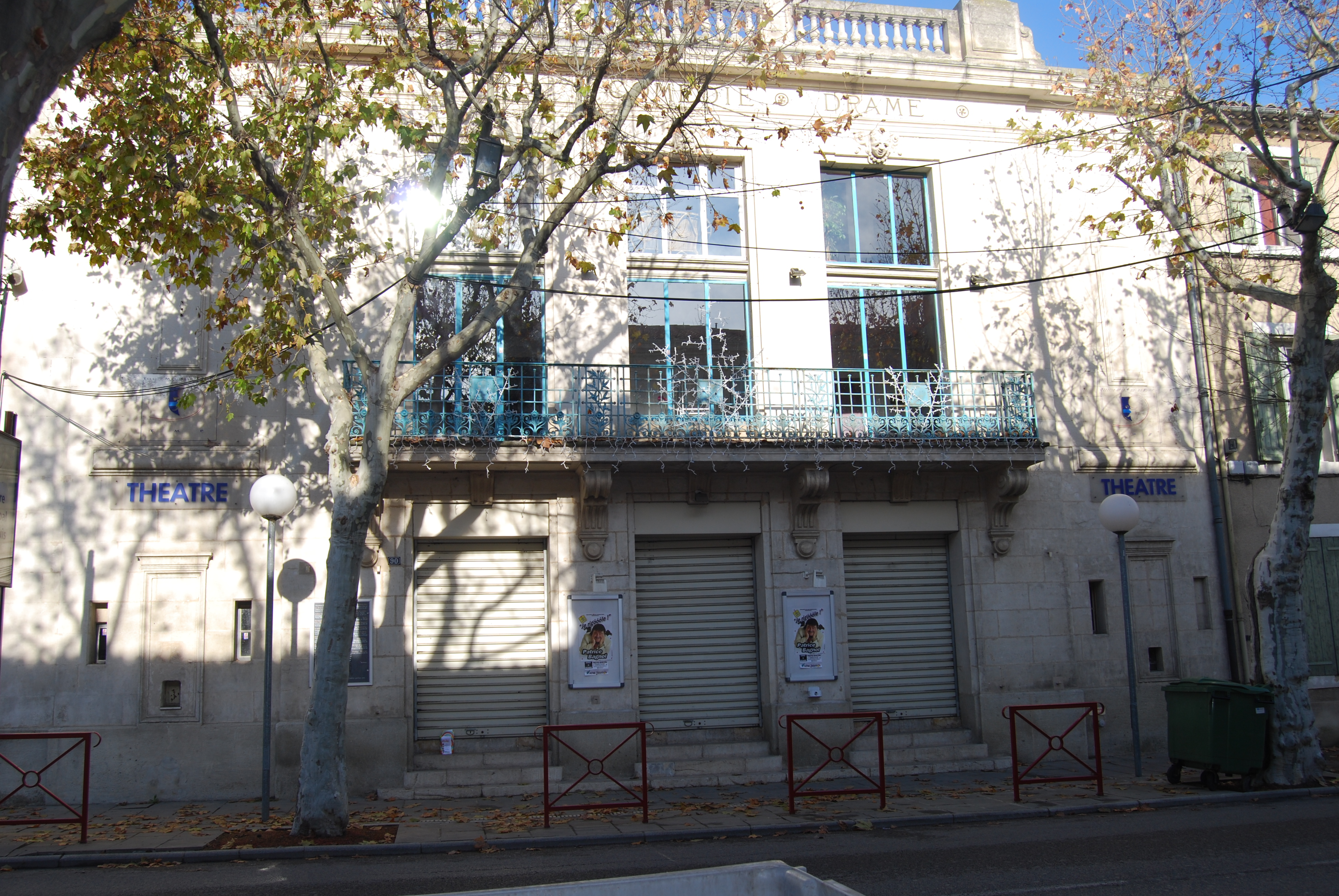
Le théâtre municipal.

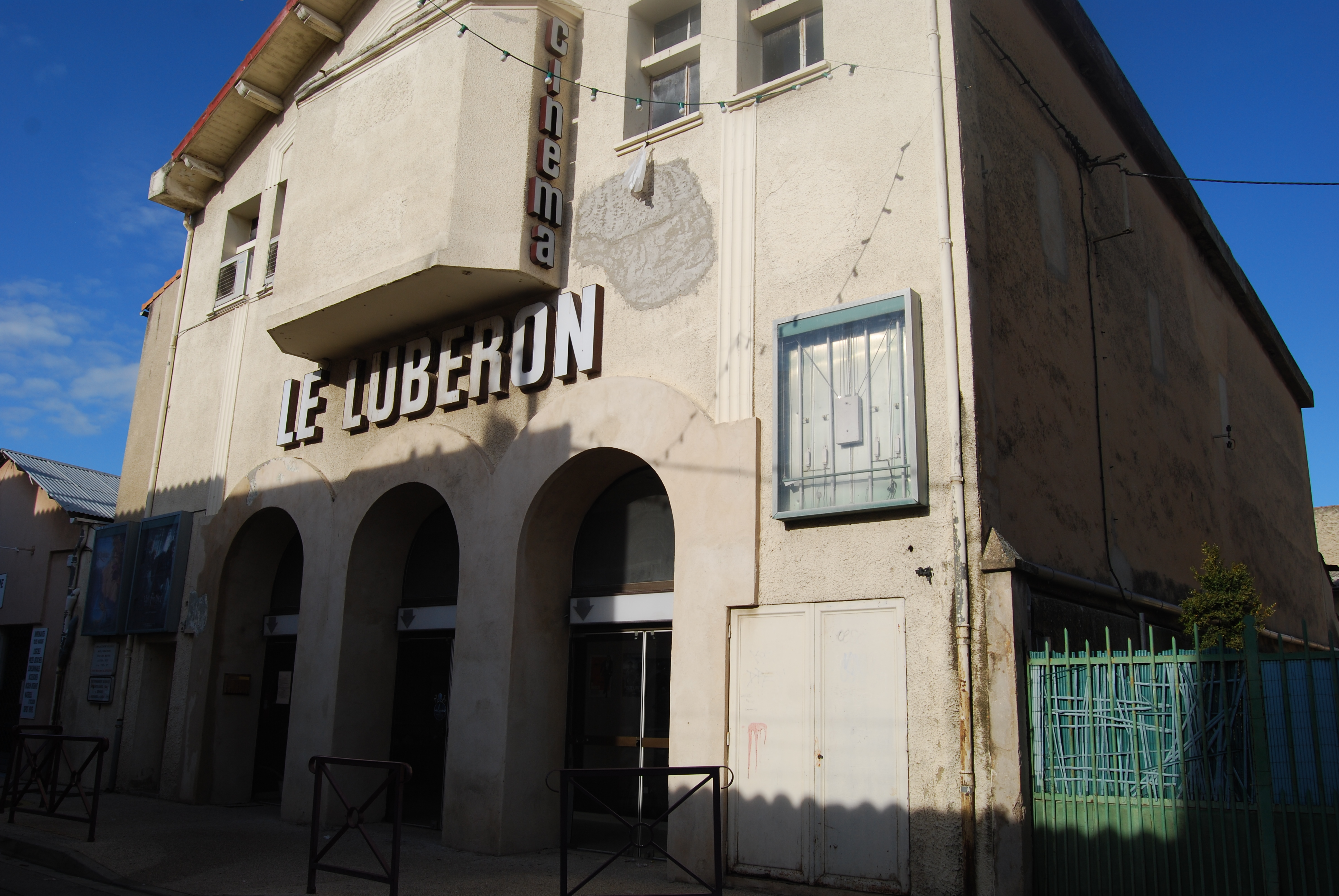
Le cinéma Le Luberon.

Un immeuble appartenant à monsieur et madame Mikaelly fut acheté par la ville pour en faire un théâtre en 1912. La famille Mikaelly en assurait l'animation. À la disparition des époux, la salle fut transformée en cinéma. En décembre 1976, la ville acquit les droits s'attachant au théâtre dans le but de restaurer le bâtiment. Il est administré par la ville en tant que théâtre municipal.

#### Cinéma
380 places confortables réparties dans les trois salles entièrement rénovées du cinéma « Le Luberon » attendent désormais les Pertuisiens et autres habitants du bassin de vie. Le 35 mm a cédé la place au numérique, ce qui signifie une qualité de l'image et du son au top de la technique actuelle. Les trois salles sont accessibles aux personnes mal entendantes et malvoyantes. De même, grâce aux places qui ont été prévues à cet effet, les personnes à mobilité réduite peuvent accéder au cinéma et voir les films.

#### Bibliothèque municipale
La ville de Pertuis ne dispose plus d'une bibliothèque municipale depuis 2016, date à laquelle la municipalité à délégué ce service public à la métropole d'Aix Marseille. Les habitants de Pertuis et des alentours peuvent profiter de la nouvelle médiathèque les Carmes, située dans l'ancien couvent du même nom depuis 2018.

#### Ludothèque
La ludothèque créée en 1991 par Les Amis de la Maternité de Pertuis, l'association Une Ludothèque à Pertuis a réellement démarré son activité en 1995, grâce à la mise à disposition d’un local de 60 m2 par la mairie de Pertuis. La ludothèque est ouverte au public toute l’année. Son implantation au centre-ville est stratégique, car Pertuis est une ville néo-rurale en pleine explosion démographique, dont une grande partie de la population est issue de l'immigration et de familles gitanes en voie de sédentarisation. Elle possède un stock de 1 200 jeux. Située dans l'espace vert du Jardin de l'Europe, elle permet aux enfants de jouer également à l'extérieur. En plus du jeu sur place et du prêt de jeux, la ludothèque anime des ateliers de création de jeux, et des journées dans différentes collectivités comme les crèches, les campings, les établissements scolaires, les centres de loisirs, les maisons de retraite. En 2008, l'association a périclité. La Mairie a alors sollicité la ludothèque Le Cerf-Volant de Puyricard pour reprendre le local, le personnel et les animations.

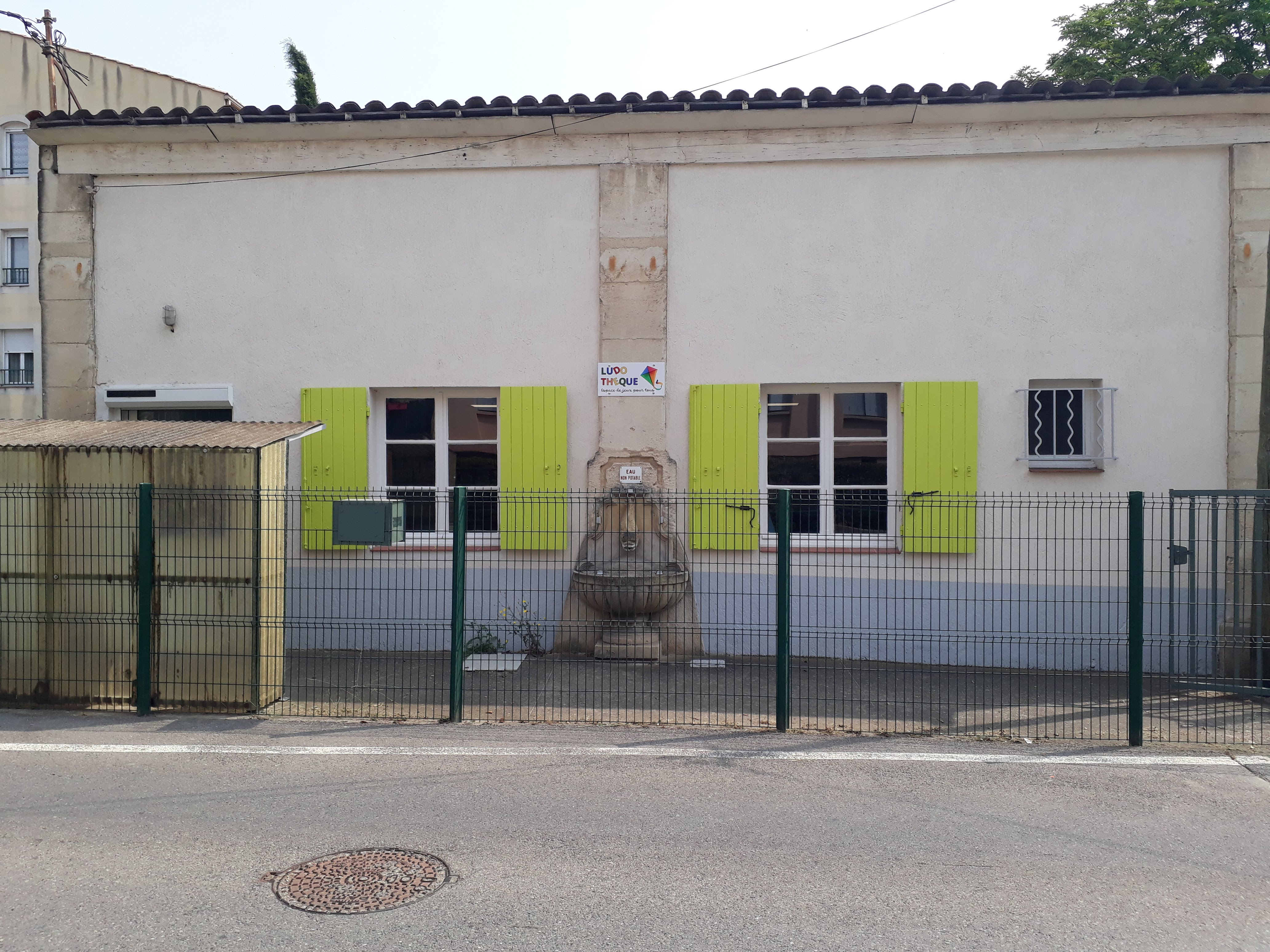

#### École de musique
En 1936 est créée la musique municipale, puis en 1951, l'Harmonie Durance Luberon au sein de l'école de musique qui deviendra municipale en 1981. Le syndicat intercommunal de musique du Sud-Luberon est créé en 1990, 12 communes y adhérent : Pertuis, La Tour-d'Aigues, Villelaure, Cucuron, Grambois, Ansouis, Cabrières-d'Aigues, Saint-Martin-de-la-Brasque, La Bastidonne, Peypin-d'Aigues et Vaugines. Ce conservatoire de musique de Pertuis est un établissement public financé par les contributions de ces douze communes et des musiciens spécialement formés au travail en milieu scolaire interviennent dans les écoles maternelles et primaires des douze communes. Mais à la suite de difficultés financières et d'autres querelles depuis 2008, le syndicat intercommunal de musique est dissous par arrêté du sous-préfet d'Apt le 15 juillet 2010 à la suite de la demande de 11 communes et l'opposition d'une (La Tour-d'Aigues). Le conservatoire devient le conservatoire municipal de musique de Pertuis qui accueille plus de 400 élèves et intervient dans les écoles primaires de onze communes pour la saison 2010/2011. C'est une des rares écoles de musique de la région à proposer tous les types d'instruments (violon, alto, violoncelle, flûte, clarinette, hautbois, les saxophones, trompette, trombone, tuba, piano, clavecin, guitare sèche et électrique, luth, percussions et batterie). Le conservatoire occupe les locaux de l'ancien hôpital de la Charité (partie nord, la partie sud étant les écoles Albert-Camus et Georges-Brassens).

#### Multimédia
La ville de Pertuis ainsi que les autres communes de la CPA vont être reliées au réseau très haut débit, inauguré symboliquement le 7 octobre 2010 par le ministre de l'Espace rural et de l'Aménagement du territoire Michel Mercier en présence de Maryse Joissains-Masini député-maire d'Aix-en-Provence et Roger Pellenc, maire de Pertuis,.
Pertuis a un correspondant local et un bureau rue Colbert du quotidien La Provence en particulier pour son édition Sud Luberon. La ville bénéficie également d'une édition Pertuis de l'hebdomadaire ParuVendu.

### Pertuis et le cinéma
Plusieurs films ont été tournés dans la commune de Pertuis :
- 1995 : French Kiss, comédie romantique américaine de Lawrence Kasdan avec Meg Ryan et Kevin Kline[321] ;
- 2004: Le Miroir de l'eau, télésuite en coproduction française-suisse-belge en quatre épisodes de 100 minutes, diffusée du 9 août au 30 août 2004 sur France 2 avec Line Renaud, Clémentine Célarié et Cristiana Reali[322],[321] ;
- 2008 : Mademoiselle Chambon, film français de Stéphane Brizé avec Vincent Lindon, Sandrine Kiberlain, Aure Atika et Jean-Marc Thibault, sorti le 14 octobre 2009[323],[321].

### Personnalités liées à la commune
- Saint Honorat (né vers 380 à Pertuis (mais d'autres sources le font naître à Trèves), abbé fondateur du monastère de Lérins[324].
- Aliénor de Comminges (1329-1402), mère de Raymond VIII de Turenne.
- Guillaume III Roger de Beaufort (1332-1395), vicomte de Turenne et seigneur de Pertuis, neveu de Clément VI et le frère de Grégoire XI.
- Raimond VIII de Turenne (1352-1413), seigneur de Pertuis.
- Gantonnet d'Abzac (?-1401), capitaine de Pertuis et vicaire général es contés de Prouvence et de Foulcalquier de Raymond de Turenne.
- René d'Anjou (né vers 1435-† vers 1500), bailli royal de Pertuis.
- Henry de Saint Didier (XVIe siècle), escrimeur et auteur du premier ouvrage en français sur l'escrime (1573).
- Abbé Louis Chauvet[325], né à Pertuis en 1664, nommé curé de Levesville le Chenard en 1694. Fondateur avec Marie Anne de Tilly de la congrégation des sœurs de Saint-Paul de Chartres[326] (quatre sœurs) qu'il confie en 1708 à l'évêque de Chartres. Actuellement, la congrégation est présente dans près de 40 pays et regroupent environ 4000 sœurs. Quatre d'entre elles sont revenues en mission à Pertuis en 2010 pour les 300 ans de la congrégation.
- Victor Riquetti de Mirabeau (né 5 octobre 1715 à Pertuis et mort le 11 juillet 1789 à Argenteuil), économiste et philosophe[327].
- Lucien Chauvet, né en 1833 près de Pertuis, mort en 1902, sculpteur, auteur de La Fontaine des quatre saisons.
- Adolphe Itasse, sculpteur né à Lourmarin en 1829 ; il s'est marié en 1861, à Pertuis avec Mlle Marie-Félicité Arnaud (1839-1900), statuaire, originaire de la commune ; il est l'auteur de la statue qui orne la fontaine de Diane.
- Jean-Baptiste Saint-Martin (1840-1926), député de Vaucluse, né à Pertuis.
- Justin Savornin (né 6 décembre 1876 à Pertuis (2 rue Murette) et mort le 23 janvier 1970 à Alger), géologue, sa dépouille a été rapatriée à Pertuis.
- Paul Goy (né en 1883 à Crest a vécu et a exercé 23 ans à Pertuis), médecin et poète français[328].
- Gaston Castel (né le 1er août 1886 à Pertuis (11 rue Giraud) et décédé le 9 février 1971 à Marseille), architecte, commandeur de la Légion d'honneur[329].
- Paul Fiolle (1887-1916), médecin et écrivain né à Pertuis. Son nom est inscrit au Panthéon parmi les 560 écrivains morts au combat pendant la Première Guerre mondiale.
- Georges Blin (né le 18 décembre 1917 à Pertuis), critique et universitaire, professeur honoraire au Collège de France[330].
- Henri Silvy (Pertuis 1920 - Guidonia 1944), officier de la 1re DFL, Compagnon de la Libération[331], mort pour la France le 6 juin 1944 sur l'aérodrome de Guidonia.
- Jean-Pierre Petit (né le 5 avril 1937 à Choisy-le-Roi), astrophysicien, auteur, dessinateur et peintre, y réside.
- Michèle Torr (née le 7 avril 1947 à Pertuis), chanteuse française.
- Daniel Xuereb (né le 29 mai 1959 à Gardanne), footballeur professionnel international fut entraineur-joueur de l'USRP de 1994 à 1998.
- Frédéric Soulié (né le 19 avril 1970 à Pertuis), animateur et producteur de télévision.
- Cyril Rool (né le 15 avril 1975 à Pertuis), ancien footballeur professionnel, ayant évolué pendant plus de 15 saisons en Ligue 1.
- Erwann Le Péchoux (né le 13 janvier 1982 à Pertuis), escrimeur (fleurettiste, triple champion du monde par équipes).
- Olivier Caisso (né le 17 décembre 1985 à Pertuis), joueur international de rugby à XV français.
- Pierre-Emmanuel Largeron (né le 25 février 1991 à Pertuis), chef d'orchestre français.

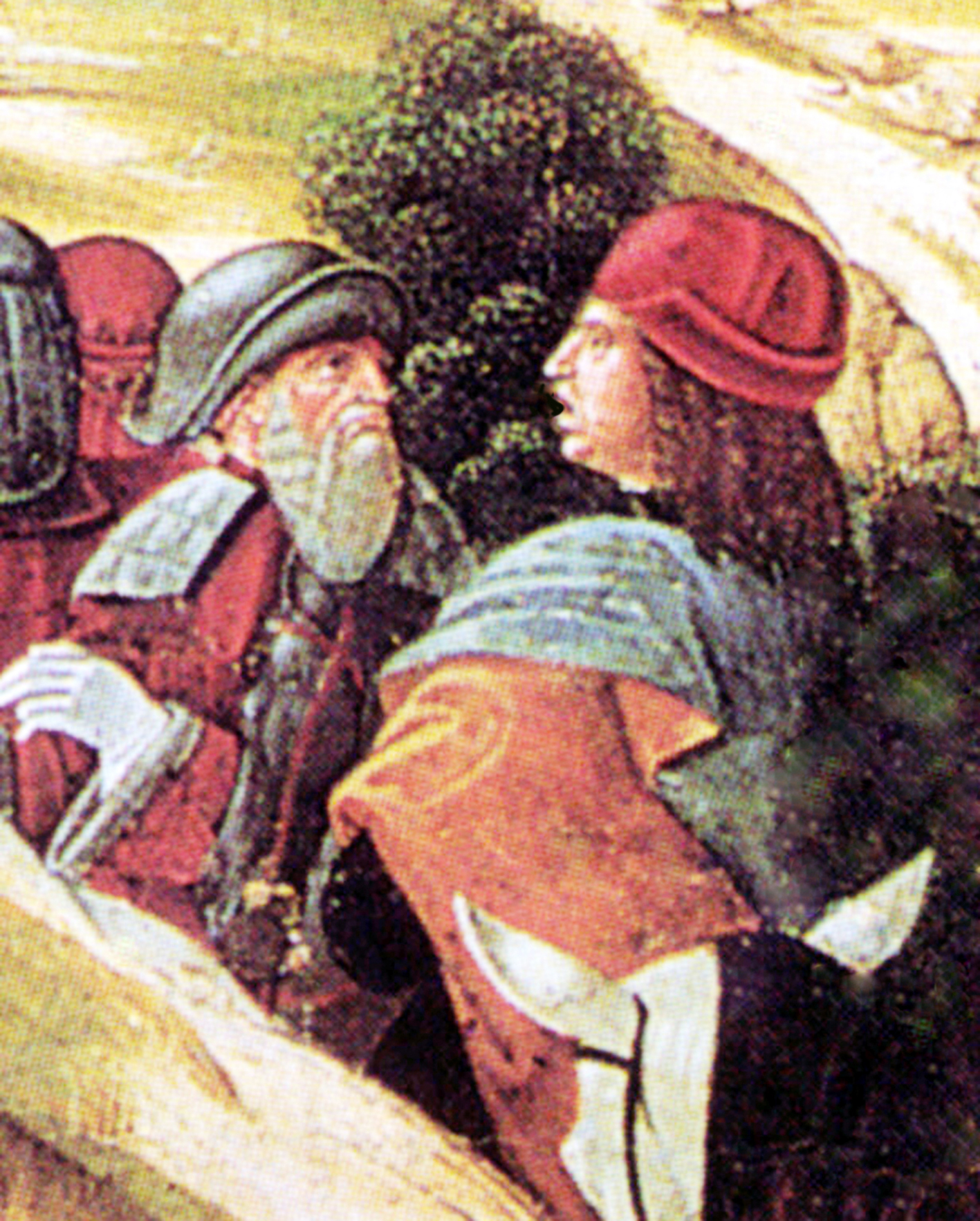
Raymond de Turenne et J. F. de Heredia.
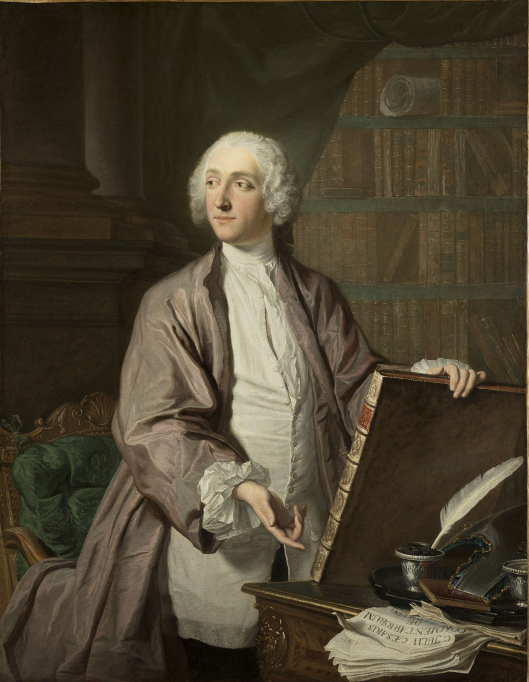
Victor Riqueti de Mirabeau.
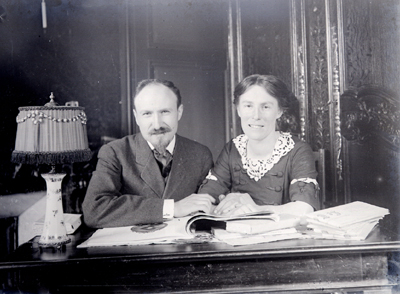
Paul Goy et Marie.
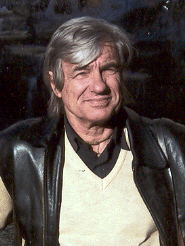
Jean Pierre Petit.
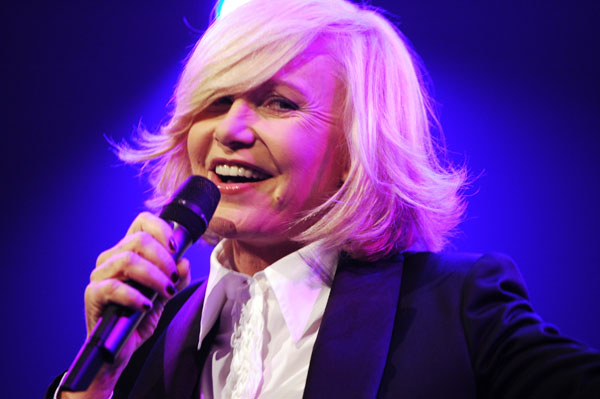
Michèle Torr.

### Héraldique, logotype et devise
« En considération de la bonne et ancienne fidélité de ces habitants », Charles VIII, roi de France, comte de Provence et de Forcalquier, leur accorda ces armoiries par lettre patente d'octobre 1493.
|  | D'or à une fasce de gueules et une fleur de lys d'azur passant parmi ladite fasce et insérée en icelle. Ce blasonnement assez peu orthodoxe est conforme aux lettres patentes conservées aux archives communales. Le conseil général du Vaucluse enregistre officiellement dans son armorial de 1984 une version sensiblement différente, issue d'un armorial du XVIIe siècle : D'or à une fasce de gueules et à une fleur de lis d'azur brochant sur le tout (conforme au dessin ci-contre). Le site de la commune affiche un logo calqué sur l'écu original dessiné sur la lettre royale du XVe siècle. |